# 현대 쏘나타

현대 쏘나타(Hyundai Sonata)는 대한민국의 현대자동차에서 1985년에 출시한 이후 현재까지 판매되고 있는 전륜구동 중형차이다. 차명인 쏘나타는 고도의 연주 기술이 요구되는 4악장 형식의 악곡인 소나타에서 따온 것으로 혁신적인 성능, 기술, 가격을 지닌 종합 예술 승용차라는 의미이다. 자가용 외에도 경찰차나 택시, 렌터카 등의 영업용으로 운행되기도 하는 편이다. 본 항목에서의 판매 기간은 자가용 기준이다.

## 1세대(Y)

### 쏘나타(1985년11월~1987년12월)

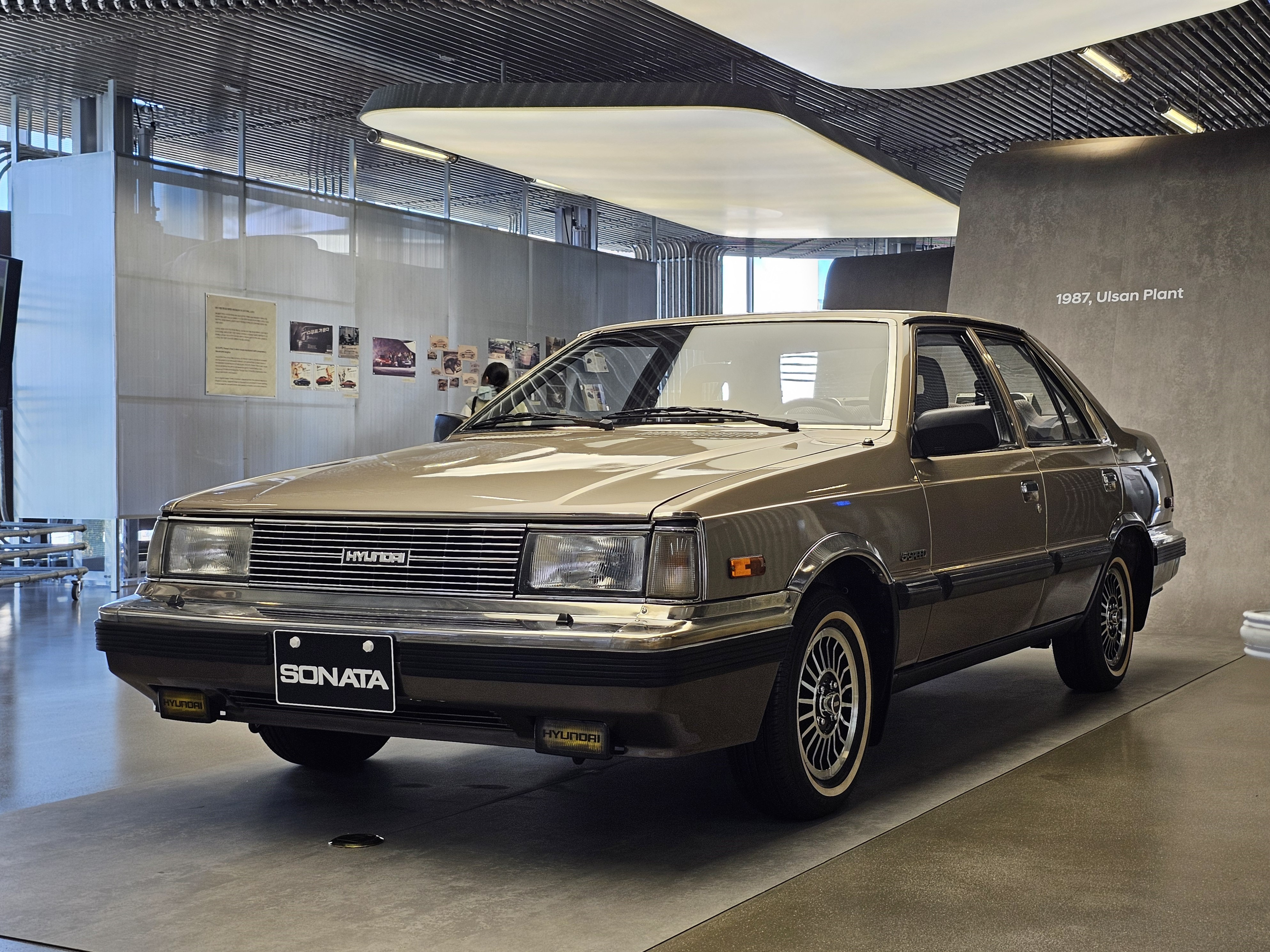
현대 소나타 Y 전측면
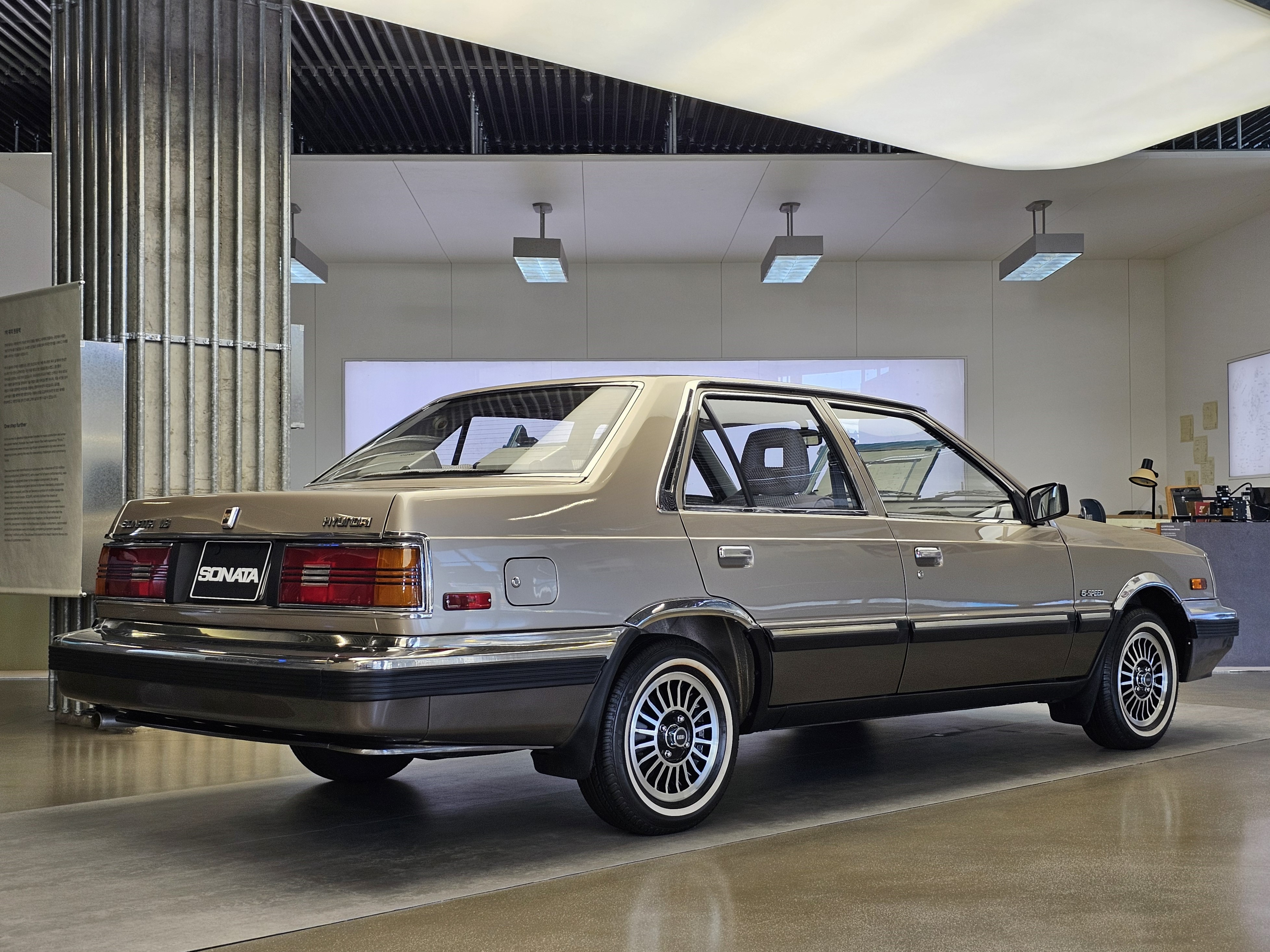
현대 소나타 Y 후측면

1985년 11월 4일에 출시됐으며, 역대 쏘나타 중 유일한 후륜구동이다. 큰 인기를 모은 대우 로얄 시리즈에 대항하기 위하여 기존의 스텔라에 미쓰비시제 1.8ℓ 시리우스 가솔린 엔진과 2.0ℓ 시리우스 가솔린 엔진을 얹었다. 여기에 크루즈 컨트롤, 파워 시트, 헤드 램프 워셔, 크롬 범퍼, 전동 조절식 아웃 사이드 미러, 파워 스티어링 휠 등 고급 사양을 적용하여 판매한 것이 쏘나타의 시초다. VIP를 위한 고급 승용차라는 캐치프레이즈로 수요층에게 어필하려고 했으며, 인기 배우 故 신성일이 첫 번째로 계약하여 화제를 낳기도 했다. 하지만 경제적인 중형차라는 이미지의 스텔라와의 큰 차별화가 없어 인기를 끌지 못했다. 이에 경쟁 회사인 대우자동차로부터 이름 때문에 '소나 타는 차'라는 비아냥을 듣기도 하여 1986년 2월부터 신문 광고 등을 통하여 이미지 쇄신과 고급화를 위하여 소나타에서 쏘나타로 개명했다. 1987년 2월 2일에 투톤 외장 색상과 트립 컴퓨터 등을 달았으나, 별다른 효과를 못 봐 같은 해 12월에 단종됐다. 1988년 6월 1일에 전륜구동 방식의 수출 전략형으로 탈바꿈한 2세대 쏘나타가 출시되어 한동안 현대자동차는 1세대 쏘나타를 쏘나타의 계보에서 제외했다. 하지만 2003년 3월에 쏘나타 250만 대 생산 돌파 시점부터 1세대로 포함하기 시작했다. 현재 대한민국에 정식으로 등록된 1세대 쏘나타는 극소수이며, 현대자동차에서 소유하여 보존하고 있는 차량은 없다. 2014년은 서울특별시 강남구 삼성동 코엑스 B2홀에 개최됐던 쏘나타 모터쇼와 2015년 8월부터 9월까지 열린 전국 순회형 쏘나타 모터쇼, 2015년 11월부터 12월까지 서울특별시 강남구 논현동 현대모터스튜디오 서울에서 열린 쏘나타 헤리티지 전시회와 같이 차량의 전시가 필요한 경우엔 현대자동차가 전라북도 전주시에 거주한 오너로부터 빌려서 복원한 다음 전시하고, 전시 이후 다시 반납하고 있는 실정이라고 알려져 있다.

#### 라인업
| 구분   | 1.8ℓ 가솔린                             | 2.0ℓ 가솔린                     |
| ------ | --------------------------------------- | ------------------------------- |
| 쏘나타 | DLX(이후 고급형으로 변경 → 1.8ℓ로 변경) | 고급형/슈퍼형(이후 2.0ℓ로 통합) |

#### 제원
| 구분                 | 1.8ℓ 시리우스 SOHC | 2.0ℓ 시리우스 SOHC |
| -------------------- | ------------------ | ------------------ |
| 전장 (mm)            | 4,578              | 4,578              |
| 전폭 (mm)            | 1,755              | 1,755              |
| 전고 (mm)            | 1,381              | 1,381              |
| 축거 (mm)            | 2,579              | 2,579              |
| 윤거 (전, mm)        | 1,445              | 1,445              |
| 윤거 (후, mm)        | 1,425              | 1,425              |
| 승차 정원            | 5명                | 5명                |
| 변속기               | 수동 5단 자동 4단  | 수동 5단 자동 4단  |
| 구동 형식            | 후륜 구동          | 후륜 구동          |
| 엔진 형식            | G4BM               | G4BT               |
| 연료                 | 가솔린             | 가솔린             |
| 배기량 (cc)          | 1,795              | 1,997              |
| 최고 출력 (ps/rpm)   | 100/5,500          | 110/5,500          |
| 최대 토크 (kg*m/rpm) | 15.0/3,500         | 16.7/3,500         |
| 공차 중량 (kg)       |                    |                    |
| 연비 (km/ℓ)          |                    |                    |

## 2세대(Y2)

### 쏘나타(1988년6월~1991년2월)

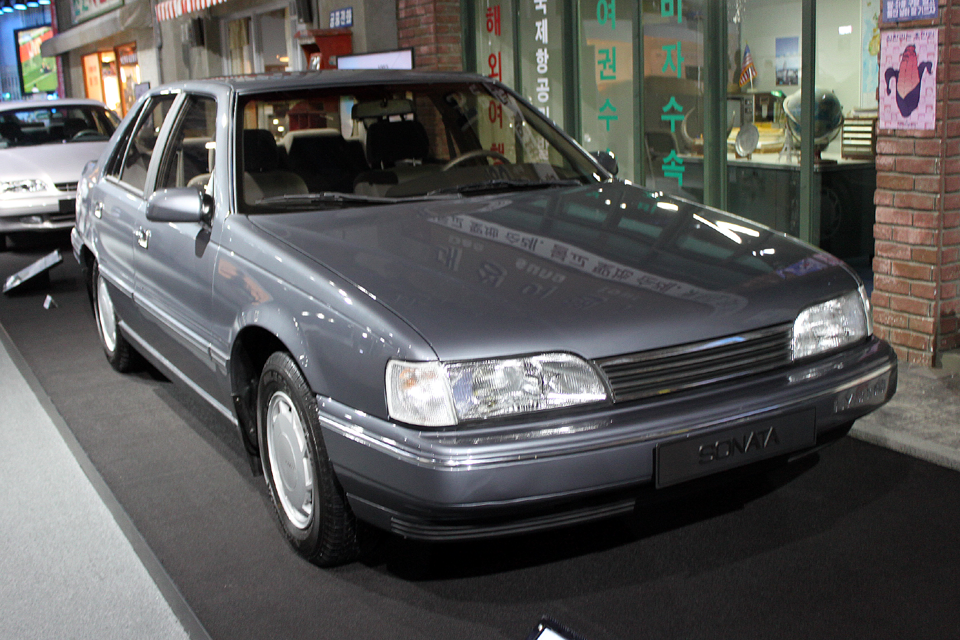
현대 쏘나타 정측면

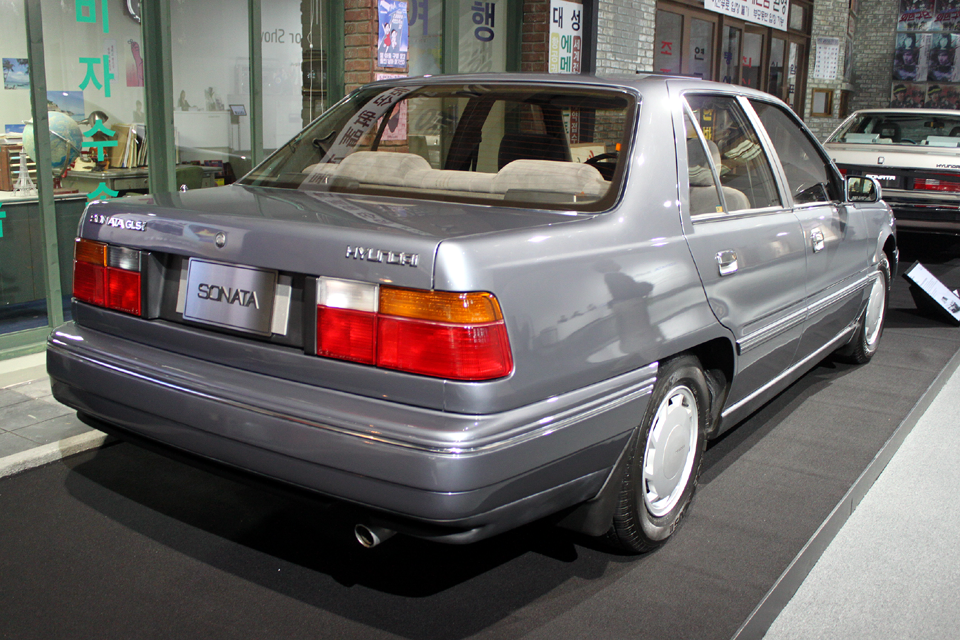
현대 쏘나타 후측면

1988년 6월 1일에 출시되었다. 스텔라와는 성격이 다른 전륜구동 방식의 수출 전략형 중형차로 개발되어 대한민국에서 이미 실패한 차종임에도 여러 최종 차명 후보 중에서 제일 부르기 쉽다는 미국 딜러들의 의견에 따라 결국 차명이 쏘나타로 결정되었다. 1세대 그랜저(L)의 전륜구동 메커니즘을 플랫폼을 공용했고, 에어로 다이내믹 디자인이 적용되어 공기 저항 계수(Cd)가 0.32를 기록하는 등 스텔라 베이스의 1세대와 달리 엄청난 인기를 끌었다. 2.0ℓ 시리우스 SOHC 가솔린 엔진은 최고 출력 120마력과 최고 시속 174.5km의 성능을 내었다. 8인치와 9인치 부스터 2개를 조합해 제동 성능을 높인 탠덤 부스터를 대한민국산 자동차 최초로 선보이기도 하였다. 서스펜션은 앞 맥퍼슨 스트럿, 뒤 3 링크를 사용해 북아메리카 시장에 맞게 세팅된 부드러운 승차감이 특징이었고, 파워&틸트 스티어링 휠과 크루즈 컨트롤 등 각종 편의 사양도 적용되었다. 출시 당시 가격은 1.8i 트림이 906만 원(5단 수동변속기 기준), 2.0i 트림이 1,206만 원(4단 자동변속기 기준)이었다. 대우 로얄 프린스와 기아 콩코드 등 경쟁 차종에 비해 높은 판매량을 기록하여 1989년에는 대한민국 전 차종 연간 판매 3위를 기록하였다. 1989년 7월 24일에는 새 라디에이터 그릴 형상, 범퍼 몰딩과 사이드 몰딩의 색상 변경, 시트 벨트 착용 차임 벨, 키 홀 조명, 계기판 조명 조절 장치 등이 적용된 1990년형이 나왔다. 1990년 7월 12일에는 수출용에만 적용되던 2.4ℓ 시리우스 SOHC 가솔린 엔진과 LCD 계기판, 가죽 시트 등으로 고급스럽게 꾸민 최고급 트림인 2.4i가 나오기도 하였지만, 대한민국에서의 판매 대수는 미미하였다. 수출용에는 V6 3.0ℓ 사이클론 가솔린 엔진도 있었다. 현대자동차가 1989년에 현지 공장을 세워 캐나다 퀘벡주 브로몽에서도 생산되었으며, 대한민국에서 개발된 승용차로는 처음으로 대한민국 이외의 국가에서 생산되는 승용차로 기록되었다. 그러나 북아메리카 자동차 시장의 과잉 공급으로 판매량이 저조하여 1993년을 기점으로 가동을 무기한 중단하였고, 결국 현대자동차의 캐나다 현지 법인인 현대 모터 캐나다가 청산되어 브로몽 현지공장은 폐쇄되었다.

#### 라인업
| 구분   | 1.8ℓ 가솔린            | 2.0ℓ 가솔린            | 2.4ℓ 가솔린 |
| ------ | ---------------------- | ---------------------- | ----------- |
| 쏘나타 | 1.8i(이후 GLSi로 변경) | 2.0i(이후 GLSi로 변경) | 2.4 GLSi    |

#### 제원
| 구분                 | 1.8ℓ 시리우스 SOHC               | 2.0ℓ 시리우스 SOHC                    | 2.4ℓ 시리우스 SOHC               |
| -------------------- | -------------------------------- | ------------------------------------- | -------------------------------- |
| 전장 (mm)            | 4,680                            | 4,680                                 | 4,680                            |
| 전폭 (mm)            | 1,750                            | 1,750                                 | 1,750                            |
| 전고 (mm)            | 1,410                            | 1,410                                 | 1,410                            |
| 축거 (mm)            | 2,650                            | 2,650                                 | 2,650                            |
| 윤거 (전, mm)        | 1,455                            | 1,455                                 | 1,455                            |
| 윤거 (후, mm)        | 1,440                            | 1,440                                 | 1,440                            |
| 승차 정원            | 5명                              | 5명                                   | 5명                              |
| 변속기               | 수동 5단 자동 4단                | 수동 5단 자동 4단                     | 수동 5단 자동 4단                |
| 구동 형식            | 전륜 구동                        | 전륜 구동                             | 전륜 구동                        |
| 엔진 형식            | G4CM                             | G4CP                                  | G4CS                             |
| 연료                 | 가솔린                           | 가솔린                                | 가솔린                           |
| 배기량 (cc)          | 1,796                            | 1,997                                 | 2,351                            |
| 최고 출력 (ps/rpm)   | 105/5,000                        | 120/5,000 (이후 111/5,000으로 변경)   | 123/5,000                        |
| 최대 토크 (kg*m/rpm) | 15.4/4,000                       | 16.2/4,000 (이후 17.3/4,000으로 변경) | 19.9/4,000                       |
| 연료 탱크 용량 (ℓ)   | 60                               | 60                                    | 60                               |
| 요소수 탱크 용량 (ℓ) | -                                | -                                     | -                                |
| 공차 중량 (kg)       | 1,240(수동 5단)/ 1,260(자동 4단) | 1,250(수동 5단)/ 1,275(자동 4단)      | 1,333(수동 5단)/ 1,348(자동 4단) |
| 연비 (km/ℓ)          | 11.57(수동 5단)/ 9.41(자동 4단)  | 12.14(수동 5단)/ 10.86(자동 4단)      | 9.83(수동 5단)/ 9.82(자동 4단)   |

### 뉴 쏘나타(1991년2월~1993년5월)

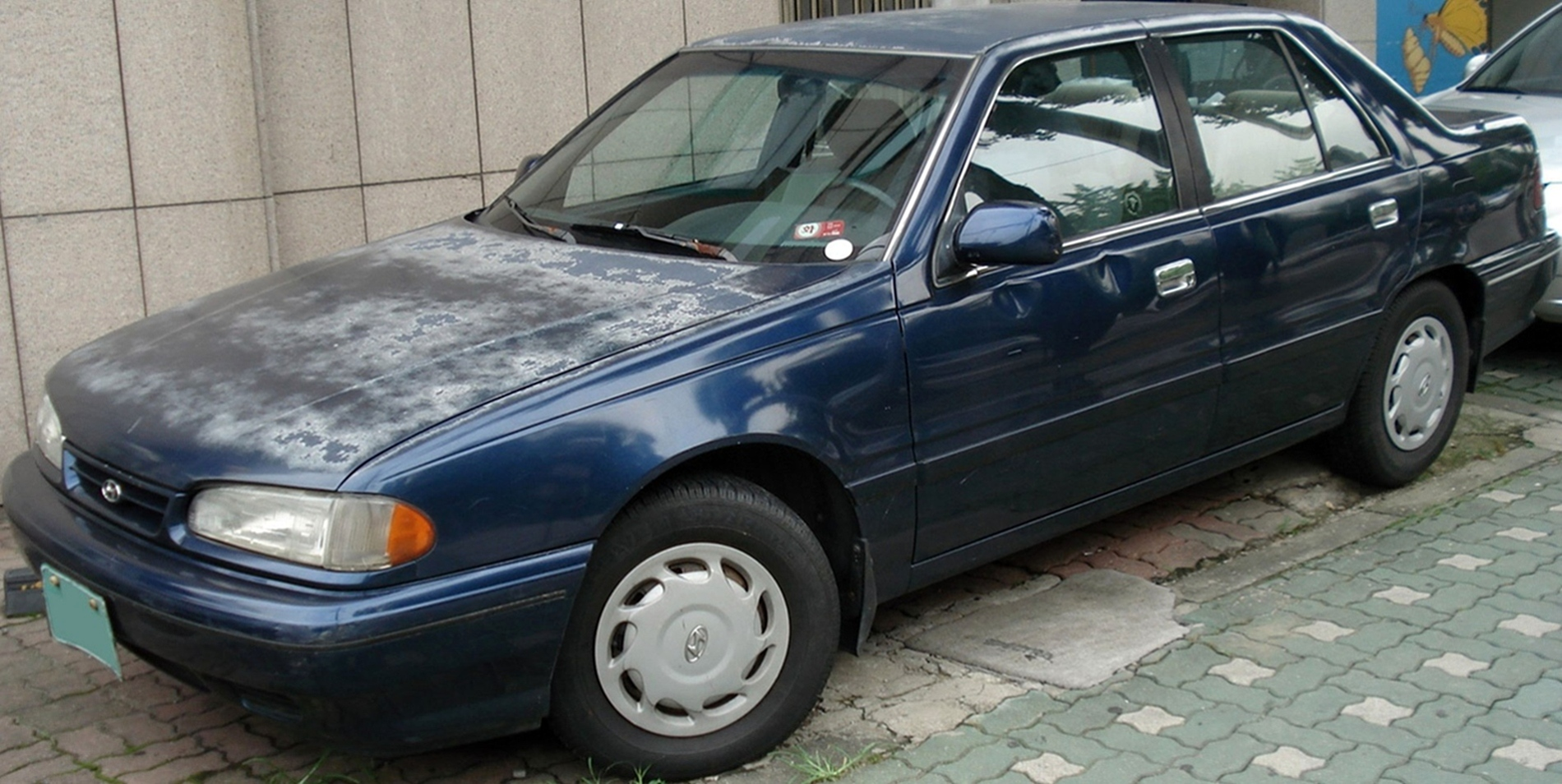
현대 뉴 쏘나타 정측면

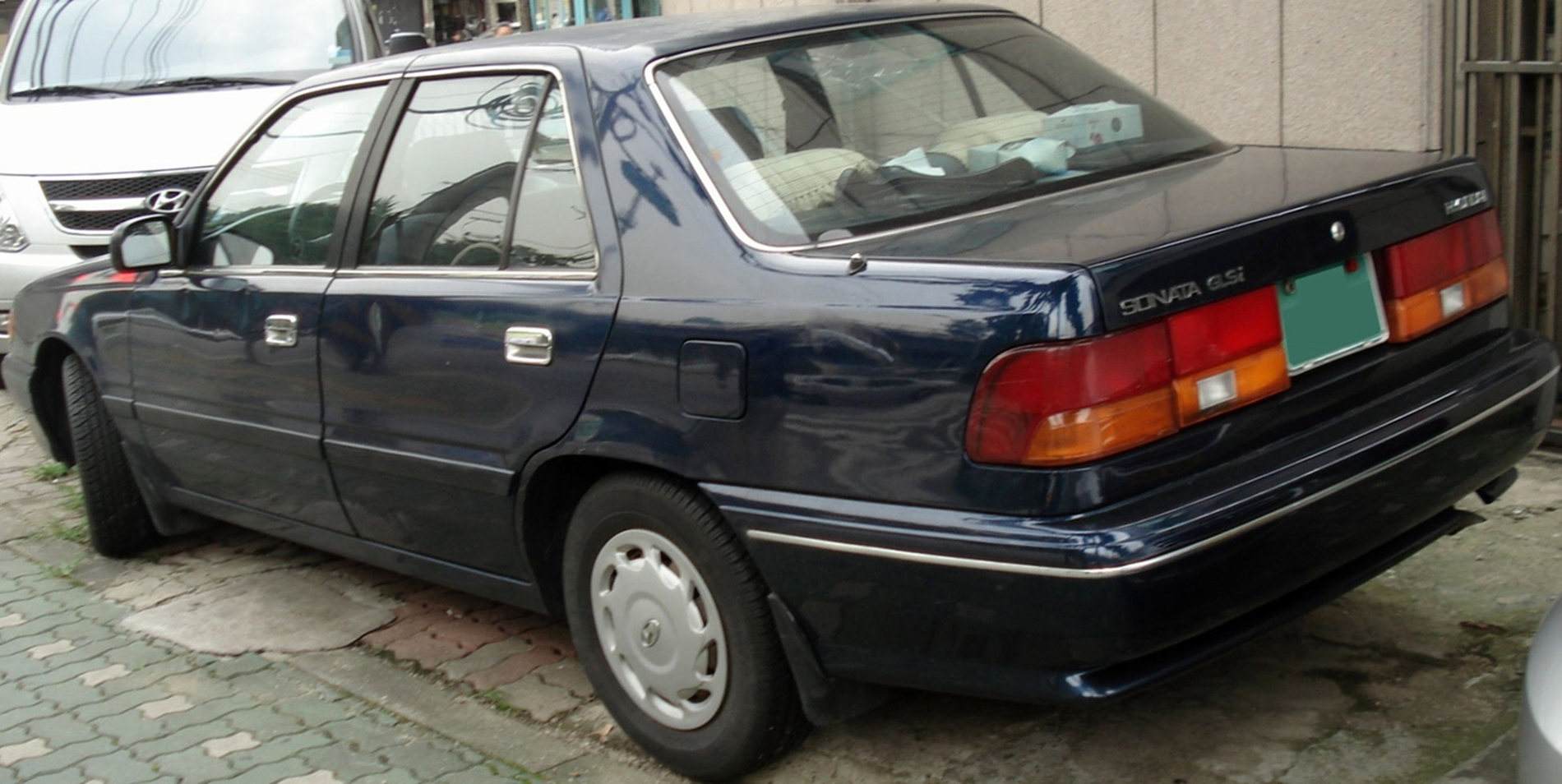
현대 뉴 쏘나타 후측면

1991년 2월 20일에 출시되었다. 페이스리프트를 거쳐 기존 쏘나타의 디자인에 둥근 요소가 가미된 디자인으로 변경되었고, 윤거를 앞은 25mm, 뒤는 20mm 더 넓혀 주행 안정성을 높였다. 최소 회전 반경을 줄여 기동성을 높였고, 이 시점부터 현대자동차 CI가 변경되어 새로운 엠블럼이 적용되었다. 중형 택시 시장의 확대에 발맞추어 뉴 쏘나타부터는 LPG 택시도 판매되었다. 같은 해 5월에는 최초로 월간 판매 1위를 기록하였고, 6월 24일에는 137마력 2.0ℓ 시리우스 DOHC 엔진을 얹어 대한민국산 중형차 최초로 DOHC 엔진의 시대를 열었으며, 최고속도 185km/h와 제로백(0→100km) 가속 10.6초의 성능을 보였다. 역대 쏘나타 중에서 ABS가 최초로 적용되었다. 이후 선보인 최고급 트림인 골드는 가죽 시트와 LCD 계기판, 7밴드 그래픽 이퀄라이저 2단 오디오(CD 플레이어는 옵션), 전동식 선루프가 적용되었다. 영업용은 5단 수동변속기만 있었다.

#### 라인업
| 구분      | 1.8ℓ LPG (택시) | 2.0ℓ LPG (택시)                 | 1.8ℓ 가솔린 | 2.0ℓ 가솔린                 |
| --------- | --------------- | ------------------------------- | ----------- | --------------------------- |
| 뉴 쏘나타 | 1.8i 택시       | TX 2.0i 택시 TLX 2.0i 모범 택시 | GLi         | GLSi DOHC(이후 골드로 대체) |

#### 제원
| 구분                 | 1.8ℓ 시리우스 SOHC               | 2.0ℓ 시리우스 SOHC               | 2.0ℓ 시리우스 DOHC |
| -------------------- | -------------------------------- | -------------------------------- | ------------------ |
| 전장 (mm)            | 4,680                            | 4,680                            | 4,680              |
| 전폭 (mm)            | 1,750                            | 1,750                            | 1,750              |
| 전고 (mm)            | 1,410                            | 1,410                            | 1,410              |
| 축거 (mm)            | 2,650                            | 2,650                            | 2,650              |
| 윤거 (전, mm)        | 1,480                            | 1,480                            | 1,480              |
| 윤거 (후, mm)        | 1,460                            | 1,460                            | 1,460              |
| 승차 정원            | 5명                              | 5명                              | 5명                |
| 변속기               | 수동 5단 자동 4단                | 수동 5단 자동 4단                | 수동 5단 자동 4단  |
| 구동 형식            | 전륜구동                         | 전륜구동                         | 전륜구동           |
| 엔진 형식            | G4CM                             | G4CP                             | G4CP               |
| 연료                 | 가솔린                           | 가솔린                           | 가솔린             |
| 배기량 (cc)          | 1,796                            | 1,997                            | 1,997              |
| 최고 출력 (ps/rpm)   | 105/5,000                        | 111/5,000                        | 137/6,000          |
| 최대 토크 (kg*m/rpm) | 15.4/4,000                       | 17.3/4,000                       | 17.7/4,000         |
| 연료 탱크 용량 (ℓ)   | 60                               | 60                               | 60                 |
| 요소수 탱크 용량 (ℓ) | -                                | -                                | -                  |
| 연비 (km/ℓ)          | 1,240(수동 5단)/ 1,260(자동 4단) | 1,245(수동 5단)/ 1,275(자동 4단) | 1,299(수동 5단)    |
| 연비 (km/ℓ)          | 11.57(수동 5단)/ 9.41(자동 4단)  | 12.14(수동 5단)/ 10.86(자동 4단) | 11.41(수동 5단)    |

## 3세대(Y3)

### 쏘나타 II(1993년5월~1996년2월)

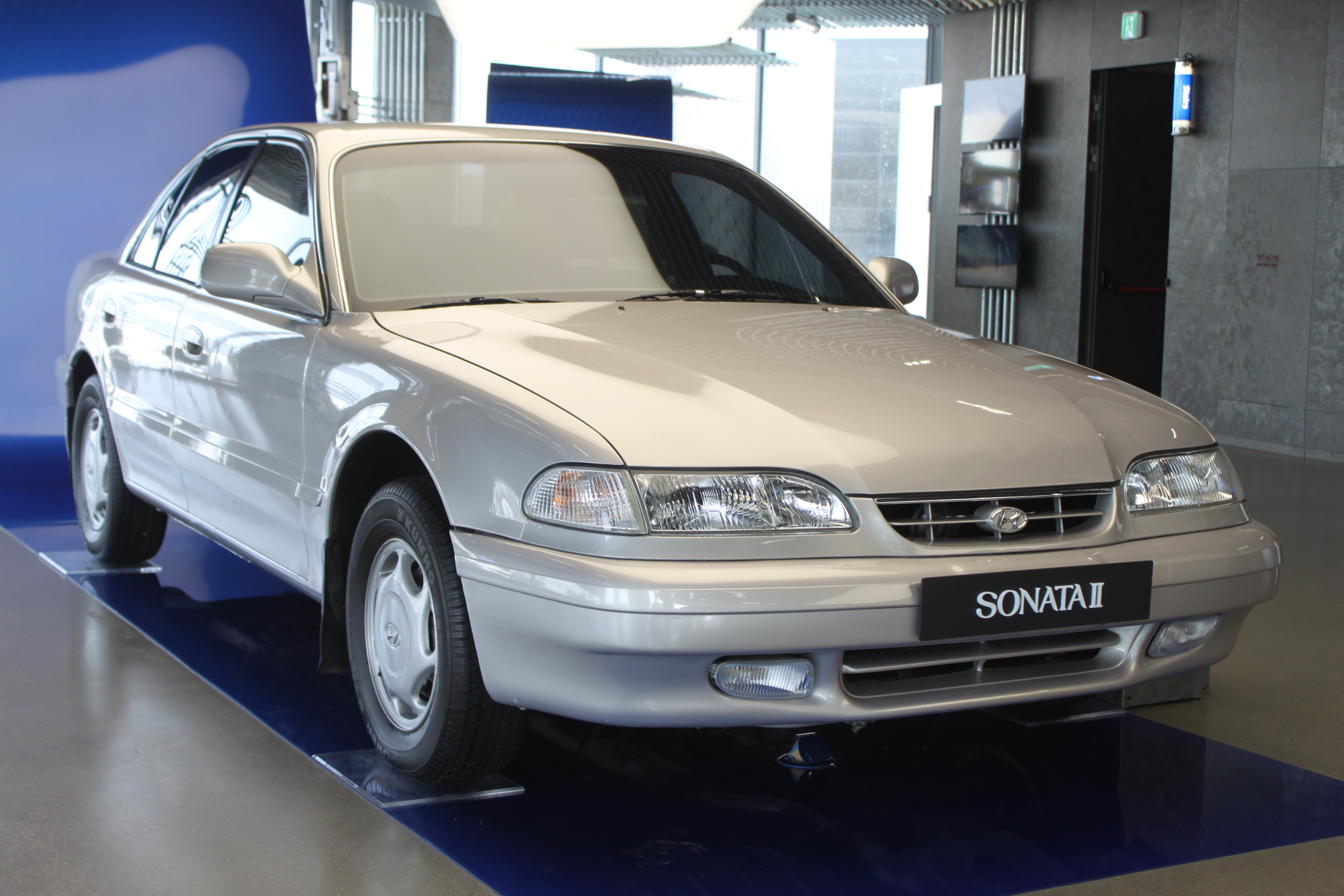
현대 쏘나타 II 정측면

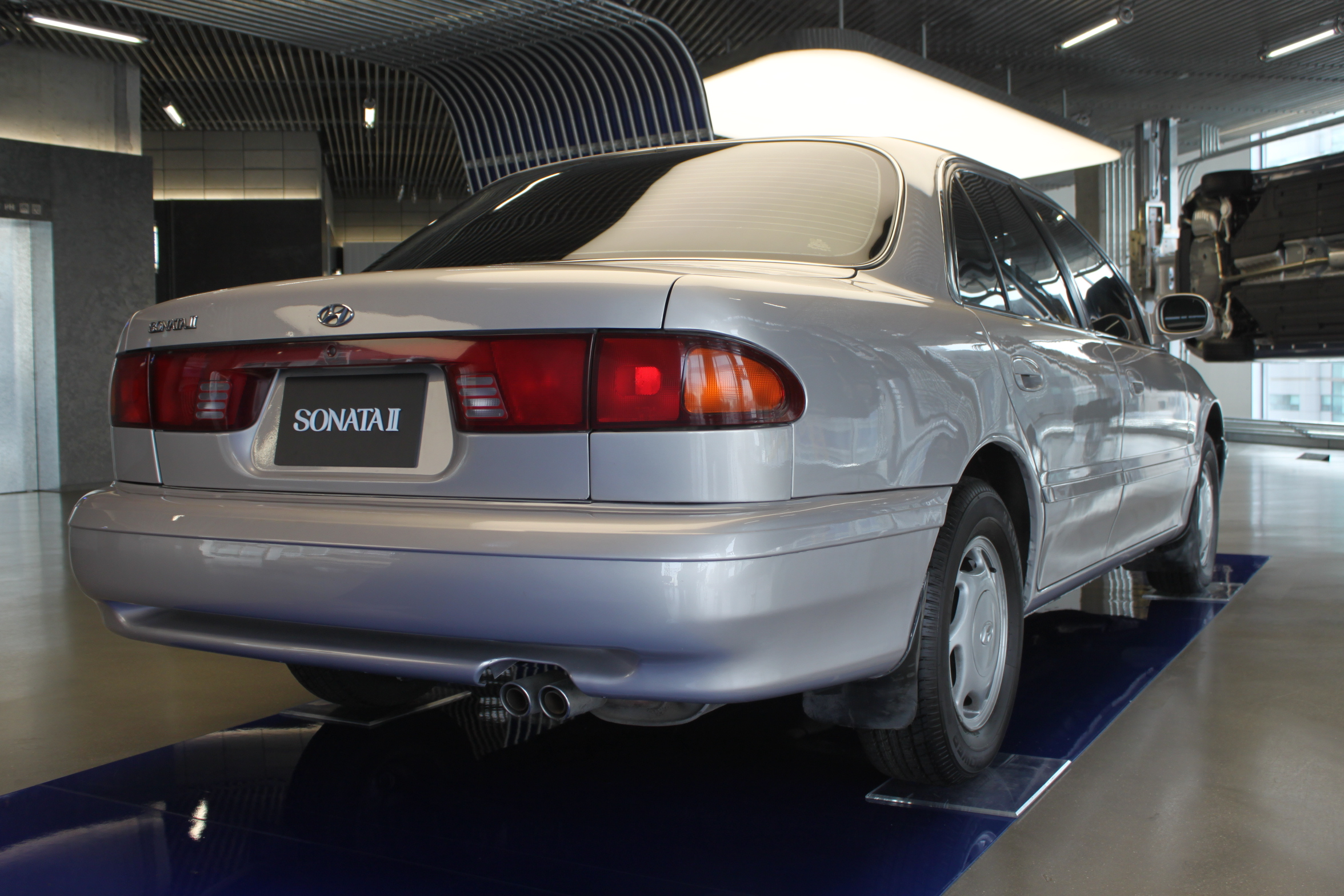
현대 쏘나타 II 후측면

1993년 5월 14일에 출시되었다. 뛰어난 디자인으로 큰 인기를 모아 3년이 채 안 되는 기간 동안 60만 대 가까이 판매되었다. 출시 당시 파격적인 디자인이 큰 인기를 끌어 오래된 차종임에도 최고의 디자인으로 손에 꼽히는 차종이다. 역대 쏘나타 중에서 접이식 사이드 미러와 운전석 에어백(이후 조수석 에어백도 적용)이 최초로 적용되어 편의성과 안전성을 높였다. 그 외에도 전자 제어 서스펜션과 전자식 EQ 내장 오디오(골드 트림은 CD 플레이어 기본) 등이 적용되었고, 오디오 도난 방지를 위하여 오디오에 비밀 번호 입력 기능이 있었다. 환경 보호 차원에서 신냉매 에어컨을 장착하는 한편 자원 재활용을 위한 리사이클링 시스템도 채용되었다. 1995년 8월 22일에는 출시 초기에 있다가 사라진 골든 팩 트림이 금장 엠블럼, 세련된 디자인의 15인치 알루미늄 휠, 205mm 광폭 타이어, ABS 등을 적용하여 새롭게 추가되었다. 영업용 LPG 택시는 3세대부터 자동변속기를 추가했다.

#### 라인업
| 구분     | 1.8ℓ LPG (택시) | 2.0ℓ LPG (택시) | 1.8ℓ 가솔린 | 2.0ℓ 가솔린      |
| -------- | --------------- | --------------- | ----------- | ---------------- |
| 쏘나타 Ⅱ | TX              | TX TXL 모범     | GL GL DLX   | GLS 골든 팩 골드 |

#### LCD 전자 계기판
- 대우정밀의 제품으로, 수출형에 옵션으로 제공되었으며 내수용에는 장착되지 않았다.
- 트립 컴퓨터가 적용되어 주행 가능 거리, 평균 연비, 실시간 연비 등을 볼 수 있다.

#### 제원
| 구분                 | 1.8ℓ 시리우스 SOHC               | 1.8ℓ 시리우스 DOHC               | 2.0ℓ 시리우스 SOHC               | 2.0ℓ 시리우스 DOHC               |
| -------------------- | -------------------------------- | -------------------------------- | -------------------------------- | -------------------------------- |
| 전장 (mm)            | 4,700                            | 4,700                            | 4,700                            | 4,700                            |
| 전폭 (mm)            | 1,770                            | 1,770                            | 1,770                            | 1,770                            |
| 전고 (mm)            | 1,405                            | 1,405                            | 1,405                            | 1,405                            |
| 축거 (mm)            | 2,700                            | 2,700                            | 2,700                            | 2,700                            |
| 윤거 (전, mm)        | 1,515                            | 1,515                            | 1,515                            | 1,515                            |
| 윤거 (후, mm)        | 1,505                            | 1,505                            | 1,505                            | 1,505                            |
| 승차 정원            | 5명                              | 5명                              | 5명                              | 5명                              |
| 변속기               | 수동 5단 자동 4단                | 수동 5단 자동 4단                | 수동 5단 자동 4단                | 수동 5단 자동 4단                |
| 구동 형식            | 전륜 구동                        | 전륜 구동                        | 전륜 구동                        | 전륜 구동                        |
| 엔진 형식            | G4CM                             | G4CN                             | G4CP                             | G4CP                             |
| 연료                 | 가솔린                           | 가솔린                           | 가솔린                           | 가솔린                           |
| 배기량 (cc)          | 1,796                            | 1,836                            | 1,997                            | 1,997                            |
| 최고 출력 (ps/rpm)   | 110/5,500                        | 135/6,000                        | 115/5,000                        | 146/6,000                        |
| 최대 토크 (kg*m/rpm) | 16.5/4,500                       | 17.5/4,500                       | 18.1/4,500                       | 19.2/4,000                       |
| 연료 탱크 용량 (ℓ)   | 65                               | 65                               | 65                               | 65                               |
| 요소수 탱크 용량 (ℓ) | -                                | -                                | -                                | -                                |
| 공차 중량 (kg)       | 1,236(수동 5단)/ 1,280(자동 4단) | 1,265(수동 5단)/ 1,305(자동 4단) | 1,246(수동 5단)/ 1,285(자동 4단) | 1,275(수동 5단)/ 1,310(자동 4단) |
| 연비 (km/ℓ)          | 13.2(수동 5단)/ 11.4(자동 4단)   | 12.8(수동 5단)/ 11.5(자동 4단)   | 12.0(수동 5단)/ 10.9(자동 4단)   | 12.6(수동 5단)/ 10.3(자동 4단)   |

### 쏘나타 III(1996년2월~1998년7월)

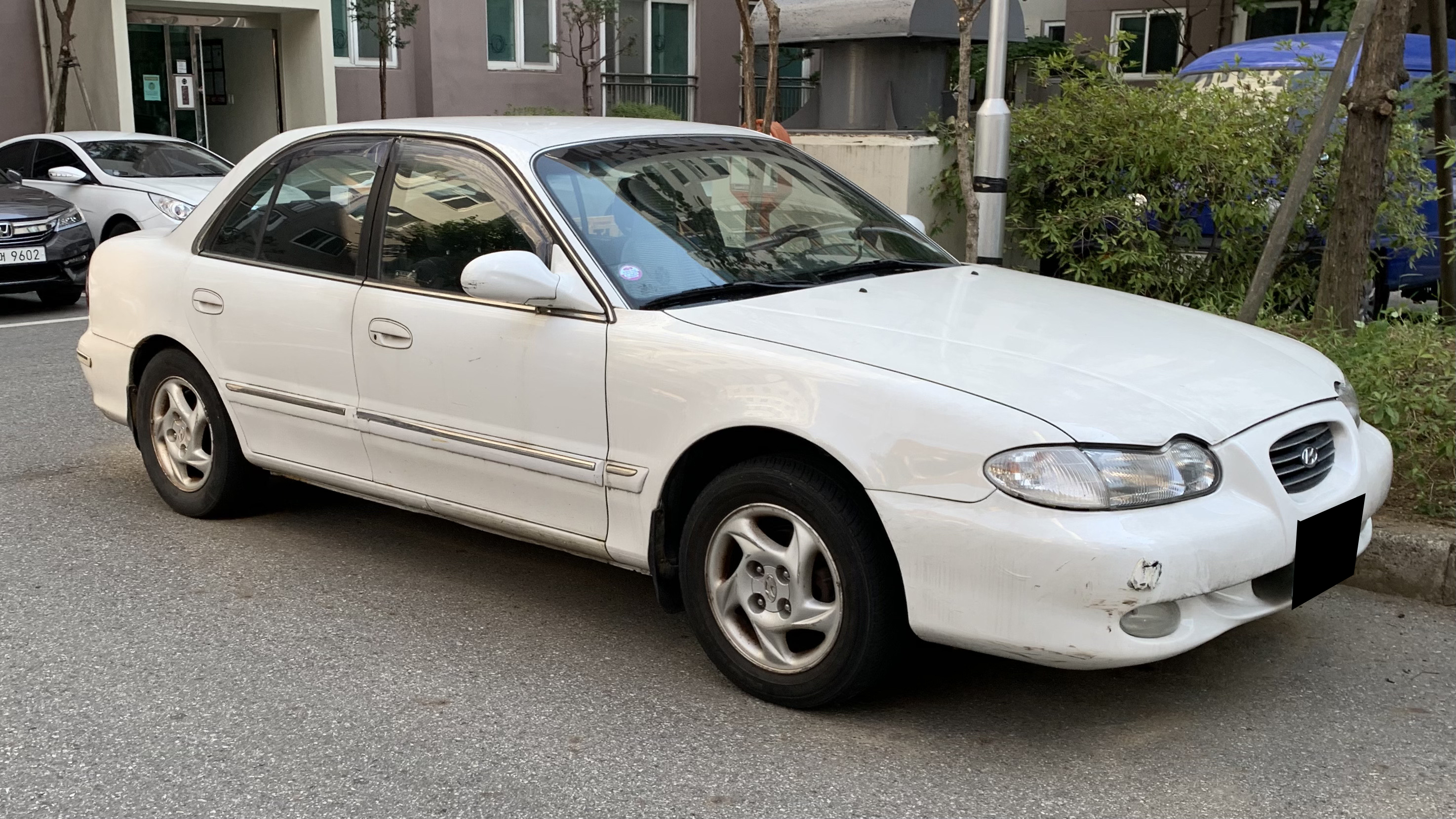
현대 쏘나타 III 정측면

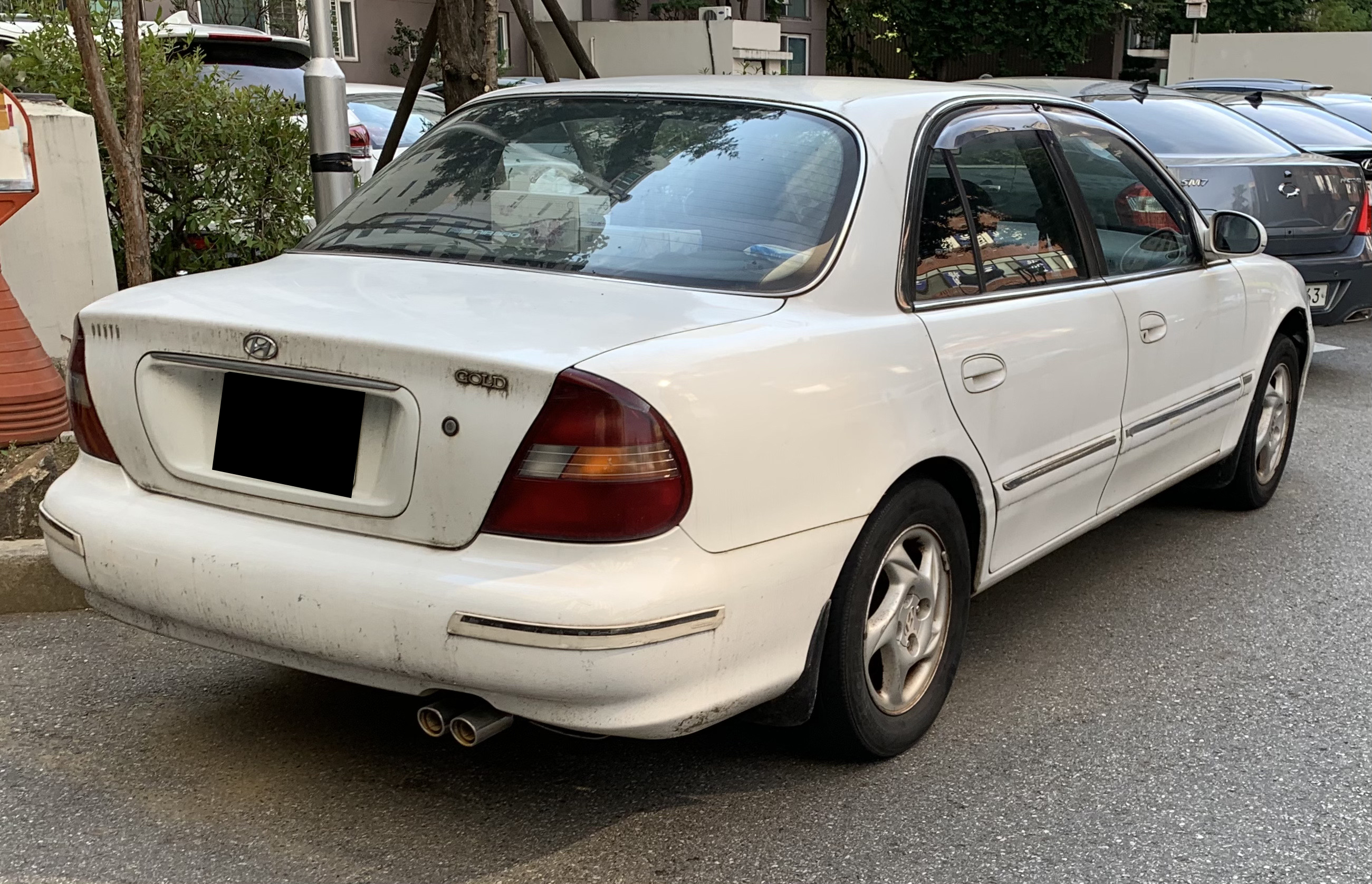
현대 쏘나타 III 후측면

1996년 2월 6일에 출시되었다. 쏘나타 2의 페이스 리프트 차종으로, 역대 쏘나타 중에서 TCS가 최초로 적용되었다. 쏘나타 3의 경우 출시되고 나서 한동안 헤드 램프 디자인에 대한 논란이 많았다. 미쓰비시에서 공급받는 4단 자동변속기(KM175-5)는 3세대 쏘나타까지 장착되었다. 쏘나타 3가 출시되어 판매 중이던 1996년에 쏘나타의 누적 판매량이 대한민국에서만 100만 대를 돌파하였고, 같은 해 8월에 개최된 모스크바 모터쇼에서는 최우수 자동차로 선정되기도 하였다. 현대자동차가 충청남도 아산시 인주면 금성리에 신설한 공장이 1996년에 완공되어 같은 해 11월 11일부터는 아산공장에서 생산하기 시작하였다. 1997년 4월 9일에는 투톤 외장 색상과 베이지 내장 색상, 현대그룹 창립 50주년 기념 스페셜 에디션 트림의 추가, 가로 방향의 라디에이터 그릴 등의 변화를 갖춘 1998년형이 출시되었다. 한때 S자 엠블럼을 갖고 있으면 명문대(서울대학교)에 갈 수 있고, Ⅲ자를 갖고 있으면 수능 점수 300점을 받을 수 있다는 루머 때문에 당시 수험생들이 몰래 쏘나타 3의 엠블럼을 떼는 오나타 사건이 발생하였다. 그래서 엠블럼에서 S자와 Ⅲ자가 떨어진 쏘나타 3가 많았고, 이 때문에 현대자동차는 엠블럼 무상 교체 서비스를 시행하기도 하였다. 1998년 3월에 단종되었다.

#### 라인업
| 구분     | 1.8ℓ LPG (택시) | 2.0ℓ LPG (택시)    | 1.8ℓ 가솔린               | 2.0ℓ 가솔린                 |
| -------- | --------------- | ------------------ | ------------------------- | --------------------------- |
| 쏘나타 Ⅲ | TX              | TX TX DLX TXL 모범 | GL DLX DOHC 스페셜 에디션 | GLS DOHC 스페셜 에디션 골드 |

#### 제원
| 구분                 | 1.8ℓ 시리우스 SOHC                    | 1.8ℓ 시리우스 DOHC                    | 2.0ℓ 시리우스 SOHC                    | 2.0ℓ 시리우스 DOHC                    |
| -------------------- | ------------------------------------- | ------------------------------------- | ------------------------------------- | ------------------------------------- |
| 전장 (mm)            | 4,700                                 | 4,700                                 | 4,700                                 | 4,700                                 |
| 전폭 (mm)            | 1,770                                 | 1,770                                 | 1,770                                 | 1,770                                 |
| 전고 (mm)            | 1,405                                 | 1,405                                 | 1,405                                 | 1,405                                 |
| 축거 (mm)            | 2,700                                 | 2,700                                 | 2,700                                 | 2,700                                 |
| 윤거 (전, mm)        | 1,515                                 | 1,515                                 | 1,515                                 | 1,515                                 |
| 윤거 (후, mm)        | 1,505                                 | 1,505                                 | 1,505                                 | 1,505                                 |
| 승차 정원            | 5명                                   | 5명                                   | 5명                                   | 5명                                   |
| 변속기               | 수동 5단 자동 4단                     | 수동 5단 자동 4단                     | 수동 5단 자동 4단                     | 수동 5단 자동 4단                     |
| 구동 형식            | 전륜 구동                             | 전륜 구동                             | 전륜 구동                             | 전륜 구동                             |
| 엔진 형식            | G4CM                                  | G4CN                                  | G4CP                                  | G4CP                                  |
| 연료                 | 가솔린                                | 가솔린                                | 가솔린                                | 가솔린                                |
| 배기량 (cc)          | 1,796                                 | 1,836                                 | 1,997                                 | 1,997                                 |
| 최고 출력 (ps/rpm)   | 110/5,500 (이후 103/5,500으로 변경)   | 135/6,000 (이후 128/6,000으로 변경)   | 115/5,000 (이후 109/5,000으로 변경)   | 146/6,000 (이후 139/6,000으로 변경)   |
| 최고 속도 (km/h)     | -                                     | -                                     | -                                     | 191(자동 4단)                         |
| 최대 토크 (kg*m/rpm) | 16.5/4,500 (이후 15.1/4,500으로 변경) | 17.5/4,500 (이후 16.3/4,500으로 변경) | 18.1/4,500 (이후 17.0/4,500으로 변경) | 19.2/4,000 (이후 18.1/4,500으로 변경) |
| 연료 탱크 용량 (ℓ)   | 65                                    | 65                                    | 65                                    | 65                                    |
| 요소수 탱크 용량 (ℓ) | -                                     | -                                     | -                                     | -                                     |
| 공차 중량 (kg)       | 1,236(수동 5단)/ 1,280(자동 4단)      | 1,265(수동 5단)/ 1,305(자동 4단)      | 1,246(수동 5단)/ 1,285(자동 4단)      | 1,275(수동 5단)/ 1,310(자동 4단)      |
| 연비 (km/ℓ)          | 13.2(수동 5단)/ 11.4(자동 4단)        | 12.8(수동 5단)/ 11.5(자동 4단)        | 12.0(수동 5단)/ 10.9(자동 4단)        | 12.6(수동 5단)/ 10.3(자동 4단)        |

## 4세대(EF)

### EF 쏘나타(1998년3월~2001년1월)

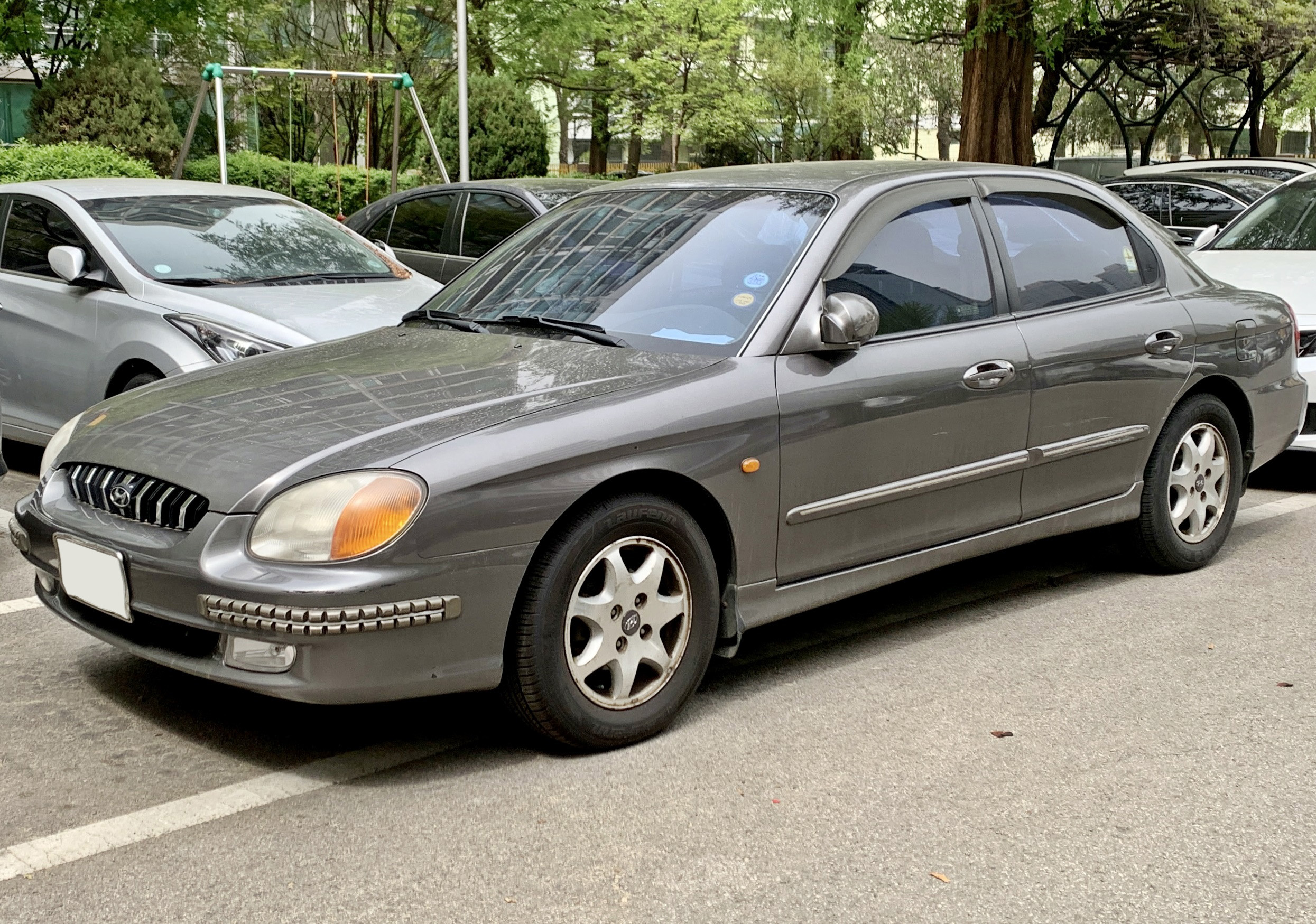
현대 EF 쏘나타 정측면

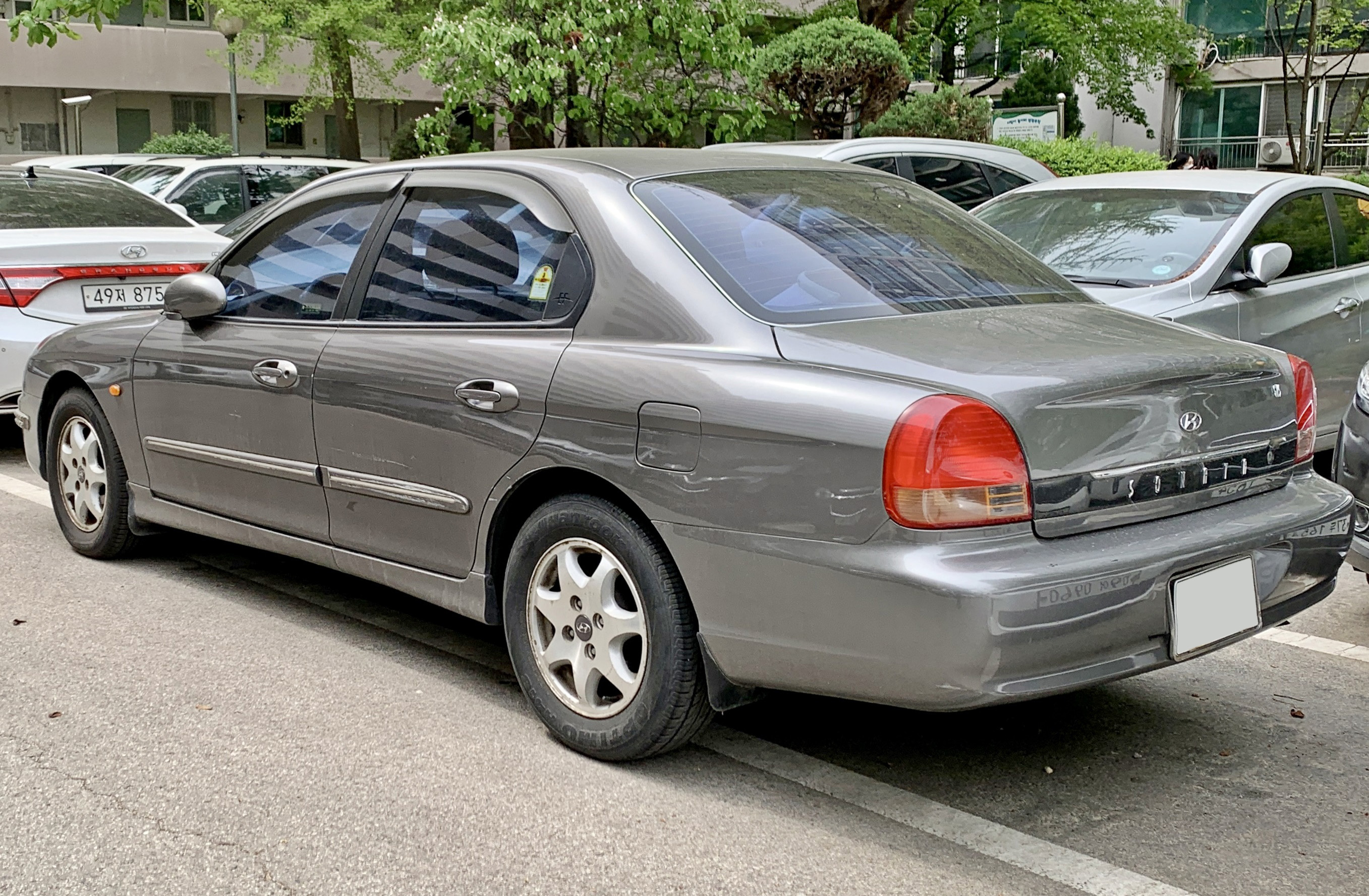
현대 EF 쏘나타 후측면

1998년 3월 17일에 출시되었다. 서브 네임인 EF는 단지 프로젝트명이었으나, 마케팅 차원에서 Elegant Feeling(우아한 느낌)이라는 의미를 내포하기도 하였다. 파격적인 유선형 디자인이 눈길을 끌었고, 뒷 번호판의 위치가 역대 쏘나타 중에서 처음으로 테일 게이트가 아닌 범퍼에 있었다. CD 체인저 카스테레오 외에 AV 시스템, 전동 접이식 사이드 미러, 운전석 파워 시트, 시트 내장형 유아 안전 시트, 앞좌석 사이드 에어백, 진주색 외장 색상 등 최신 편의 사양이 적용되었다. 1.8ℓ 시리우스 Ⅱ 가솔린 엔진과 2.0ℓ 시리우스 Ⅱ 가솔린 엔진은 미쓰비시제 그대로였으나, 엔진의 위치를 바꿔 무게 균형과 동력 성능을 개선시켰다. 이 외에 새로 장착된 V6 2.5ℓ 델타 가솔린 엔진은 현대자동차가 자체 개발하였다. 여기에 현대자동차만의 독자적인 트랜스미션인 HIVEC(Hyundai Intelligent Vehicle Electronic Control) 4단 자동변속기(1.8ℓ 시리우스 Ⅱ 가솔린 엔진과 2.0ℓ 시리우스 Ⅱ 가솔린 엔진은 F4A42-1, 델타 V6 2.5ℓDOHC 가솔린 엔진은 F4A42-2)도 적용되었는데, TCU(Transmission Control Unit) 칩도 함께 적용되었다. 프론트 서스펜션은 더블 위시본 식 서스펜션이 적용되어 승차감을 향상시켰다. 출시 초기에는 IMF 구제금융 요청으로 인한 경제 여파 때문에 판매 대수가 많지 않았으나, 훗날 인기를 되찾아 베스트 셀링 카의 명성을 이어갔다. 1999년 7월 3일부터는 헤드라이트 배색이 백색 턴 시그널에서 호박색턴 시그널로 바뀌며 기존 2.0 모델은 경우 라디에이터 그릴이 십자형을 1.8 모델이 가로 2줄, 세로 5줄의 격자형 라디에이터 그릴에서 쐐기형으로 바뀐 1.8 모델은 수직형 크롬도금 라디에이터 그릴을 2000년형 F/L 모델이 출시했으면, 그와 동시에 2.0 GOLD 트림에는 운전석/조수석 열선시트 옵션이 추가됐고, 기존 AV 시스템이 다이너스티 2000년형과 함께 5.8인치의 신형 AV 시스템으로 일선했다. 그리고 전기형부터 존재했던 2.5 V6 GOLD 수동 사양이 삭제됐다. 2000년 9월 25일부터 CVT가 추가되었다. 이와 동시에 옵티마와 같은 대시보드를 적용한 2001년형이 선보였다.

### 미디어 속의 EF쏘나타
- MBC 드라마 진실에서는 박승재(손지창 분)이 은색 EF쏘나타를 타고 다녔던것으로 밝혀졌다.

#### 라인업
| 구분      | 2.0ℓ LPG (택시) | 1.8ℓ 가솔린 | 2.0ℓ 가솔린                                         | V6 2.5ℓ 가솔린 |
| --------- | --------------- | ----------- | --------------------------------------------------- | -------------- |
| EF 쏘나타 | DLX TXL 모범    | DOHC DLX    | GV DLX(이후 GVS로 변경) GVS 월드컵 골드 골드 월드컵 | 골드           |

#### 월드컵 트림
- 현대자동차가 월드컵 공식 스폰서로 선정된 것을 기념하여 2000년에 기념 트림을 만들었다.
- 2.0ℓ GVS, 2.0ℓ 골드 트림에 월드컵 엠블럼과 새로운 디자인의 라디에이터 그릴, 가죽 시트 등이 적용되었다.

#### CVT(무단변속기)
- 기존 EF 쏘나타에 CVT(무단변속기)가 적용되었다.
- 당시 판매 중이던 기아 옵티마의 센터페시아, 전용 알루미늄 휠이 적용되었다.
- 판매량이 적었고, 3개월 후에 부분변경을 거쳤기 때문에 보기 드물다.

#### 제원
| 구분                 | 1.8ℓ 시리우스 Ⅱ                  | 2.0ℓ 시리우스 Ⅱ                              | 2.5ℓ V6 델타   |
| -------------------- | -------------------------------- | -------------------------------------------- | -------------- |
| 전장 (mm)            | 4,710                            | 4,710                                        | 4,710          |
| 전폭 (mm)            | 1,815                            | 1,815                                        | 1,815          |
| 전고 (mm)            | 1,410                            | 1,410                                        | 1,410          |
| 축거 (mm)            | 2,700                            | 2,700                                        | 2,700          |
| 윤거 (전, mm)        | 1,540                            | 1,540                                        | 1,540          |
| 윤거 (후, mm)        | 1,520                            | 1,520                                        | 1,520          |
| 승차 정원            | 5명                              | 5명                                          | 5명            |
| 변속기               | 수동 5단 자동 4단                | 수동 5단 자동 4단 CVT                        | 자동 4단       |
| 구동 형식            | 전륜 구동                        | 전륜 구동                                    | 전륜 구동      |
| 엔진 형식            | G4JN                             | G4JP                                         | G6BV           |
| 연료                 | 가솔린                           | 가솔린                                       | 가솔린         |
| 배기량 (cc)          | 1,836                            | 1,997                                        | 2,493          |
| 최고 출력 (ps/rpm)   | 133/6,000                        | 147/6,000                                    | 175/6,000      |
| 최고 속도 (km/h)     | -                                | -                                            | 207(자동 4단)  |
| 최대 토크 (kg*m/rpm) | 17.2/4,500                       | 19.4/4,500                                   | 23.4/4,000     |
| 연료 탱크 용량 (ℓ)   | 65                               | 65                                           | 65             |
| 요소수 탱크 용량 (ℓ) | -                                | -                                            | -              |
| 공차 중량 (kg)       | 1,315(수동 5단)/ 1,330(자동 4단) | 1,325(수동 5단)/ 1,340(자동 4단)/ 1,395(CVT) | 1,350          |
| 연비 (km/ℓ)          | 13.7(수동 5단)/ 12.0(자동 4단)   | 14.1(수동 5단)/ 12.3(자동 4단)/ 13.9(CVT)    | 10.6(자동 4단) |

### 뉴 EF 쏘나타(2001년1월~2006년3월)

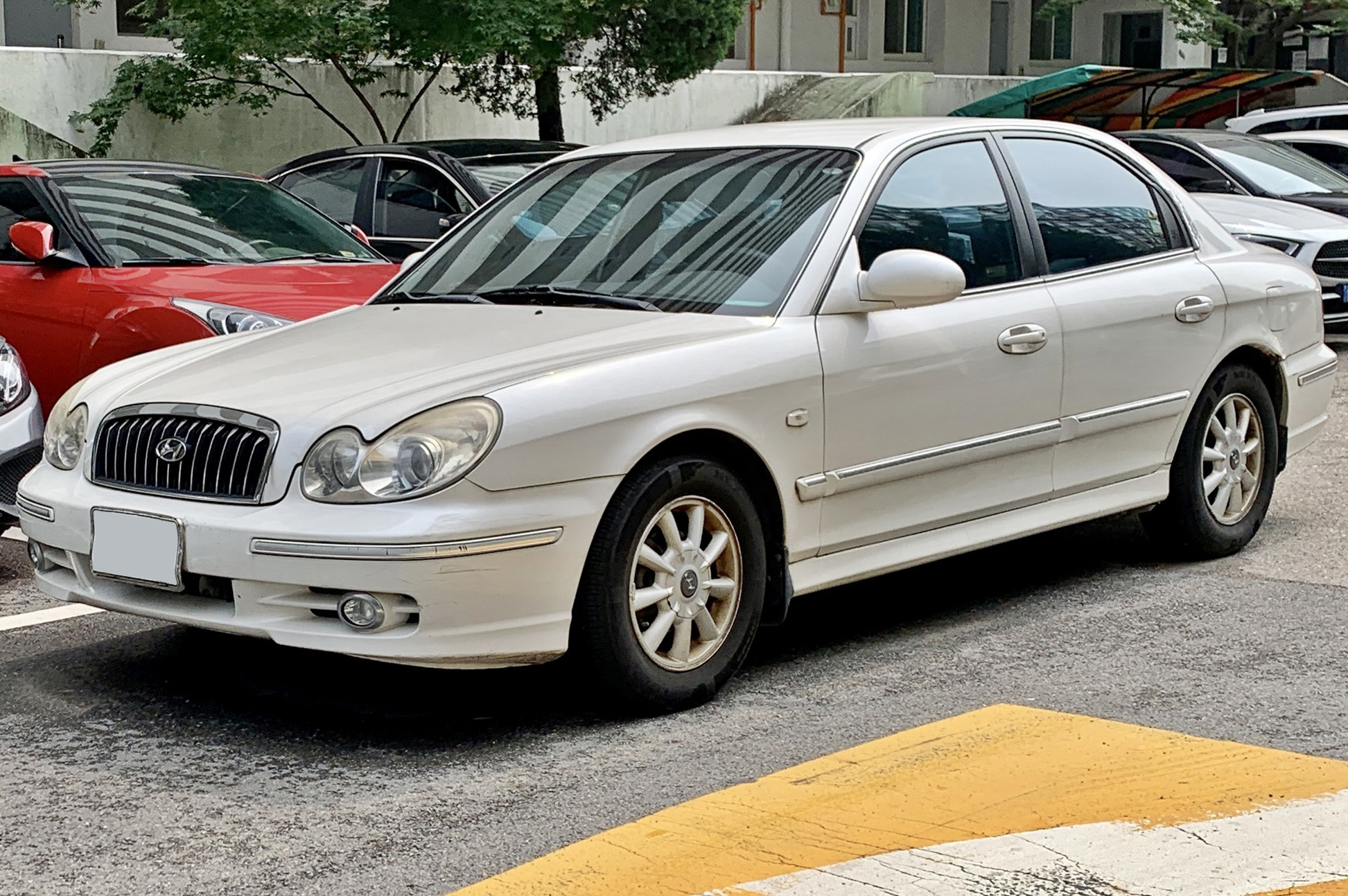
현대 뉴 EF 쏘나타 (전기형) 정측면

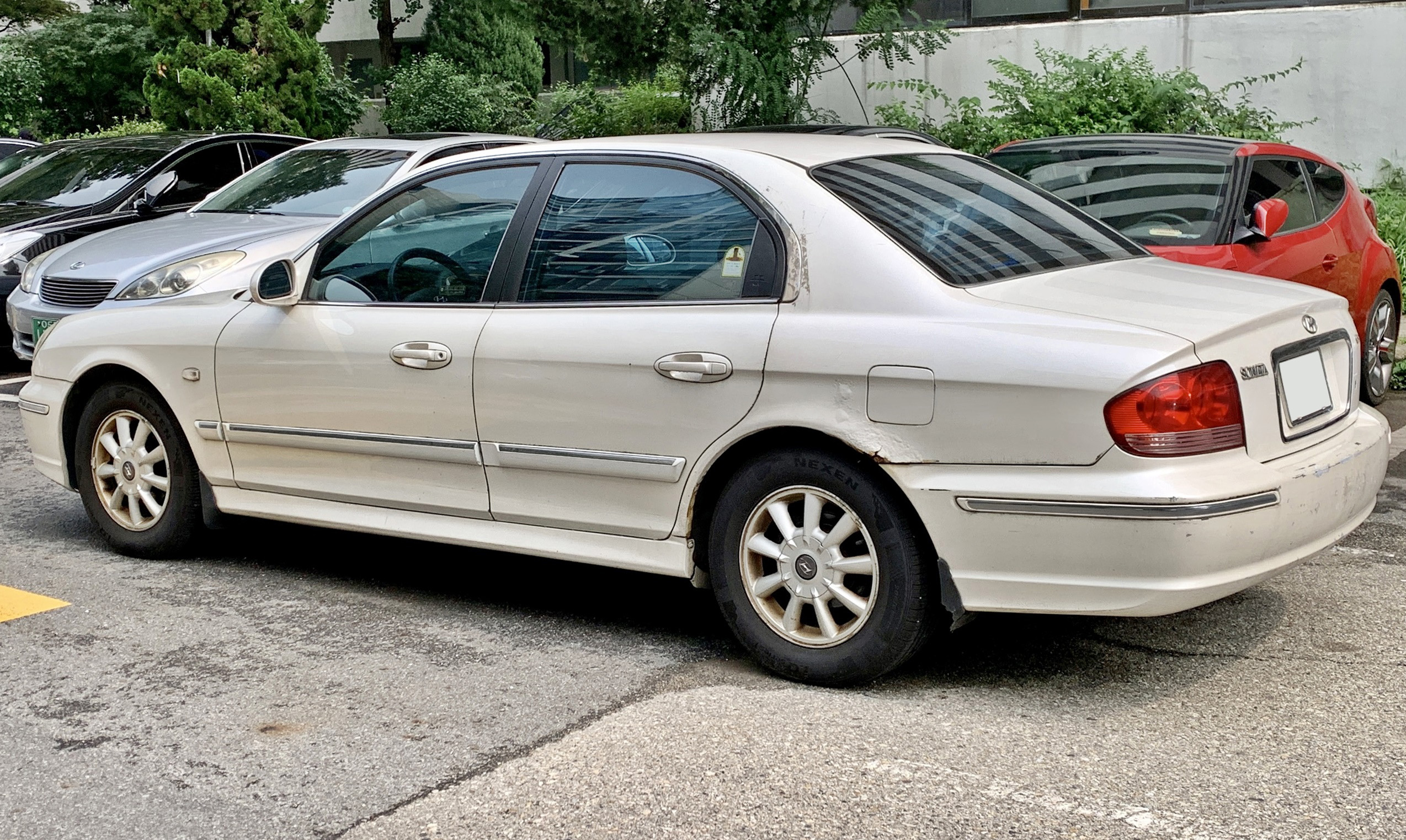
현대 뉴 EF 쏘나타 (전기형) 후측면

2001년 1월 9일에 출시되었다. 페이스 리프트를 거쳐 전장을 35mm 늘렸고, 윈도 바깥 부분에 크롬 몰딩을 둘러 고급스러운 느낌이 가미되었다. 가솔린 모델 한정으로 운전석 에어백과 ABS가 모든 트림에 기본 적용되었다. 전동식 테일 게이트 및 연료 주입구 열림 장치가 적용되어 버튼의 위치가 운전석 시트 밑에서 도어 트림으로 옮겨졌다. 1.8ℓ 시리우스 Ⅱ 가솔린 엔진은 1.8ℓ 베타 가솔린 엔진으로 대체되었다. 미쓰비시자동차공업제 기반의 2.0ℓ 시리우스 Ⅱ 가솔린 엔진도 4세대 쏘나타까지 장착되었다. 2.0ℓ 시리우스 LPG 엔진은 같은 해 6월 21일에 2.0ℓ 베타 LPG 엔진으로 대체되었다. 2002년 9월 2일에는 리어 스포일러와 새로운 형상의 알루미늄 휠 등이 적용된 2003년형이 출시되었다. 이 외에도 라디에이터 그릴이 세로 방향에서 가로 방향으로 바뀌고, 후드 엠블럼이 적용되어 고급화를 꾀하였다. 또한 조수석 에어백이 자가용에 한하여 모든 트림에 기본 적용되어 안전성을 높였다. 같은 해 12월 23일에는 중국 베이징시의 베이징현대 공장에서 현지 생산되었다. 2003년 3월 6일에는 쏘나타의 누적 생산량이 250만 대를 돌파한 것을 기념하기 위한 엘레강스 스페셜 트림이 라인업에 추가되었다. 엘레강스 스페셜 트림은 앞좌석 사이드 에어백이 기본 적용되었고, 내장 색상으로는 퀸즈 베이지가 적용되는 등 여성 고객을 타겟으로 하였다. 2003년 9월부터 내장을 고급화하고 편의성과 안전성을 개선한 2004년형이 출시됐다. 새 모델은 무광크롬 인사이드 도어핸들과 무광크롬 파킹브레이크 버튼 등을 적용한, 은은한 멋을 강조했으며 비닐 재닐의 기존 썬바이저를 직물 재질로 바꿔 내장을 차분하고 부드러운 이미지로 개선한게 특징을 또 특수코팅처리로 빗물이 잘 흘러 내리도록 개발된 발수 글래스와 운전석 파워시트, 전동식 아웃사이드를 확대 적용하는 등 편의성을 크게 높였다고 현대측은 설명했다. 이와함께 제동력이 강화된 대형차용 전륜 브레이크 시스템과 트렁크 비상탈출레버 제동등 단선 경고장치등을 장착, 안정성을 강화했다. 또한 현대자동차가 일본 시장에 진출하고 나서 이 모델을 도입하여 판매할 예정이었으나, 최종적으로는 뒷 세대인 NF가 대신 판매되었다. 자가용은 2004년 8월에 단종되었지만, 영업용은 꾸준히 이어져 2006년 3월까지 생산되었다. 러시아에서는 2012년까지 생산되었다

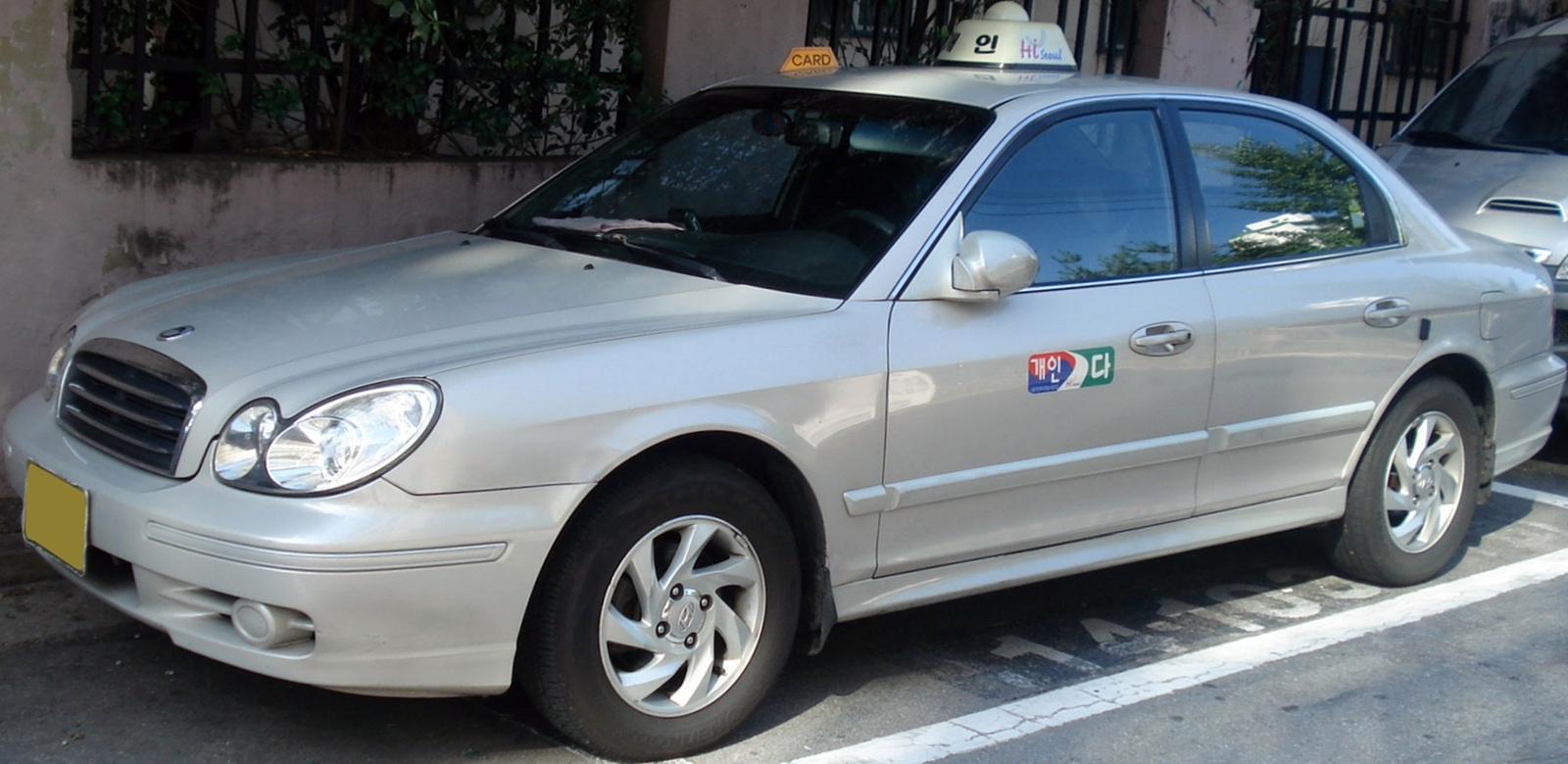
현대 뉴 EF 쏘나타 택시 (후기형) 정측면
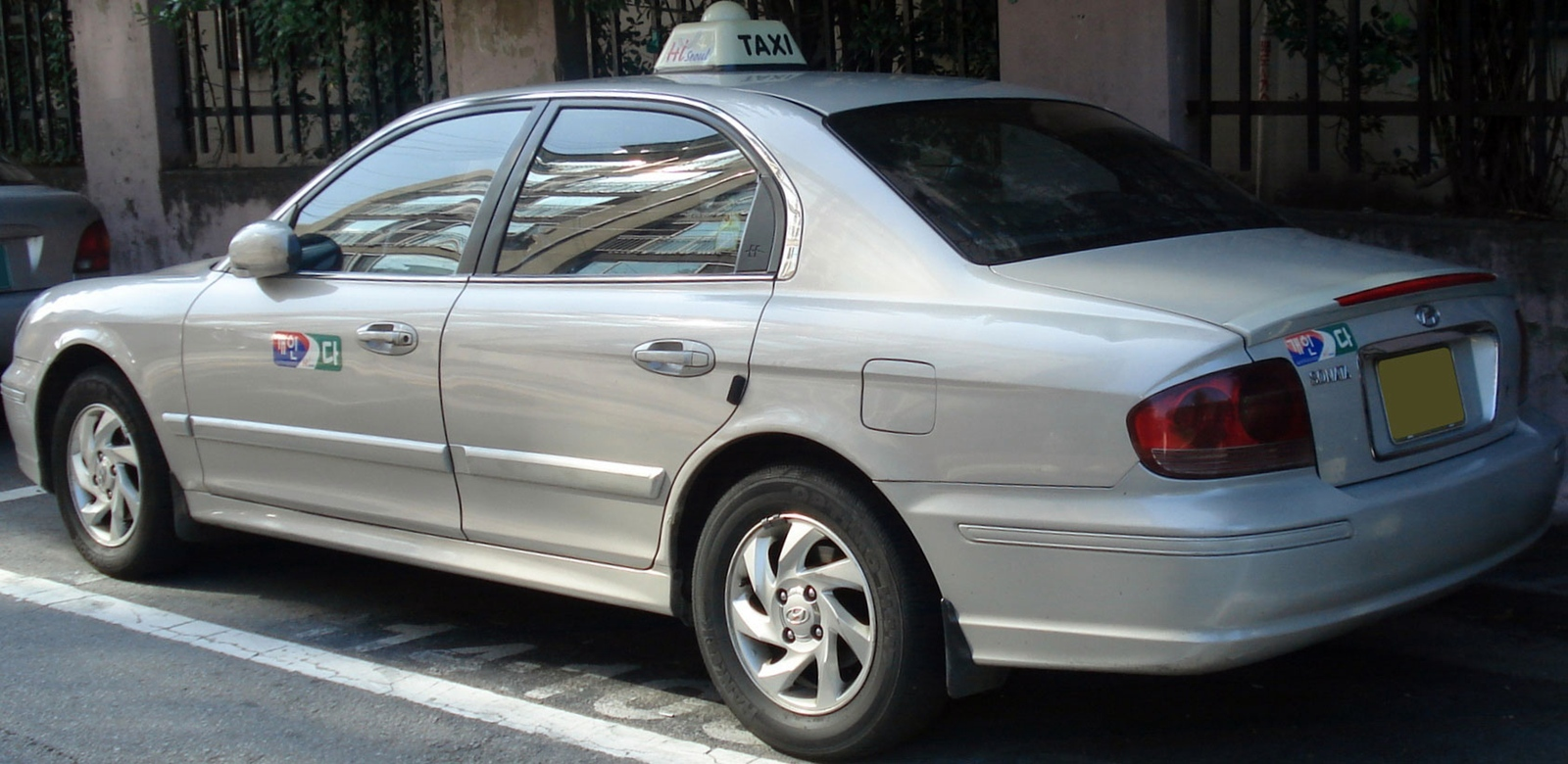
현대 뉴 EF 쏘나타 택시 (후기형) 후측면
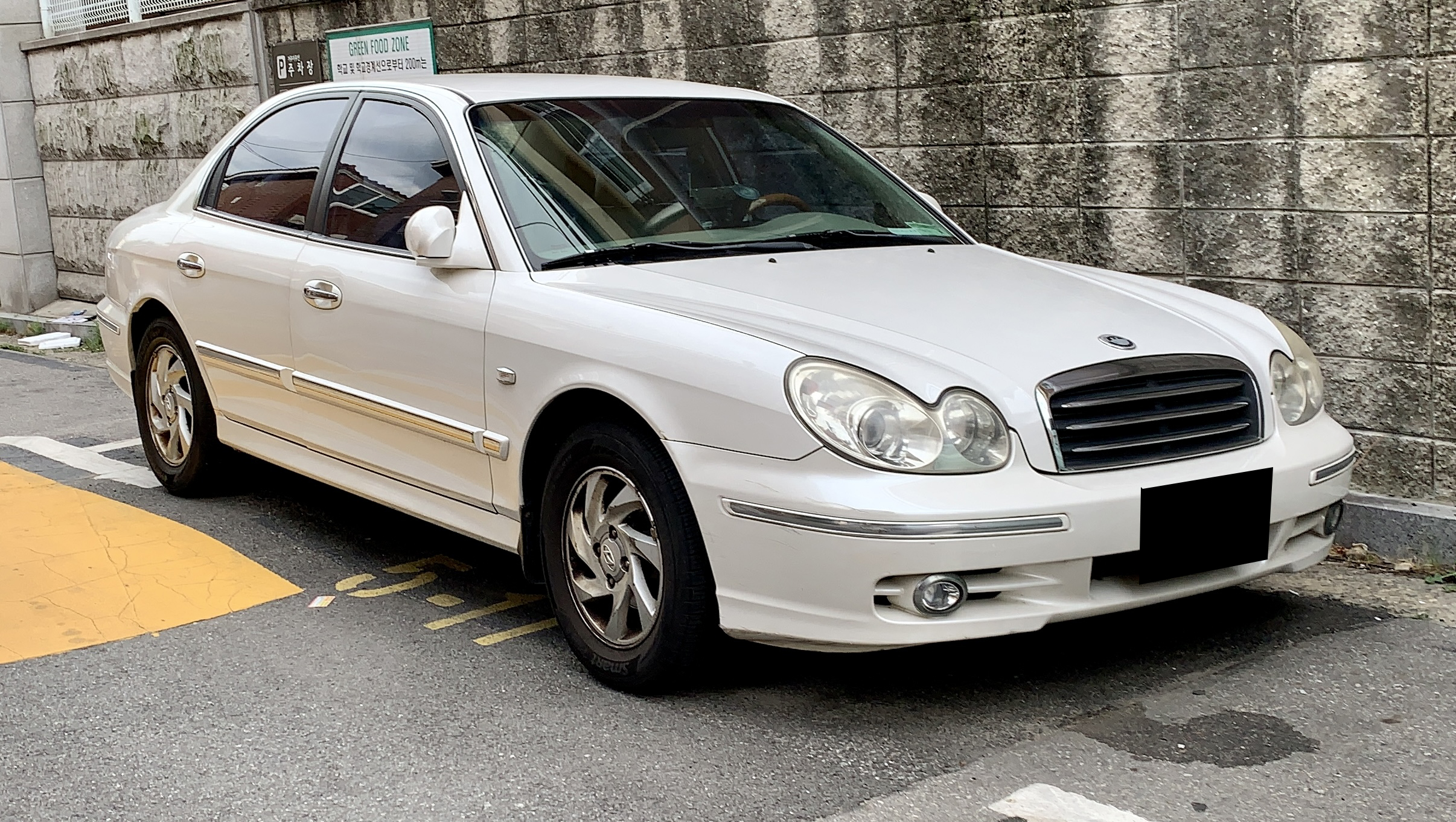
현대 뉴 EF 쏘나타 (후기형) 정측면
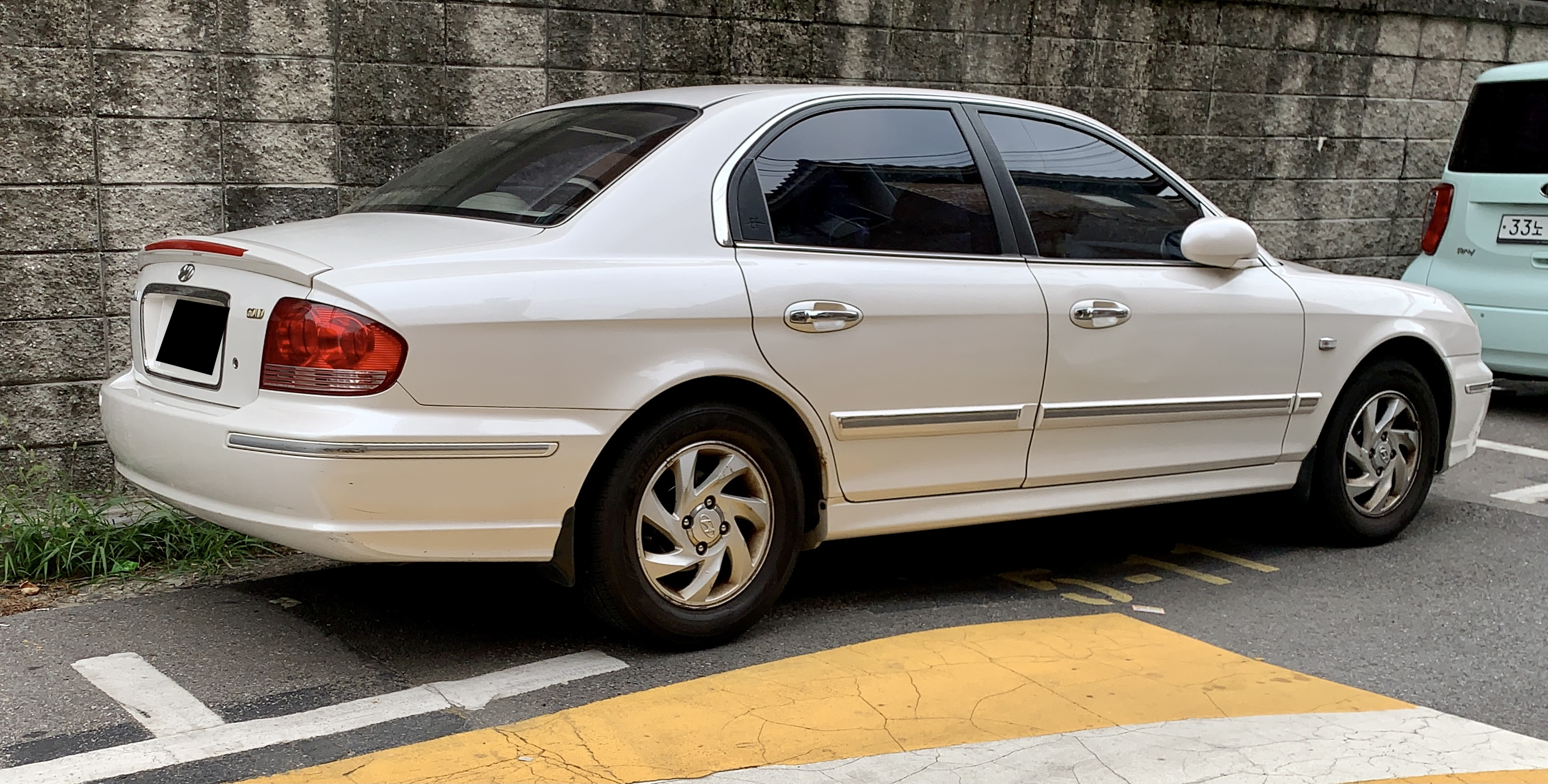
현대 뉴 EF 쏘나타 (후기형) 후측면

#### 라인업
| 구분         | 2.0ℓ LPG (장애인용) | 2.0ℓ LPG (렌터카) | 2.0ℓ LPG (택시)                | 1.8ℓ 가솔린 | 2.0ℓ 가솔린                                        | V6 2.5ℓ 가솔린 |
| ------------ | ------------------- | ----------------- | ------------------------------ | ----------- | -------------------------------------------------- | -------------- |
| 뉴 EF 쏘나타 | GV                  | GX GXL TXL VXL    | GX GXL TXL(개인형) VXL(모범형) | DOHC DLX    | GV GVS GVS 월드컵 엘레강스 스페셜 골드 골드 월드컵 | 골드           |

#### 월드컵 트림
EF 쏘나타에 이어 뉴 EF 쏘나타에도 월드컵 트림이 추가되었으며, 월드컵 마크가 새겨진 알루미늄 휠과 블랙 가죽 시트 등이 적용되었다.

#### 제원
| 구분                 | 1.8ℓ 베타                                                                         | 2.0ℓ 시리우스 Ⅱ                                                                                           | 2.5ℓ V6 델타                                    |
| -------------------- | --------------------------------------------------------------------------------- | --- | ----------------------------------------------- |
| 전장 (mm)            | 4,745                                                                             | 4,745 | 4,745                                           |
| 전폭 (mm)            | 1,820                                                                             | 1,820 | 1,820                                           |
| 전고 (mm)            | 1,420                                                                             | 1,420 | 1,420                                           |
| 축거 (mm)            | 2,700                                                                             | 2,700 | 2,700                                           |
| 윤거 (전, mm)        | 1,540                                                                             | 1,540 | 1,540                                           |
| 윤거 (후, mm)        | 1,530                                                                             | 1,530 | 1,530                                           |
| 승차 정원            | 5명                                                                               | 5명 | 5명                                             |
| 변속기               | 수동 5단 자동 4단                                                                 | 수동 5단 자동 4단 CVT                                                                                     | 자동 4단                                        |
| 구동 형식            | 전륜 구동                                                                         | 전륜 구동                                                                                                 | 전륜 구동                                       |
| 엔진 형식            | G4GB                                                                              | G4JP | G6BV                                            |
| 연료                 | 가솔린                                                                            | 가솔린 | 가솔린                                          |
| 배기량 (cc)          | 1,795                                                                             | 1,997 | 2,493                                           |
| 최고 출력 (ps/rpm)   | 131/6,000                                                                         | 133/6,000 (이후 138/6,000, 137/6,000으로 변경)                                                            | 170/6,000                                       |
| 최대 토크 (kg*m/rpm) | 16.5/4,500 (이후 16.7/4,500으로 변경)                                             | 18.1/4,500 (이후 18.4/4,500으로 변경)                                                                     | 23.0/4,000                                      |
| 연료 탱크 용량 (ℓ)   | 65                                                                                | 65 | 65                                              |
| 요소수 탱크 용량 (ℓ) | -                                                                                 | - | -                                               |
| 공차 중량 (kg)       | 1,416(수동 5단)/ 1,429(자동 4단) (이후 1,427(수동 5단)/ 1,445(자동 4단)으로 변경) | 1,325(수동 5단)/ 1,340(자동 4단)/ 1,402(CVT) (이후 1,445(수동 5단)/ 1,458(자동 4단)/ 1,470(CVT)으로 변경) | 1,350(자동 4단) (이후 1,487(자동 4단)으로 변경) |
| 연비 (km/ℓ)          | 14.0(수동 5단)/ 12.3(자동 4단) (이후 11.8(수동 5단)/ 10.0(자동 4단)으로 변경)     | 14.1(수동 5단)/ 12.3(자동 4단)/ 13.9(CVT) (이후 11.1(수동 5단)/ 9.4(자동 4단)/ 10.1(CVT)으로 변경)        | 10.6(자동 4단) (이후 8.5(자동 4단)으로 변경)    |

## 5세대(NF)

### 쏘나타(2004년9월~2007년11월)

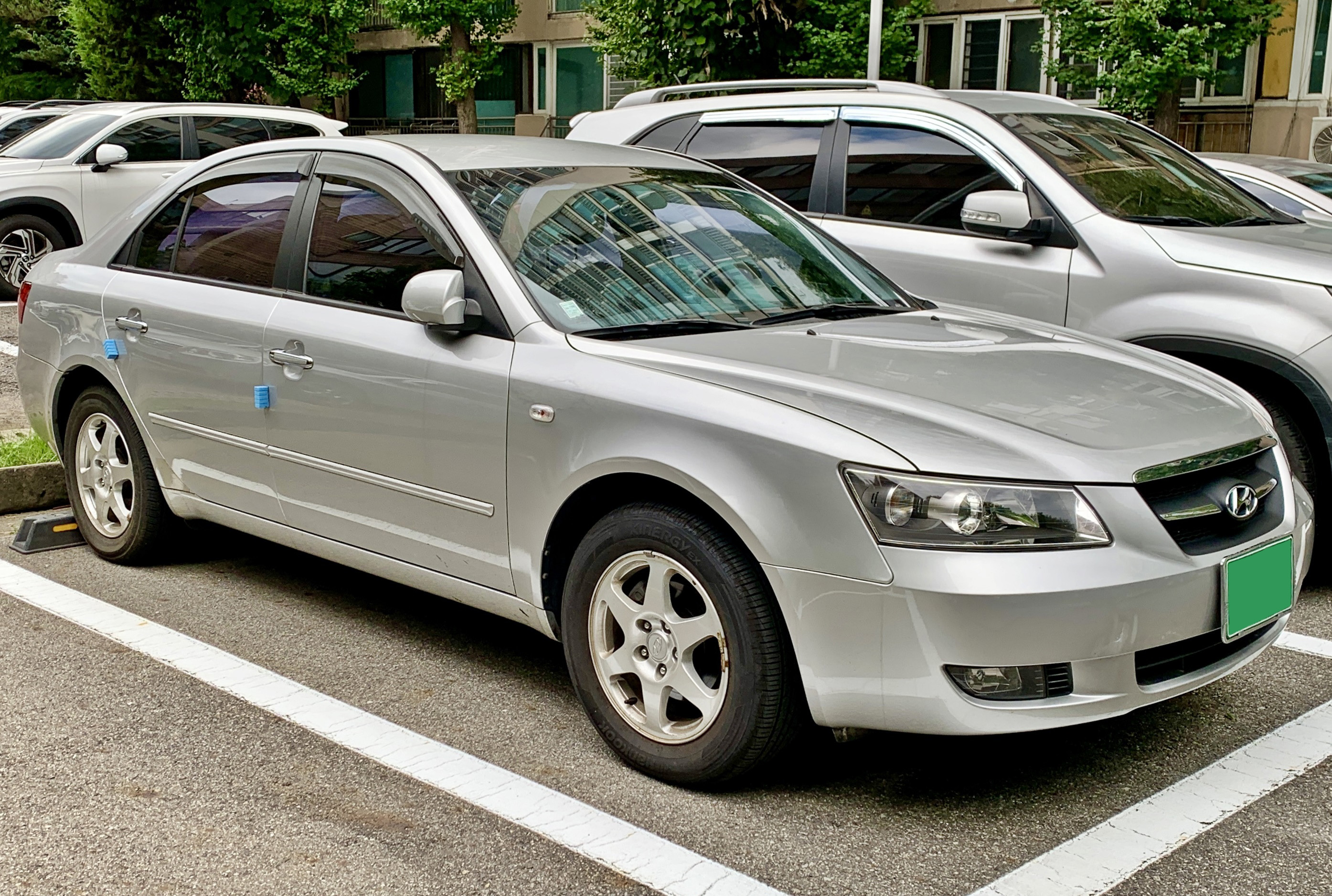
현대 NF 쏘나타 (전기형) 정측면

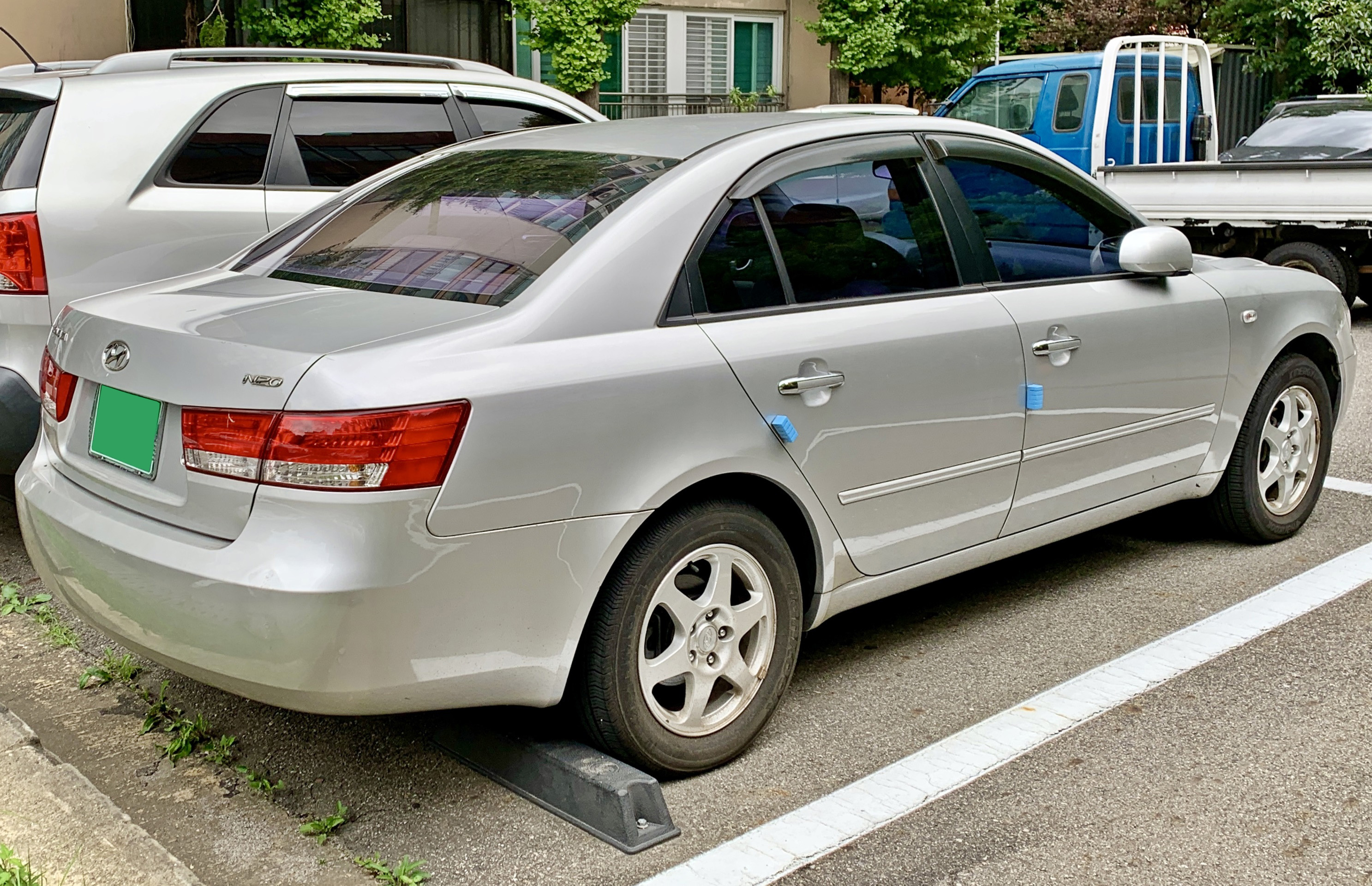
현대 NF 쏘나타 (전기형) 후측면

2004년 9월 1일에 출시되었다. 프로젝트명인 NF는 마케팅 차원에서 Neverending Fame/Faith(영원 불멸의 명성)이라는 의미 였으나, 서브 네임 없이 원래의 본 차명인 쏘나타로 출시되었다. 디자인 작업은 2002년부터 2세대 아반떼를 담당한 적이 있던 최종민 디자이너에 의해 이루어졌다. 토요타 캠리, 닛산 알티마, 혼다 어코드와의 본격적인 경쟁을 위하여 개발되었으며, 품질과 성능 등 여러 면에서 크게 발전하였다. 당시 대한민국에 공식 수입된지 얼마 되지 않은 혼다 어코드(7세대 북아메리카 사양)와 테일 램프가 비슷하여 논란이 되기도 하였다. 새롭게 장착된 2.0ℓ 세타 가솔린 엔진, 2.0ℓ 세타 LPI 엔진, 2.4ℓ 세타 가솔린 엔진은 현대자동차가 독자 개발한 것이다. 앞좌석 사이드 에어백을 비롯하여 역대 쏘나타 중에서 최초로 커튼 에어백과 차량 자세 제어 장치가 적용되어 안전성을 높였다. MP3를 직접 재생시킬 수 있는 오디오가 장착되었다. 미국에 앨라배마 공장이 준공됨에 따라 2005년 5월부터 현지에서 생산되었다. 같은 해 6월 1일에는 V6 3.3ℓ 람다 가솔린 엔진이 추가되었으나, 대한민국 시장 특성상 판매 대수는 미미하였다. 9월에는 일본에도 판매가 시작되었고, 광고 모델로는 배용준이 발탁되었다. 또한 일본에서 산업 디자인 진흥회로부터 수입 승용차 부문 굿 디자인상을 받았다. 2006년 1월 5일에는 2.0ℓ D 디젤 엔진이 적용되어 역대 쏘나타 중에서 최초로 디젤 엔진의 시대를 열었다. 그러나 마케팅 실패로 판매 대수는 신통치 않았다. 같은 해 8월 7일에 선보인 2007년형은 라디에이터 그릴의 형상이 가로 한 줄에서 두 줄로 바뀌고, 헤드 램프는 블랙 베젤에서 실버 베젤로 바뀌었다. 2007년 5월 10일에는 F24S 트림에만 적용되던 블랙 내장 색상, 레드 스티치 적용 가죽시트, 스마트 키, 17인치 알루미늄 휠 등 고객 선호 사양이 적용된 N20 블랙 프리미엄 트림이 추가되었다. 동시에 차량 내부의 컴퓨터가 차량의 속도와 스티어링 휠 조향 각도를 판단하여 급선회 시의 위험 발생을 방지해주는 주행 안전성 제어 시스템이 일부 트림에 옵션으로 적용되었다.

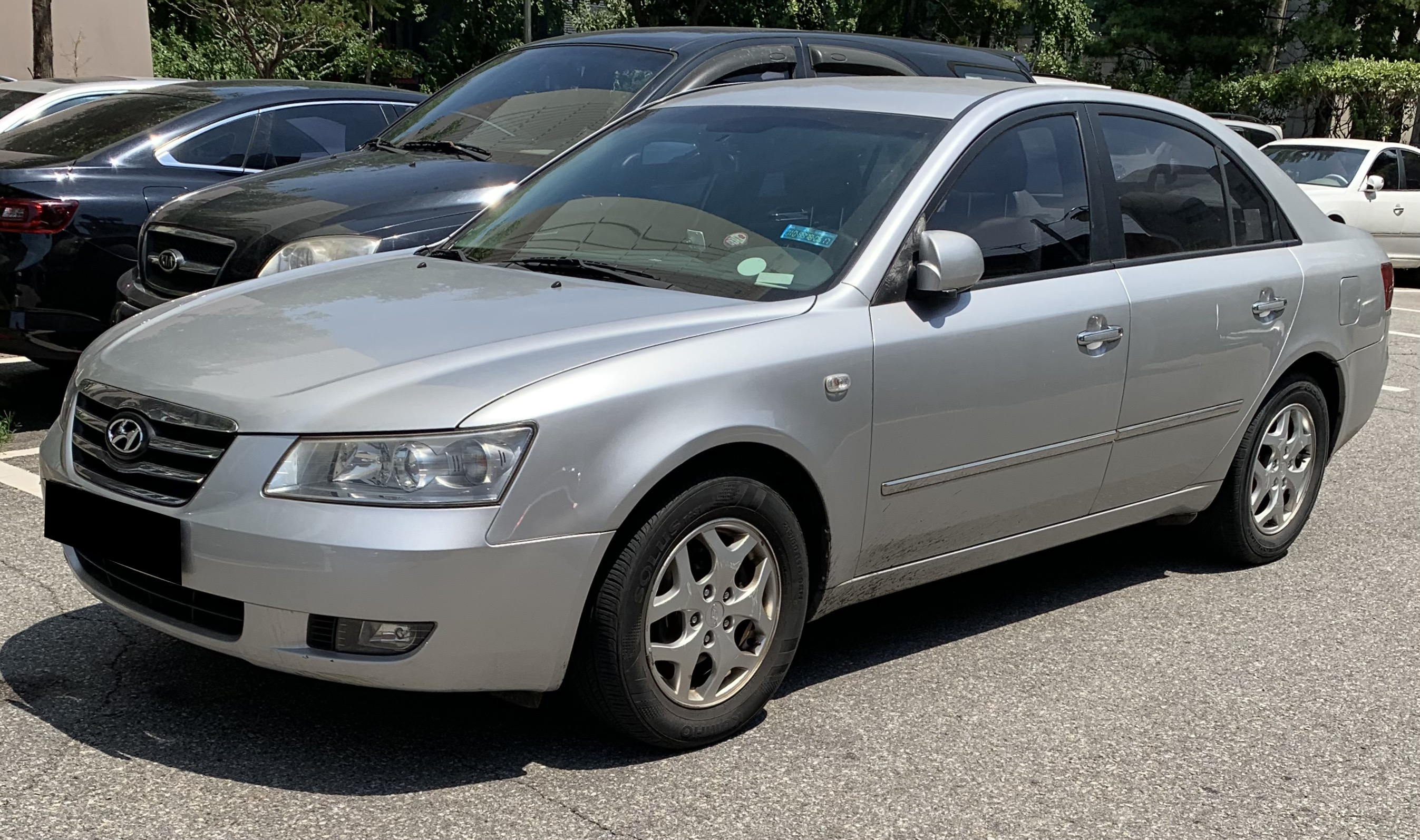
현대 NF 쏘나타 (후기형) 정측면
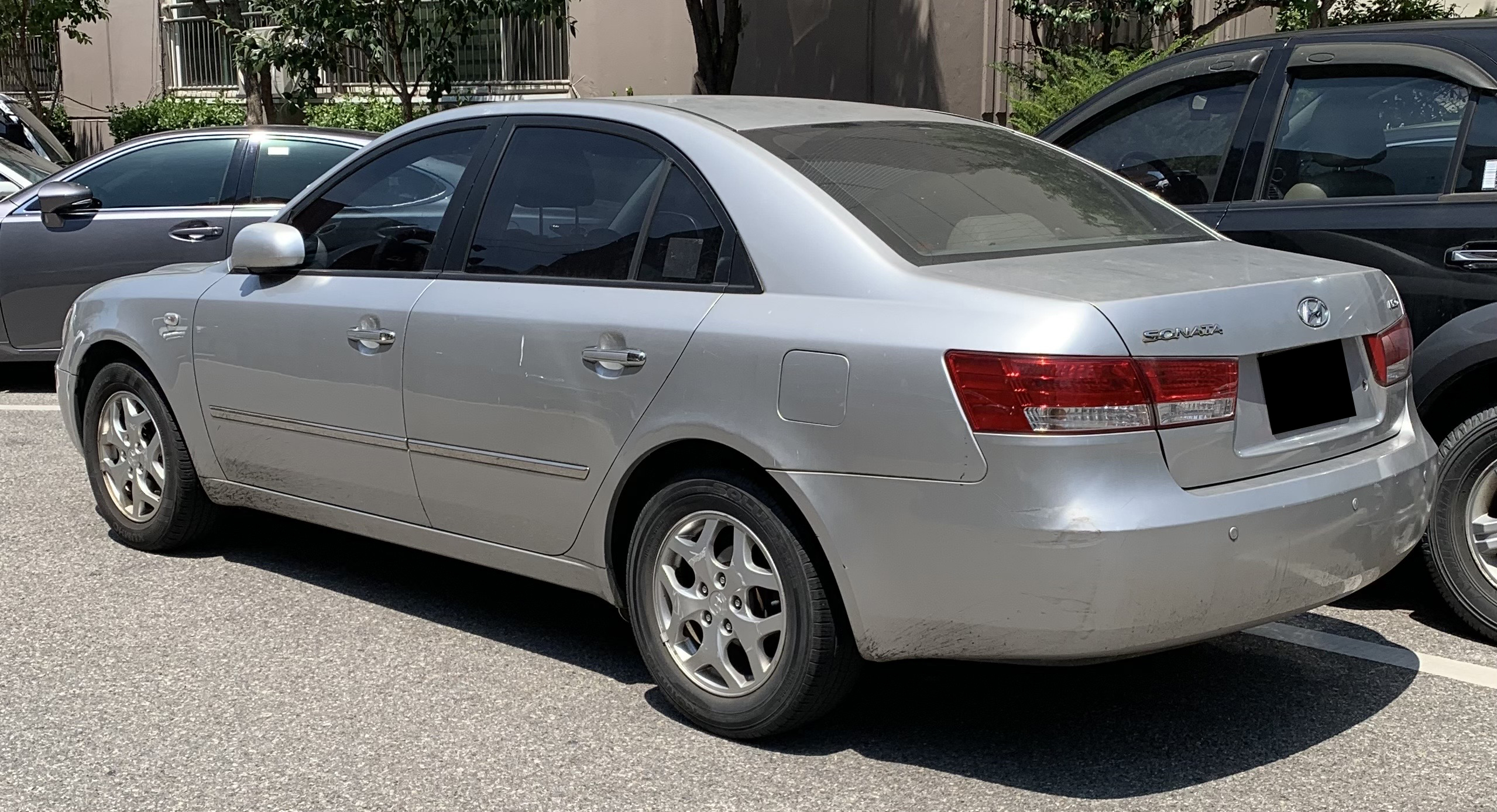
현대 NF 쏘나타 (후기형) 정측면

#### 라인업
| 구분   | 2.0ℓ LPG (장애인용)                | 2.0ℓ LPG (렌터카)                                                               | 2.0ℓ LPG (택시)                  | 2.0ℓ 디젤                                 | 2.0ℓ 가솔린                                                                         | 2.4ℓ 가솔린                                                           | V6 3.3ℓ 가솔린 |
| ------ | ---------------------------------- | ------------------------------------------------------------------------------- | -------------------------------- | ----------------------------------------- | ----------------------------------------------------------------------------------- | --------------------------------------------------------------------- | -------------- |
| 쏘나타 | N20 기본형 N20 고급형 N20 최고급형 | N20 개인형(이후 N20 밸류, N20 디럭스로 나뉨) N20 모범형(이후 N20 럭셔리로 변경) | N20 일반형 N20 개인형 N20 모범형 | N20 디럭스 N20 럭셔리 N20 엘레강스 스페셜 | N20 기본형 N20 디럭스 N20 럭셔리 N20 엘레강스 스페셜 N20 블랙 프리미엄 N20 프리미어 | F24 럭셔리 F24 엘레강스 스페셜 F24 프리미어 F24S 럭셔리 F24S 프리미어 | V33 프리미어   |

#### F24S
- 2.4ℓ 세타 가솔린 엔진이 장착된 F24 트림과 별도의 새로운 스포티 트림인 F24S 트림이 추가되었다.
- 블랙 색상의 내장과 가죽 시트의 레드 스티치가 특징이었다.
- F24 트림과 더불어 F24S 트림은 N20 트림에는 없는 듀얼 머플러가 적용되었다.

#### V33
- 북아메리카 시장에서 판매되던 사양에 달리던 V6 3.3ℓ 람다 가솔린 엔진 (6기통) 이 장착되었다.[19]
- 라디에이터 그릴을 외장 색상과 동일하게 하여 기존 트림과 차별화하였다.
- 판매 대수가 적어 대한민국에서는 쏘나타 트랜스폼부터 라인업에서 제외되었다.

#### 제원
| 구분                 | 2.0ℓ 세타 MPI(N20)                                                                | 2.0ℓ D VGT                                  | 2.4ℓ 세타 MPI                                   | 3.3ℓ V6 람다 MPI |
| -------------------- | --------------------------------------------------------------------------------- | ------------------------------------------- | ----------------------------------------------- | ---------------- |
| 전장 (mm)            | 4,800                                                                             | 4,800                                       | 4,800                                           | 4,800            |
| 전폭 (mm)            | 1,830                                                                             | 1,830                                       | 1,830                                           | 1,830            |
| 전고 (mm)            | 1,475                                                                             | 1,475                                       | 1,475                                           | 1,475            |
| 축거 (mm)            | 2,730                                                                             | 2,730                                       | 2,730                                           | 2,730            |
| 윤거 (전, mm)        | 1,575(R15) 1,565(R16, R17)                                                        | 1,565(R16)                                  | 1,565(R16, R17)                                 | 1,565(R17)       |
| 윤거 (후, mm)        | 1,560(R15) 1,550(R16, R17)                                                        | 1,550(R16)                                  | 1,550(R16, R17)                                 | 1,550(R17)       |
| 승차 정원            | 5명                                                                               | 5명                                         | 5명                                             | 5명              |
| 변속기               | 수동 5단 자동 4단                                                                 | 수동 6단 자동 4단                           | 자동 4단 (이후 자동 5단으로 변경)               | 자동 5단         |
| 구동 형식            | 전륜 구동                                                                         | 전륜 구동                                   | 전륜 구동                                       | 전륜 구동        |
| 엔진 형식            | G4KA                                                                              | D4EA                                        | G4KC                                            | G6DB             |
| 연료                 | 가솔린                                                                            | 디젤                                        | 가솔린                                          | 가솔린           |
| 배기량 (cc)          | 1,998                                                                             | 1,991                                       | 2,359                                           | 3,342            |
| 최고 출력 (ps/rpm)   | 144/6,000                                                                         | 143/4,000 (이후 146/4,000으로 변경)         | 166/5,800 (이후 164/5,800으로 변경)             | 233/6,000        |
| 최대 토크 (kg*m/rpm) | 19.1/4,250 (이후 19.2/4,250으로 변경)                                             | 32.0/1,800~2,500 (이후 32.0/2,000으로 변경) | 23.0/4,250 (이후 22.7/4,250으로 변경)           | 31.0/3,500       |
| 연료 탱크 용량 (ℓ)   | 70                                                                                | 62                                          | 70                                              | 70               |
| 요소수 탱크 용량 (ℓ) | -                                                                                 | -                                           | -                                               | -                |
| 공차 중량 (kg)       | 1,443(수동 5단)/ 1,450(자동 4단) (이후 1,460(수동 5단)/ 1,465(자동 4단)으로 변경) | 1,581(수동 6단)/ 1,601(자동 4단)            | 1,496(자동 4단) (이후 1,515(자동 5단)으로 변경) | 1,612(자동 5단)  |
| 연비 (km/ℓ)          | 12.1(수동 5단)/ 10.7(자동 4단) (이후 12.3(수동 5단)/ 10.8(자동 4단)으로 변경)     | 17.1(수동 6단)/ 13.4(자동 4단)              | 10.9(자동 4단) (이후 11.1(자동 5단)으로 변경)   | 9.2(자동 5단)    |

### 쏘나타 트랜스폼(2007년11월~2013년11월)

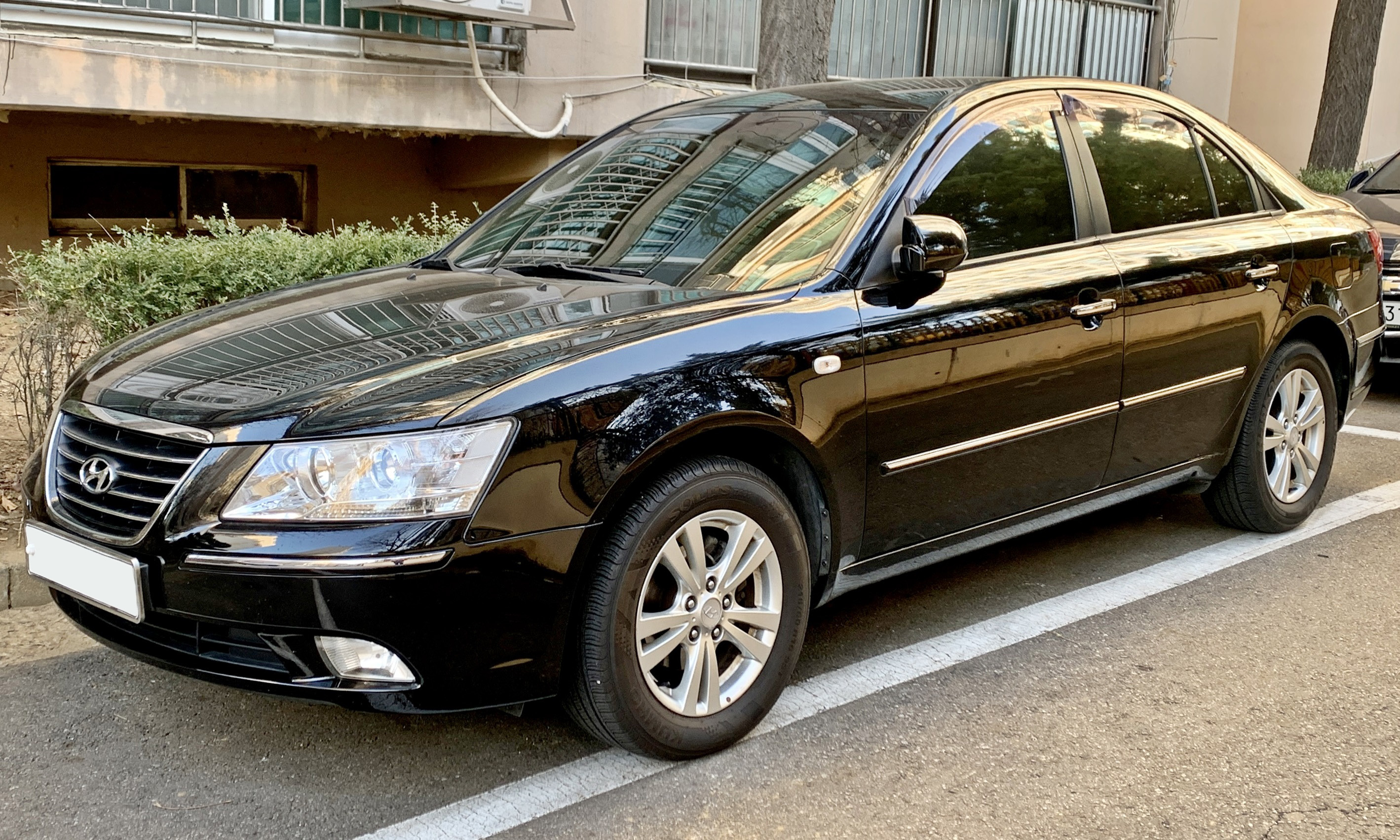
현대 쏘나타 트랜스폼 정측면

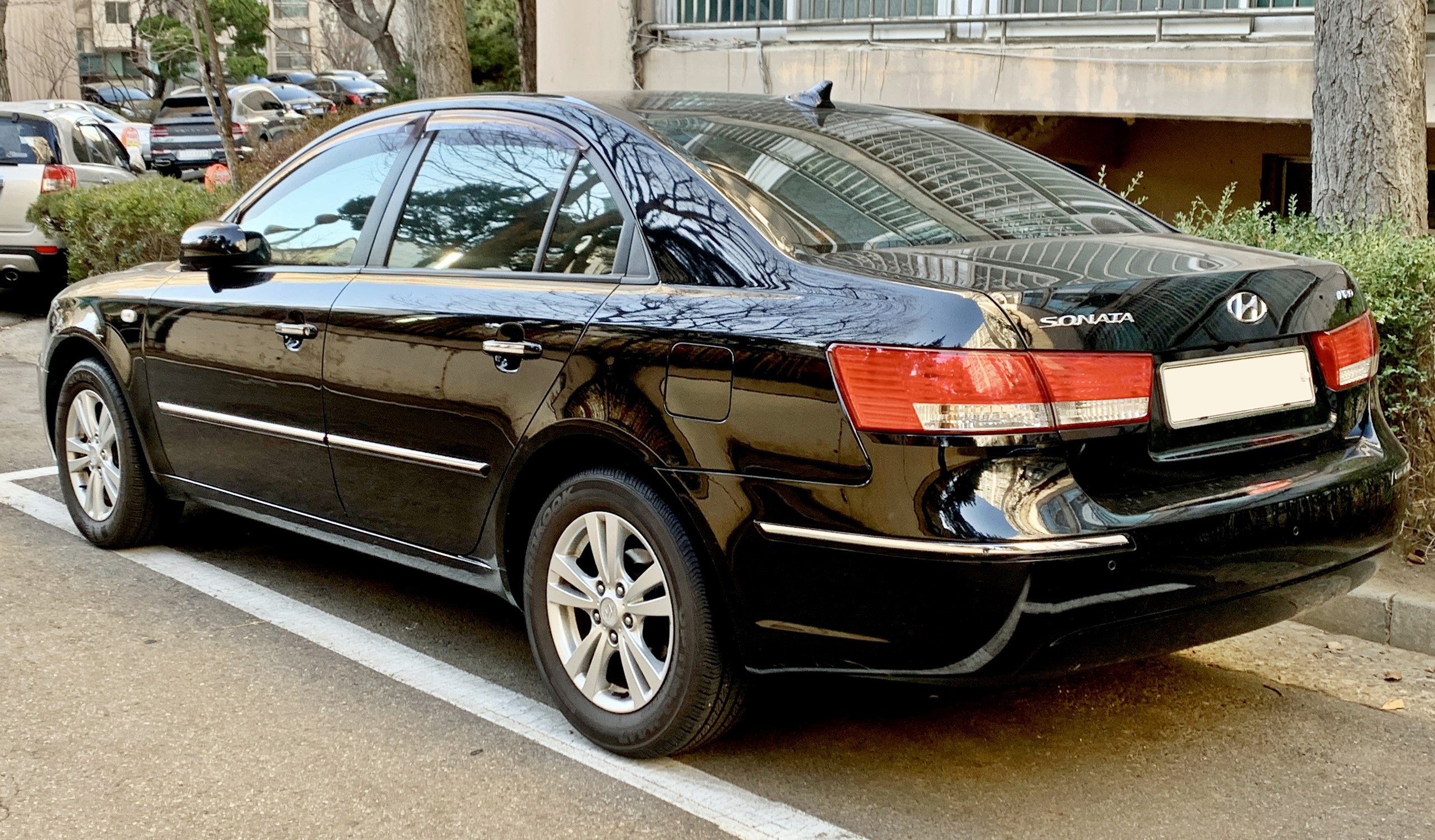
현대 쏘나타 트랜스폼 후측면

2007년 11월 6일에 출시되었다. 페이스리프트를 거쳐 헤드 램프가 13mm 두꺼워졌고, 인테리어가 크게 개선돼 호평을 받아 미국의 자동차 전문지인 워즈 오토 월드가 뽑은 올해의 인테리어 베스트 리디자인 차종으로 선정되었다. 2008년 7월 1일부터 고객들이 선호하는 첨단 안전사양을 확대 적용한 주행안정성제어시스템과 차체자세제어장치, 측면 및 커튼 에어백 등 첨단 안전기술 옵션을 갖춘 `세이프티 팩'을 N20 트랜스폼 이상 모든 모델에 추가 적용한 것이 특징이다. 2008년 10월 1일부터는 블루투스 핸즈프리, USB&i-Pod 단자, 사이드 리피터 내장 아웃사이드 미러, 버튼 시동 스마트 키 등이 적용된 2009년형이 선보였다. 2008년 12월에는 중국의 현대자동차인 베이징 현대자동차에서 현대 쏘나타 NFC 라는 모델을 출시하였다. 2009년 4월 1일에는 소비자 선호도가 높은 4단 자동변속기, 블랙 내장 색상 및 가죽 시트, 버튼 시동 장치 및 스마트 키가 적용된 N20 스마트 블랙 팩 트림이 추가되었다. 자가용은 2009년 9월에 단종되었으나, 영업용은 꾸준한 수요가 이어져 2013년 11월까지 생산되었다. 중국에서는 2008년 12월에 현지 취향에 맞게 페이스 리프트를 거쳤으나, 2011년에 단종되었다.

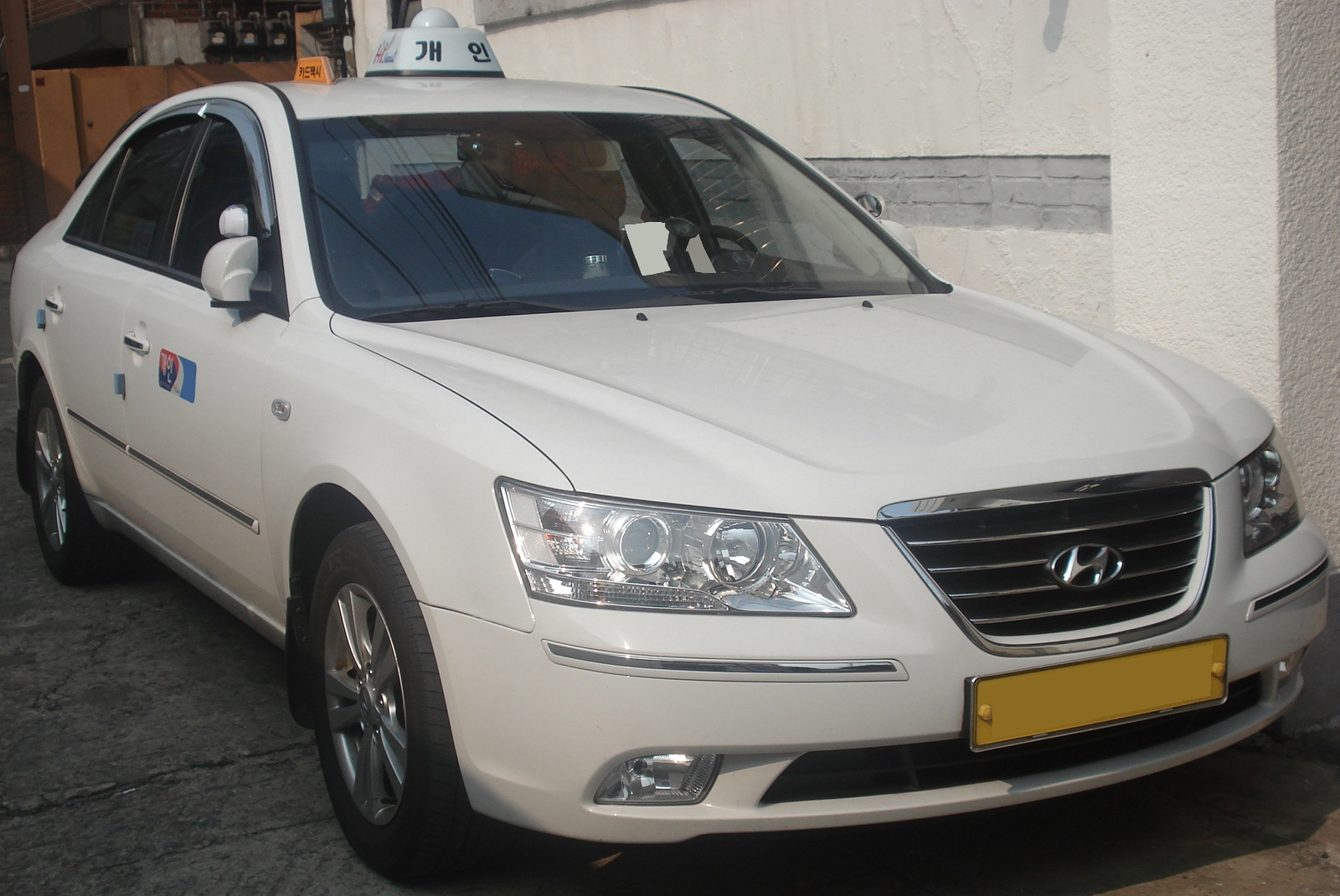
현대 쏘나타 트랜스폼 택시 정측면
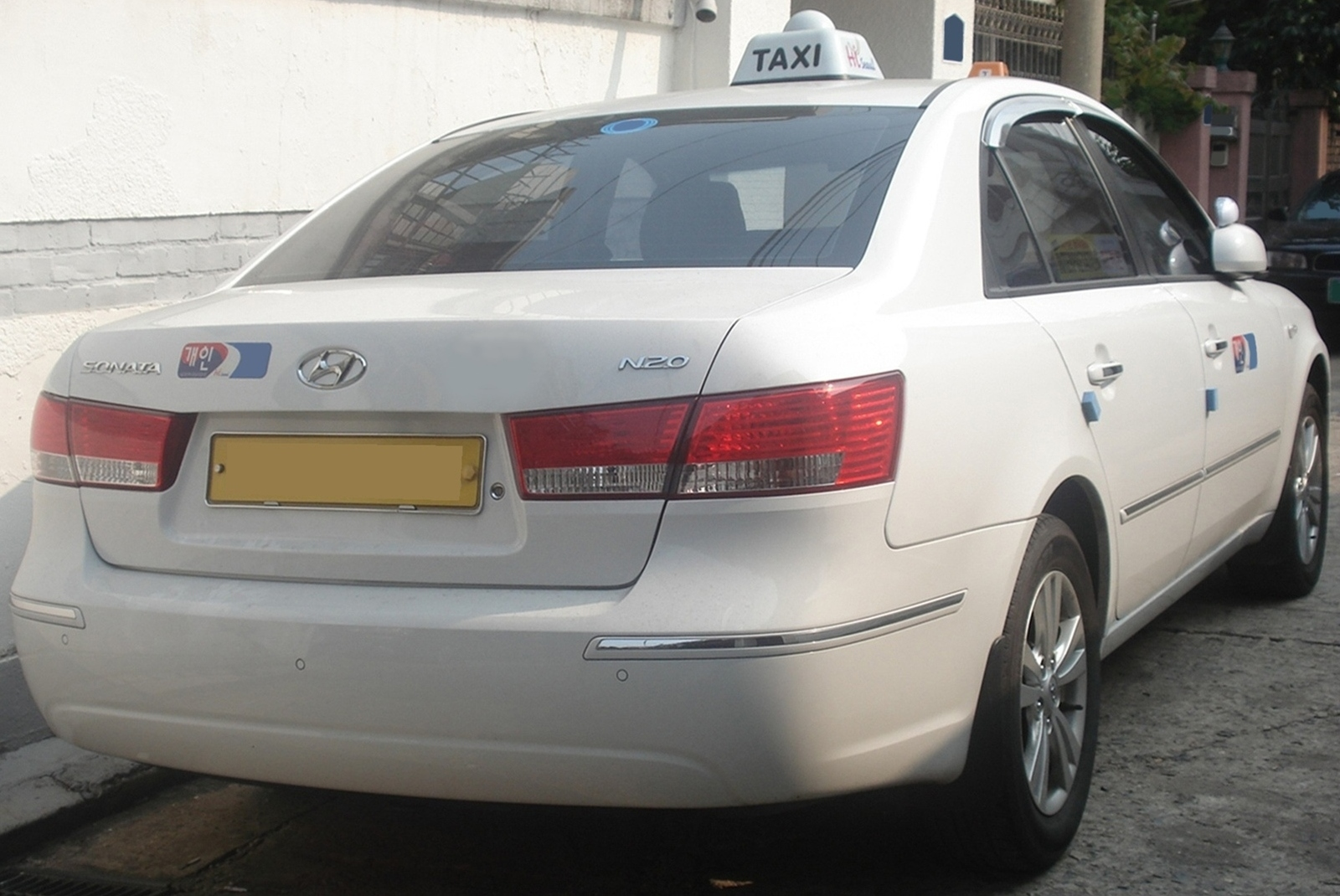
현대 쏘나타 트랜스폼 택시 후측면

#### 라인업
| 구분            | 2.0ℓ LPG (장애인용)   | 2.0ℓ LPG (렌터카)                                        | 2.0ℓ LPG (택시)                                   | 2.0ℓ 디젤                                   | 2.0ℓ 가솔린                                                                                 | 2.4ℓ 가솔린                            |
| --------------- | --------------------- | -------------------------------------------------------- | ------------------------------------------------- | ------------------------------------------- | ------------------------------------------------------------------------------------------- | -------------------------------------- |
| 쏘나타 트랜스폼 | N20 디럭스 N20 럭셔리 | N20 일반형 N20 고급형 N20 디럭스 N20 럭셔리 N20 프리미어 | N20 GTX N20 GTX 개인형 팩 N20 VTX N20 LTX N20 STX | N20 럭셔리 N20 트랜스폼 N20 엘레강스 스페셜 | N20 디럭스 N20 럭셔리 N20 트랜스폼 N20 스마트 블랙 팩 N20 엘레강스 스페셜 N20 프리미어 블랙 | F24 엘레강스 스페셜 F24S 프리미어 블랙 |

#### 제원
| 구분                 | 2.0ℓ 세타 Ⅱ MPI                  | 2.0ℓ D VGT                       | 2.4ℓ 세타 Ⅱ MPI |
| -------------------- | -------------------------------- | -------------------------------- | --------------- |
| 전장 (mm)            | 4,800                            | 4,800                            | 4,800           |
| 전폭 (mm)            | 1,830                            | 1,830                            | 1,830           |
| 전고 (mm)            | 1,475                            | 1,475                            | 1,475           |
| 축거 (mm)            | 2,730                            | 2,730                            | 2,730           |
| 윤거 (전, mm)        | 1,575(R15) 1,565(R16, R17)       | 1,565(R16)                       | 1,565(R16, R17) |
| 윤거 (후, mm)        | 1,560(R15) 1,550(R16, R17)       | 1,550(R16)                       | 1,550(R16, R17) |
| 승차 정원            | 5명                              | 5명                              | 5명             |
| 변속기               | 수동 5단 자동 4단                | 수동 6단 자동 4단                | 자동 5단        |
| 구동 형식            | 전륜 구동                        | 전륜 구동                        | 전륜 구동       |
| 엔진 형식            | G4KD                             | D4EA                             | G4KE            |
| 연료                 | 가솔린                           | 디젤                             | 가솔린          |
| 배기량 (cc)          | 1,998                            | 1,991                            | 2,359           |
| 최고 출력 (ps/rpm)   | 163/6,200                        | 151/3,800                        | 179/6,000       |
| 최대 토크 (kg*m/rpm) | 20.1/4,500                       | 32.0/2,000                       | 23.5/4,000      |
| 연료 탱크 용량 (ℓ)   | 70                               | 70                               | 70              |
| 요소수 탱크 용량 (ℓ) | -                                | -                                | -               |
| 공차 중량 (kg)       | 1,465(수동 5단)/ 1,470(자동 4단) | 1,581(수동 6단)/ 1,601(자동 4단) | 1,515(자동 5단) |
| 연비 (km/ℓ)          | 12.8(수동 5단)/ 11.5(자동 4단)   | 17.1(수동 6단)/ 13.4(자동 4단)   | 11.5(자동 5단)  |
| Co2 배출량 (g/km)    | 183(수동 5단)/ 204(자동 4단)     | 152(수동 6단)/ 194(자동 4단)     | 204(자동 5단)   |

## 6세대(YF)

### 쏘나타(2009년9월~2012년7월)

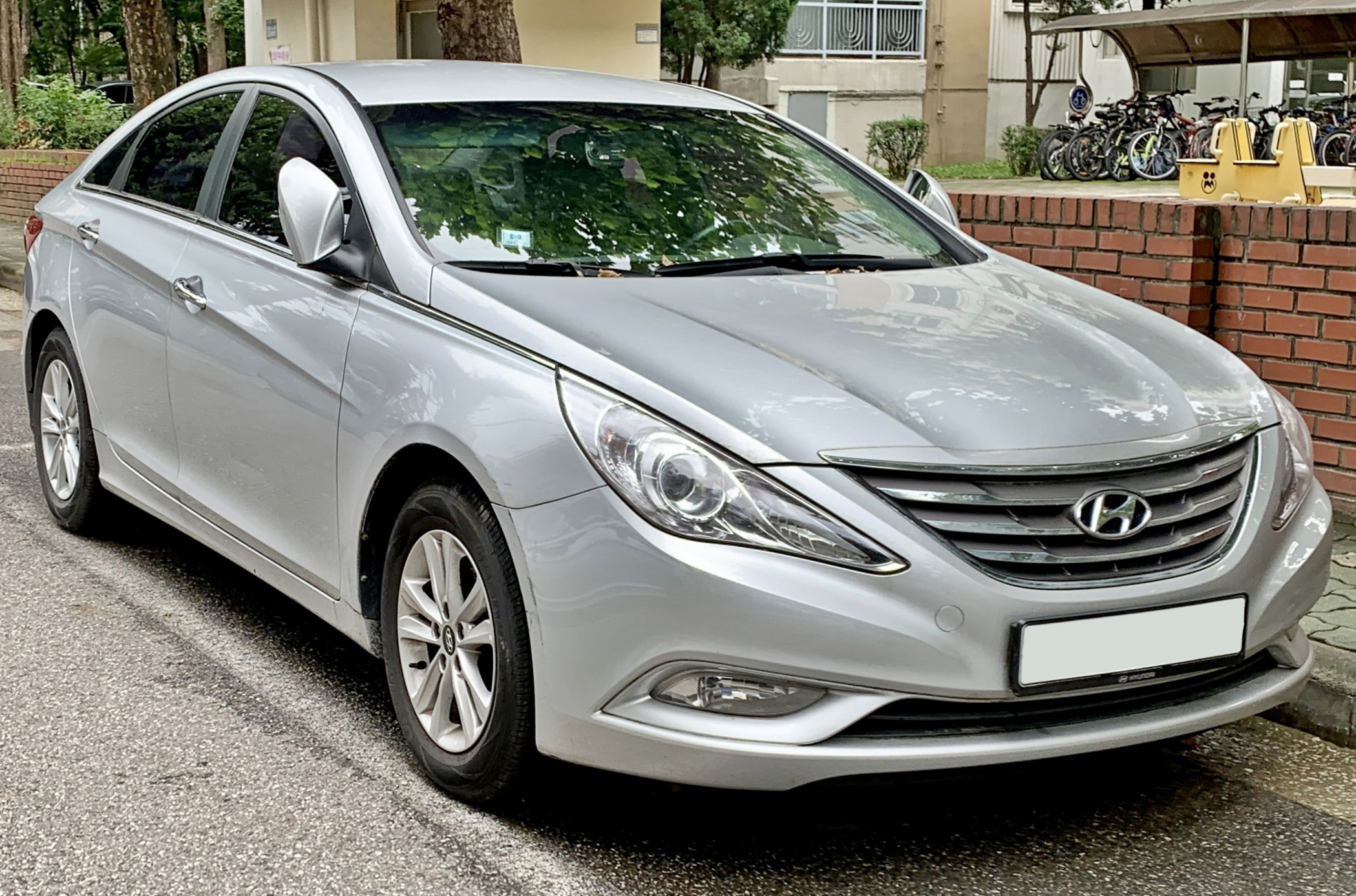
현대 YF 쏘나타 정측면

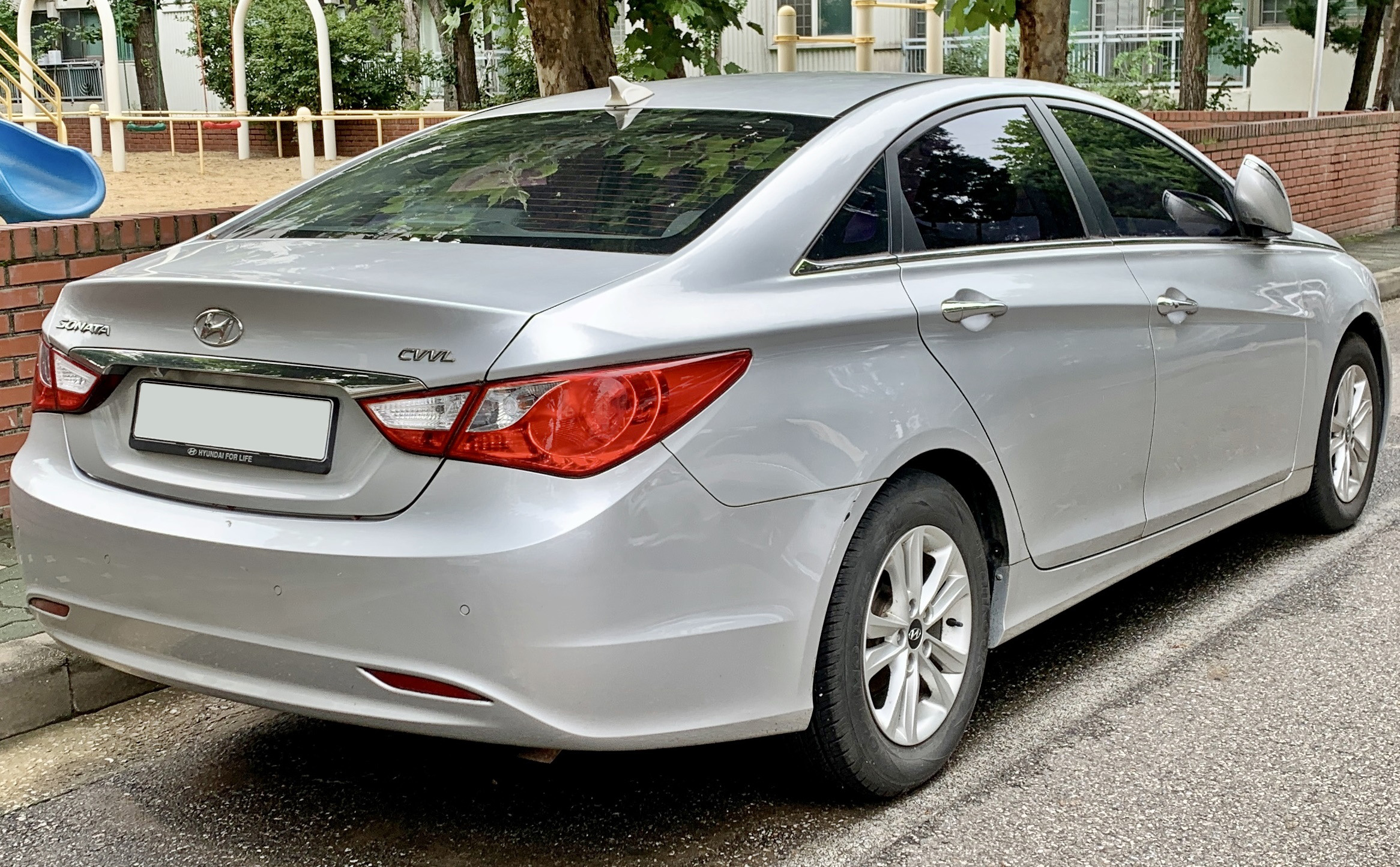
현대 YF 쏘나타 후측면

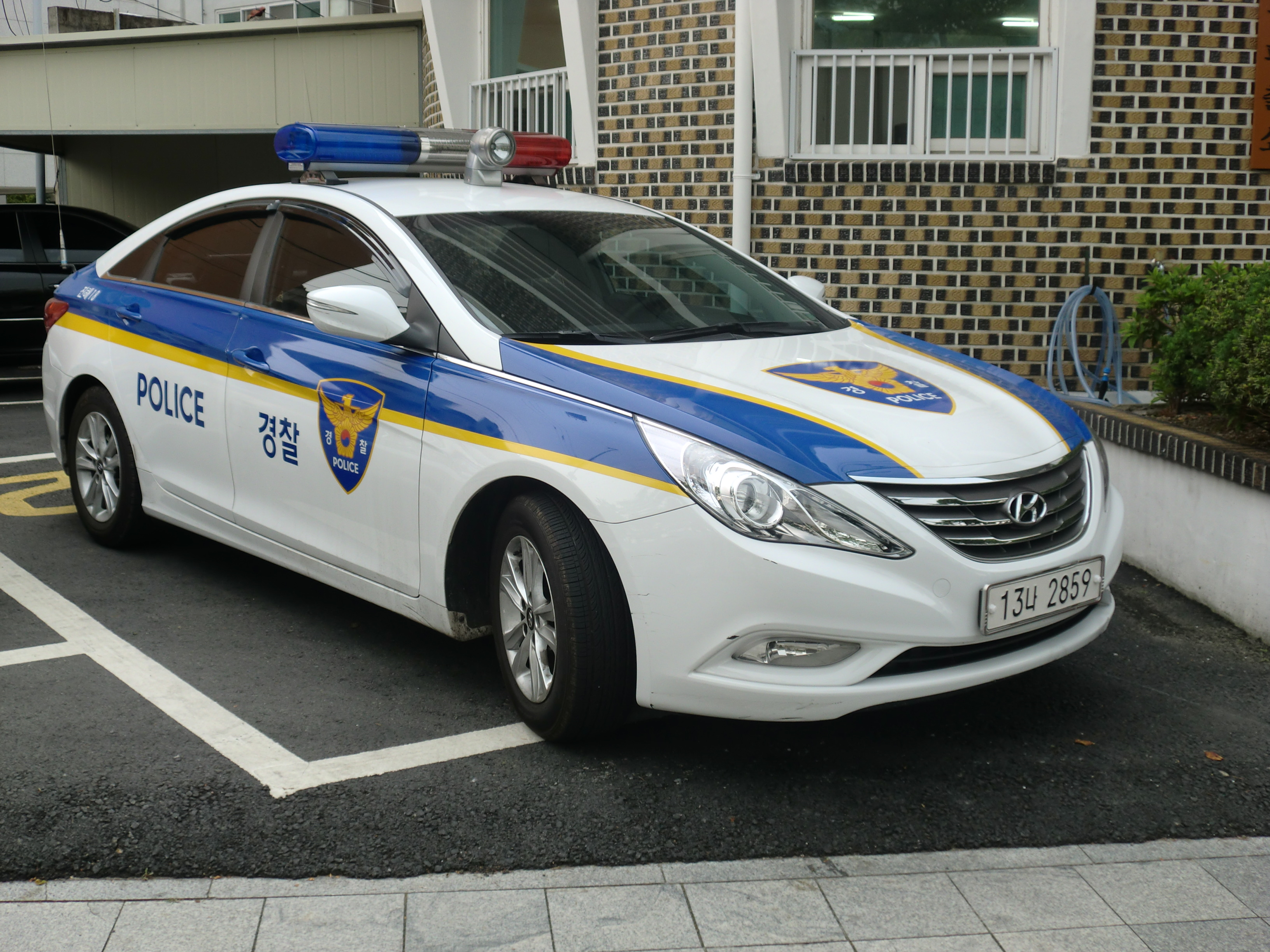
대한민국의 현대 YF 쏘나타 경찰차.

2009년 9월 17일에 출시되었다. 2007년부터 현대자동차와 기아자동차 미국 디자인 센터의 안드레 허드슨 선임 디자이너가 주도하였으며, 현대자동차의 디자인 철학인 플루이딕 스컬프처가 적용되어 과감함과 스포티함이 느껴지는 디자인으로 완성되었다. 본넷까지 이어지는 크롬 벨트 라인 등 독특한 디자인 요소가 돋보였다. 3 피스 타입 파노라마 선루프, 가솔린 직접 분사 방식 엔진, 후석 에어 벤트, 풋 파킹 브레이크 등이 적용되었고, 자가용 모든 트림에는 차체 자세 제어 장치가 기본 적용되었다. 2010년 1월 18일에 2.4ℓ 세타 Ⅱ 가솔린 직분사 엔진이 추가되었고, 같은 해 4월 1일부터 자가용 모든 트림에 앞좌석 사이드 에어백과 커튼 에어백이 기본 적용되었다. 이어 6월 15일에는 NVH와 연비가 개선되고, 통풍 시트와 컴포트 헤드 레스트 등이 적용된 2011년형이 출시되었다. 또한 전 세계 누적 판매량이 500만 대를 돌파하였다. 2011년 5월에는 동일본 대지진 여파로 인하여 토요타와 혼다의 생산이 제대로 이루어지지 못하는 등의 이유로 미국 중형차 시장에서 월간 판매 1위를 차지하였다. 같은 해 7월 11일에는 2.0ℓ 세타 Ⅱ 가솔린 직분사 터보 엔진이 추가되어 기존의 2.4ℓ 세타 Ⅱ 가솔린 직분사 엔진을 대체하였다. 이어 7월 13일에는 2.0ℓ 세타 Ⅱ LPI 엔진을 대체하는 2.0ℓ 누우 LPI 엔진, 글로브 박스 쿨링 기능, 사이드 미러 퍼들 램프, 자외선 차단 전면 유리, 천연 항균 시트, 크롬을 줄여 간결해진 라디에이터 그릴 및 부츠 타입의 변속기 레버 등이 적용된 2012년형이 출시되었다. 미국 앨라배마주 현지 공장에서 쏘나타의 누적 생산량이 100만 대를 돌파한 것도 이 시기였다. 오랫동안 쭉 효자 차종으로 기록되었던 쏘나타이나, 6세대 쏘나타는 과한 크롬이 적용된 라디에이터 그릴에 호불호가 뚜렷히 나뉘었다. 더욱이 같은 플랫폼을 사용하는 기아 K5의 높은 판매량로 인하여 2011년에 대한민국 전 차종 연간 판매 4위로 하락하였다. 2012년 2월 6일에는 2.0ℓ 누우 가솔린 엔진이 기존의 2.0ℓ 세타 Ⅱ 가솔린 엔진을 대체함과 동시에 ISG 시스템이 적용된 블루 세이버 트림이 추가되었다.

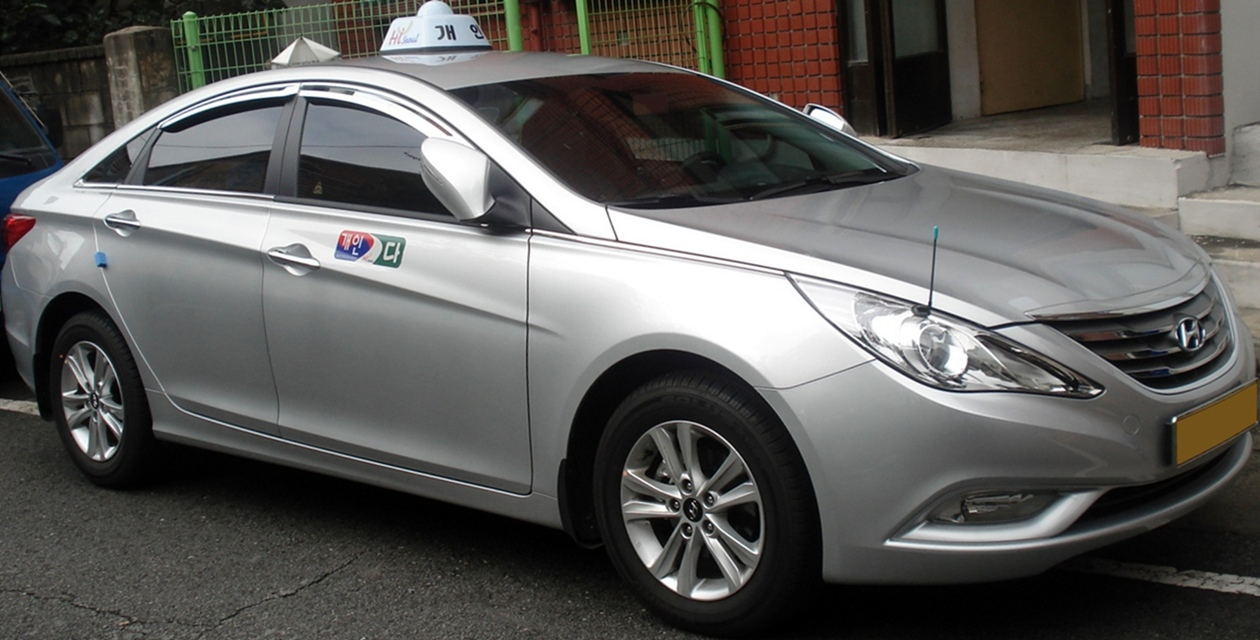
현대 YF 쏘나타 택시 정측면
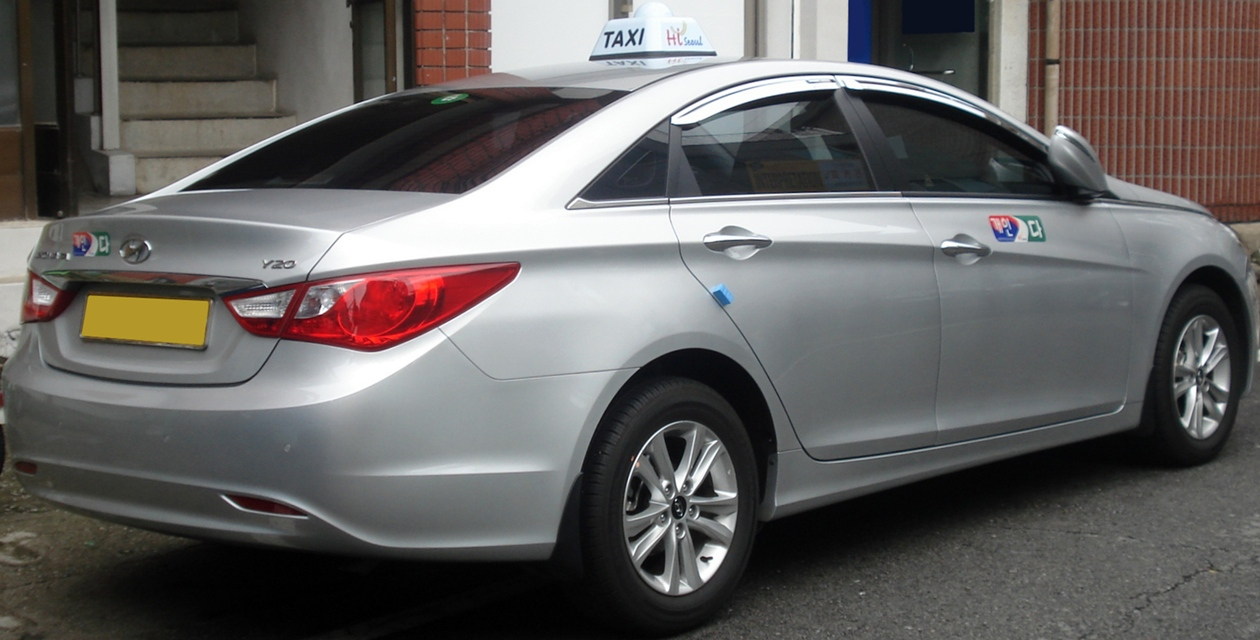
현대 YF 쏘나타 택시 후측면

#### 라인업
| 구분   | 2.0ℓ LPG (장애인용)     | 2.0ℓ LPG (렌터카)                         | 2.0ℓ LPG (택시)         | 2.0ℓ 가솔린 | 2.0ℓ 가솔린 터보                                             | 2.4ℓ 가솔린             |
| ------ | ----------------------- | ----------------------------------------- | ----------------------- | --- | ------------------------------------------------------------ | ----------------------- |
| 쏘나타 | Y20 럭셔리 Y20 프리미어 | Y20 디럭스 Y20 럭셔리 Y20 프리미어 Y20 탑 | Y20 DTX Y20 LTX Y20 PTX | Y20 그랜드(이후 CVVL 그랜드로 변경) CVVL 블루 세이버 Y20 프라임 고급형(이후 Y20 프라임으로 변경 → CVVL 프라임으로 변경) Y20 프라임 최고급형(이후 Y20 프라임 블랙으로 변경 → Y20 럭셔리로 대체 → CVVL 럭셔리로 변경) Y20 프리미어 고급형/최고급형(이후 Y20 프리미어로 통합 → Y20 월드컵 스페셜 에디션으로 변경 → Y20 프리미어로 변경 → CVVL 프리미어로 변경) Y20 프리미어 베이지 Y20 탑 고급형/최고급형(이후 Y20 탑으로 통합 → CVVL 탑으로 변경) Y20 탑 와인 스페셜 Y20 스포츠(이후 Y20 로얄로 대체 → CVVL 로얄로 변경) | F20 터보 고급형/최고급형(이후 터보 고급형/최고급형으로 변경) | F24 GDI 고급형/최고급형 |

#### 제원
| 구분                 | 2.0ℓ 세타 Ⅱ MPI                                                                   | 2.0ℓ 누우 MPI                                                | 2.0ℓ 세타 Ⅱ GDI 터보  | 2.4ℓ 세타 Ⅱ GDI       |
| -------------------- | --------------------------------------------------------------------------------- | ------------------------------------------------------------ | --------------------- | --------------------- |
| 전장 (mm)            | 4,820                                                                             | 4,820                                                        | 4,820                 | 4,820                 |
| 전폭 (mm)            | 1,835                                                                             | 1,835                                                        | 1,835                 | 1,835                 |
| 전고 (mm)            | 1,470                                                                             | 1,470                                                        | 1,470                 | 1,470                 |
| 축거 (mm)            | 2,795                                                                             | 2,795                                                        | 2,795                 | 2,795                 |
| 윤거 (전, mm)        | 1,597(R16) 1,591(R17) 1,587(R18)                                                  | 1,597(R16) 1,591(R17) 1,587(R18)                             | 1,591(R17) 1,587(R18) | 1,591(R17) 1,587(R18) |
| 윤거 (후, mm)        | 1,597(R16) 1,591(R17) 1,587(R18)                                                  | 1,597(R16) 1,591(R17) 1,587(R18)                             | 1,591(R17) 1,587(R18) | 1,591(R17) 1,587(R18) |
| 승차 정원            | 5명                                                                               | 5명                                                          | 5명                   | 5명                   |
| 변속기               | 수동 6단 자동 6단                                                                 | 수동 6단 자동 6단                                            | 자동 6단              | 자동 6단              |
| 구동 형식            | 전륜 구동                                                                         | 전륜 구동                                                    | 전륜 구동             | 전륜 구동             |
| 엔진 형식            | G4KD                                                                              | G4ND                                                         | G4KH                  | G4KJ                  |
| 연료                 | 가솔린                                                                            | 가솔린                                                       | 가솔린                | 가솔린                |
| 배기량 (cc)          | 1,998                                                                             | 1,999                                                        | 1,998                 | 2,359                 |
| 최고 출력 (ps/rpm)   | 165/6,200                                                                         | 172/6,700                                                    | 271/6,000             | 201/6,300             |
| 최대 토크 (kg*m/rpm) | 20.2/4,600                                                                        | 20.5/4.800                                                   | 37.2/1,750~4,500      | 25.5/4,250            |
| 연료 탱크 용량 (ℓ)   | 70                                                                                | 70                                                           | 70                    | 70                    |
| 요소수 탱크 용량 (ℓ) | -                                                                                 | -                                                            | -                     | -                     |
| 공차 중량 (kg)       | 1,395(수동 6단)/ 1,410(자동 6단) (이후 1,400(수동 6단)/ 1,415(자동 6단)으로 변경) | 1,400(수동 6단)/ 1,415(자동 6단)/ 1,415(자동 6단 ISG 장착시) | 1,520(자동 6단)       | 1,465(자동 6단)       |
| 연비 (km/ℓ)          | 13.6(수동 6단)/ 12.8(자동 6단) (이후 13.8(수동 6단)/ 13.0(자동 6단)으로 변경)     | 14.7(수동 6단)/ 14.0(자동 6단)/ 14.8(자동 6단 ISG 장착시)    | 12.8(자동 6단)        | 13.0(자동 6단)        |
| Co2 배출량 (g/km)    | 172(수동 6단)/ 182(자동 6단) (이후 170(수동 6단)/ 180(자동 6단)으로 변경)         | 159(수동 6단)/ 167(자동 6단)/ 159(자동 6단 ISG 장착시)       | 183(자동 6단)         | 180(자동 6단)         |

### 쏘나타 더 브릴리언트(2012년7월~2016년1월)

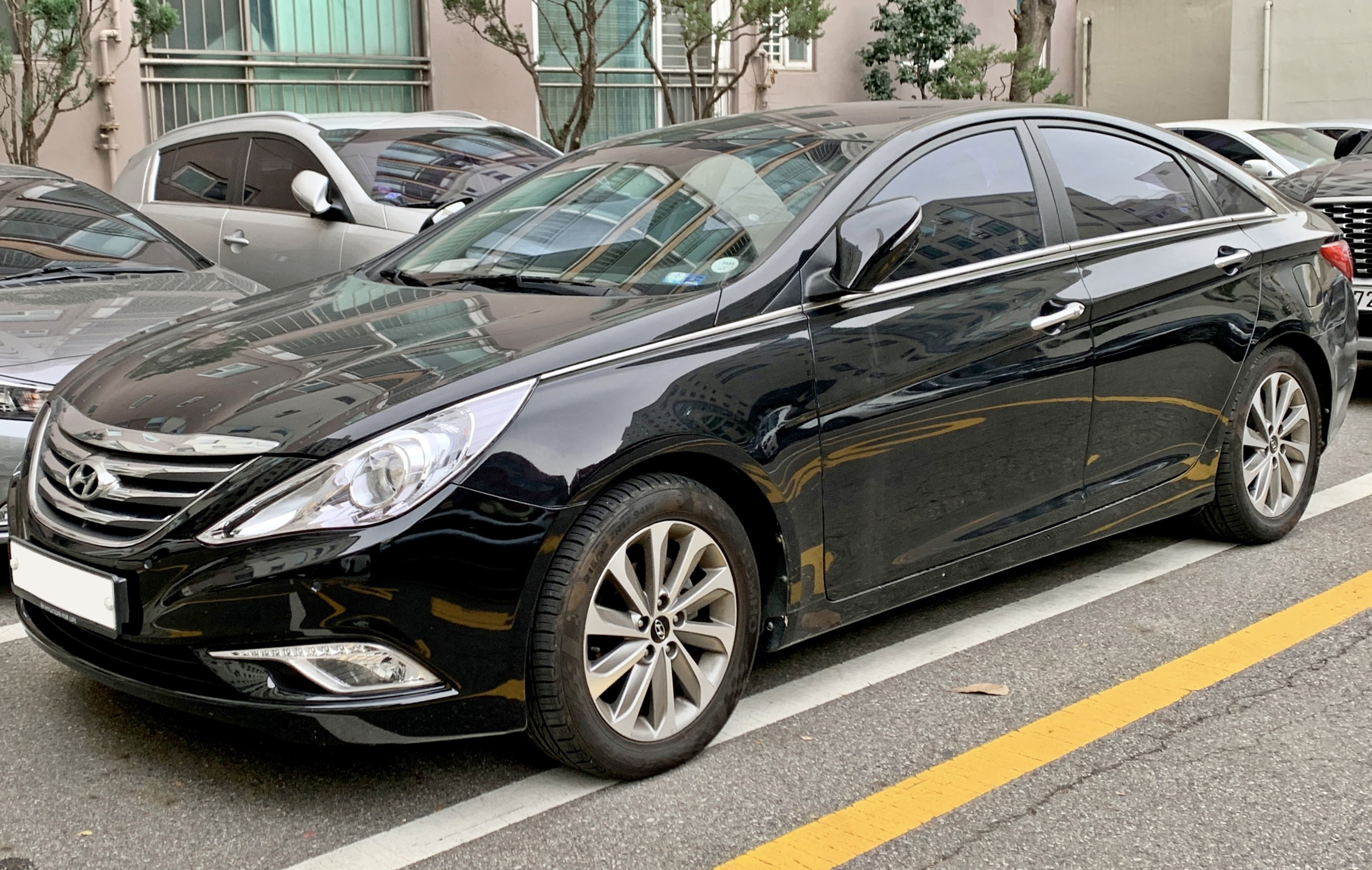
현대 YF 쏘나타 더 브릴리언트 정측면

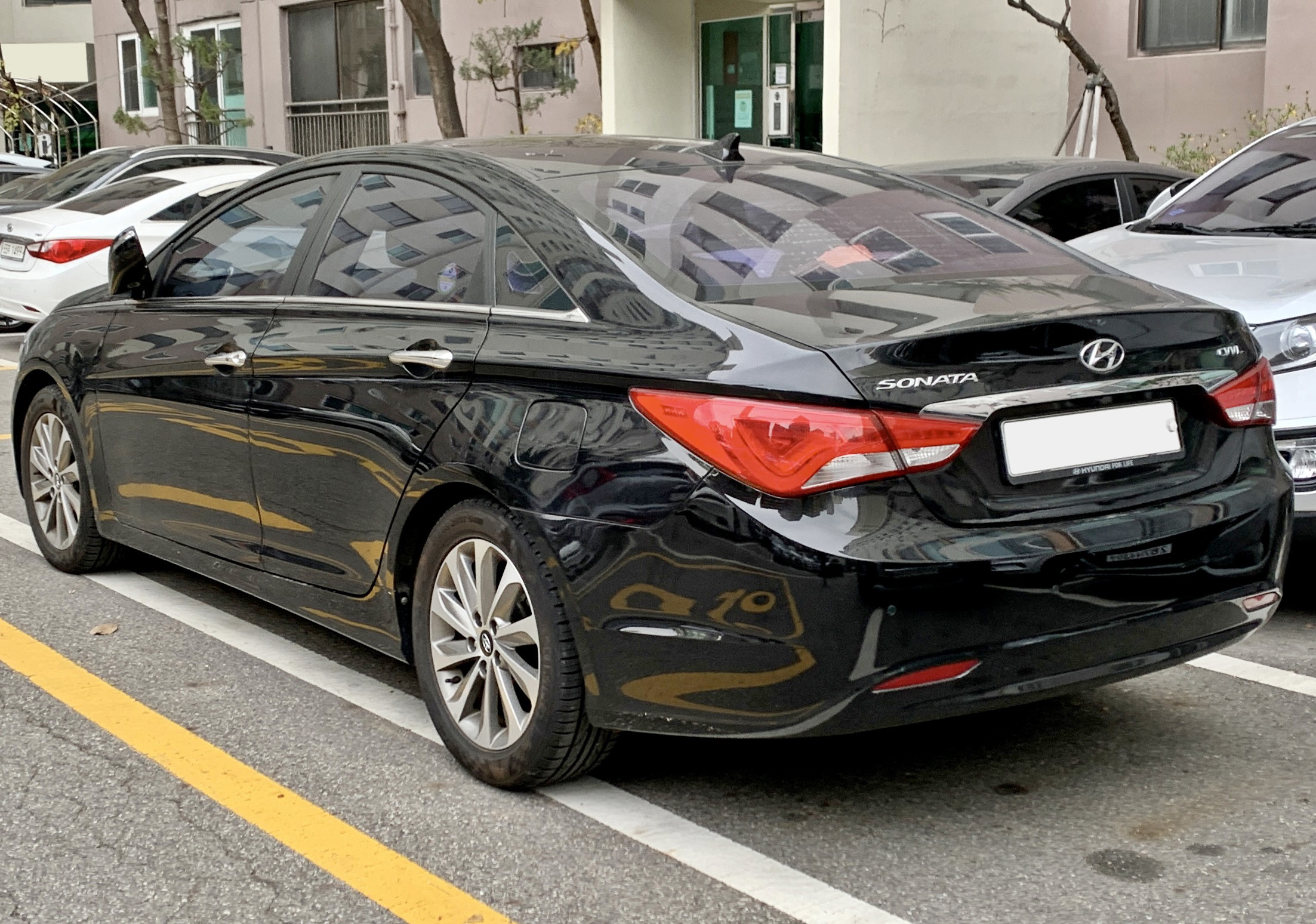
현대 YF 쏘나타 더 브릴리언트 후측면

2012년 7월 5일에는 2013년형이 출시되며, 더 브릴리언트라는 서브 네임이 더해졌다. 페이스 리프트가 아닌 이어 모델이지만, 새로운 형상의 라디에이터 그릴과 LED 포지셔닝 램프가 적용되어 고급화를 꾀하였다. 이 외에도 급제동 경보 시스템, 오토 크루즈 컨트롤, 전방 주차 보조 시스템, 열선 스티어링 휠, 뒷좌석 센터 3점식 시트 벨트, 현대자동차의 텔레매틱스 서비스인 블루 링크 등이 적용되어 상품성을 높였다. 2013년 6월 9일에는 어트랙션 트림이 추가되고, 2.0ℓ 세타 Ⅱ 가솔린 터보 엔진에 가격을 낮춘 스마트 트림이 추가되는 등의 변화가 생긴 2014년형이 선보였다. 자가용은 2014년 3월에 단종되었으나, 영업용은 2016년 1월에 단종되었다.

#### 라인업
| 구분                 | 2.0ℓ LPG (장애인용) | 2.0ℓ LPG (렌터카)                                               | 2.0ℓ LPG (택시)                  | 2.0ℓ 가솔린                                                                    | 2.0ℓ 가솔린 터보                    |
| -------------------- | ------------------- | --------------------------------------------------------------- | -------------------------------- | ------------------------------------------------------------------------------ | ----------------------------------- |
| 쏘나타 더 브릴리언트 | LPI 스마트 LPI 모던 | LPI 스타일 LPI 스마트 LPI 모던 LPI 프리미엄 LPI 프리미엄 스페셜 | LPI 스타일 LPI 모던 LPI 프리미엄 | CVVL 스타일 CVVL 블루 세이버 CVVL 스마트 CVVL 어트랙션 CVVL 모던 CVVL 프리미엄 | 터보 스마트 터보 모던 터보 프리미엄 |

#### 제원
| 구분                 | 2.0ℓ 누우 MPI | 2.0ℓ 세타 Ⅱ GDI 터보                                                  |
| -------------------- | --- | --------------------------------------------------------------------- |
| 전장 (mm)            | 4,820 | 4,820                                                                 |
| 전폭 (mm)            | 1,835 | 1,835                                                                 |
| 전고 (mm)            | 1,470 | 1,470                                                                 |
| 축거 (mm)            | 2,795 | 2,795                                                                 |
| 윤거 (전, mm)        | 1,597(R16) 1,591(R17) 1,587(R18) | 1,591(R17) 1,587(R18)                                                 |
| 윤거 (후, mm)        | 1,597(R16) 1,591(R17) 1,587(R18) | 1,591(R17) 1,587(R18)                                                 |
| 승차 정원            | 5명 | 5명                                                                   |
| 변속기               | 수동 6단 자동 6단 | 자동 6단                                                              |
| 구동 형식            | 전륜 구동 | 전륜 구동                                                             |
| 엔진 형식            | G4ND | G4KH                                                                  |
| 연료                 | 가솔린 | 가솔린                                                                |
| 배기량 (cc)          | 1,999 | 1,998                                                                 |
| 최고 출력 (ps/rpm)   | 172/6,700 | 271/6,000                                                             |
| 최대 토크 (kg*m/rpm) | 20.5/4.800 | 37.2/1,750~4,500                                                      |
| 연료 탱크 용량 (ℓ)   | 70 | 70                                                                    |
| 요소수 탱크 용량 (ℓ) | - | -                                                                     |
| 공차 중량 (kg)       | 1,400(수동 6단)/ 1,415(자동 6단)/ 1,415(자동 6단 ISG 장착시) | 1,520(자동 6단)                                                       |
| 연비 (km/ℓ)          | 14.7(수동 6단)/ 14.0(자동 6단)/ 14.8(자동 6단 ISG 장착시) (이후 도심 10.9/고속 14.5/복합 12.3(수동 6단)/ 도심 10.2/고속 15.1/복합 11.9(자동 6단)/ 도심 10.5/고속 15.0/복합 12.1(자동 6단 ISG 장착시)로 변경) | 12.8(자동 6단) (이후 도심 8.8/고속 13.0/복합 10.3(자동 6단)으로 변경) |
| Co2 배출량 (g/km)    | 159(수동 6단)/ 167(자동 6단)/ 159(자동 6단 ISG 장착시) (이후 142(수동 6단)/ 147(자동 6단)/ 144(자동 6단 ISG 장착시)로 변경)                                                                                  | 183(자동 6단) (이후 171(자동 6단)로 변경)                             |

### 쏘나타 하이브리드(2011년5월~2014년12월)

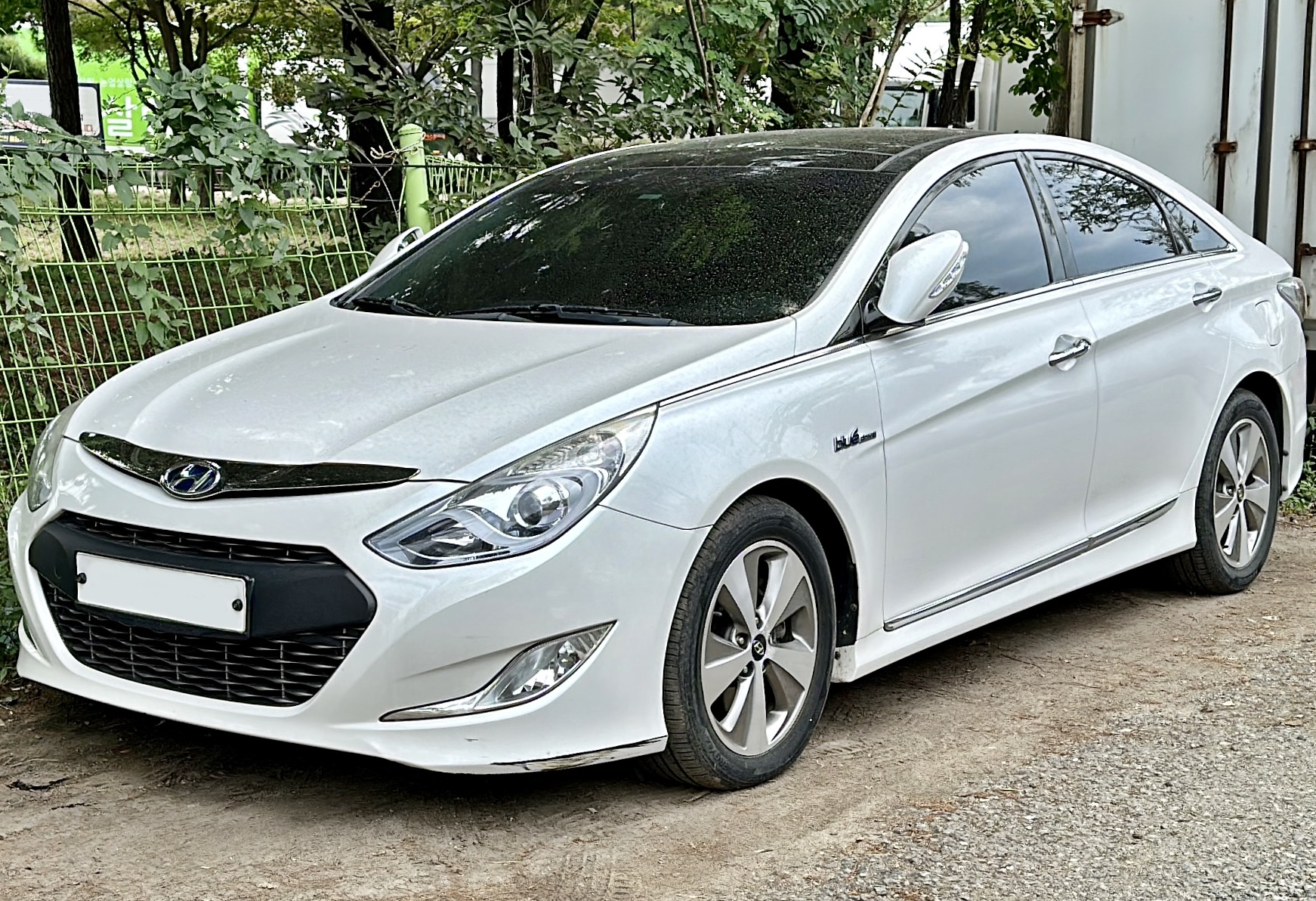
현대 쏘나타 하이브리드 (전기형) 정측면

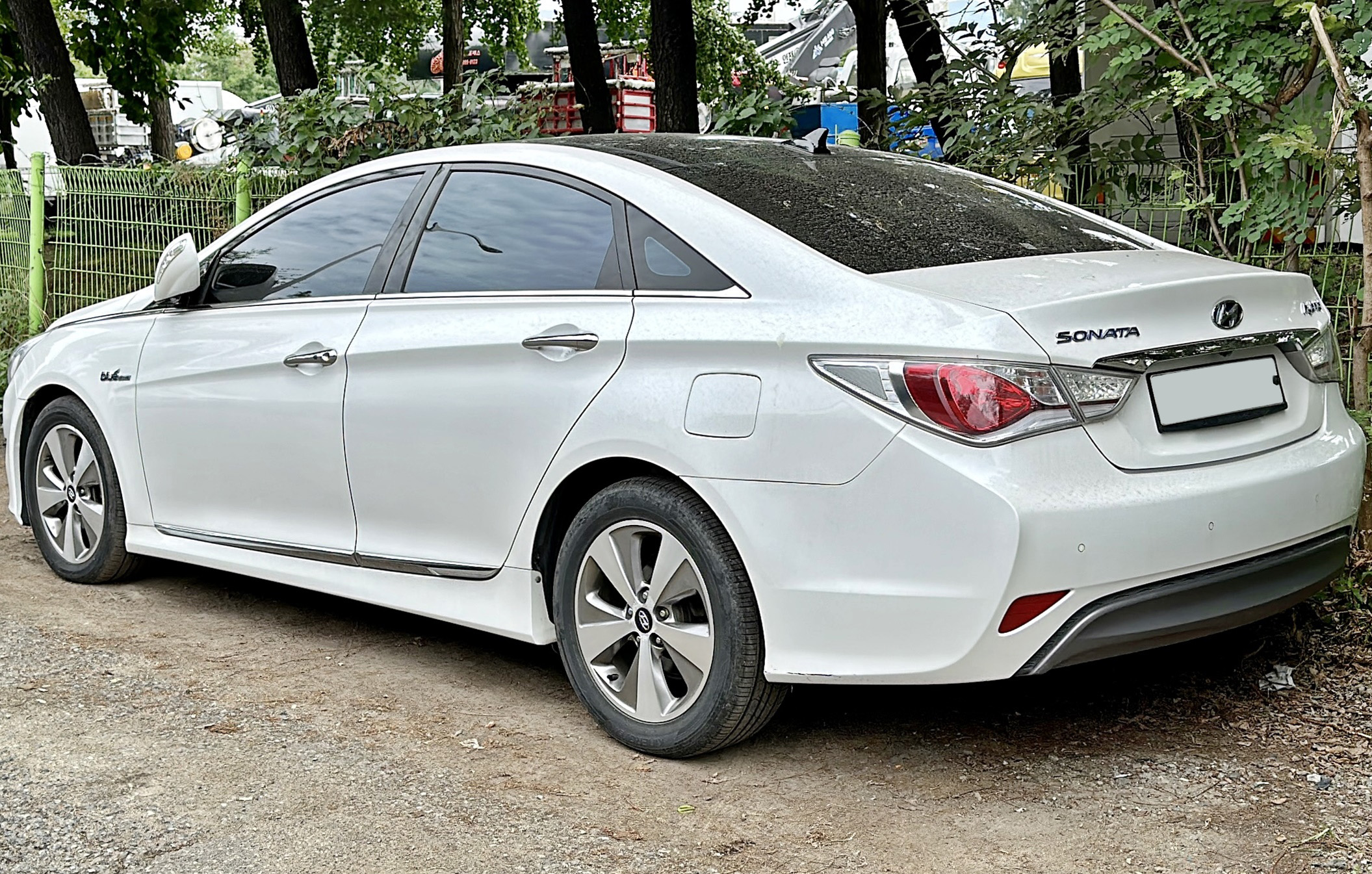
현대 쏘나타 하이브리드 (전기형) 후측면

2011년 5월 2일에 출시되었다. 2009년 7월에 출시된 아반떼 LPi 하이브리드는 대한민국에서만 판매되는 LPG 하이브리드 차량이기에 쏘나타 하이브리드는 대한민국산 최초의 가솔린 하이브리드 차량이며, 최초로 수출되는 하이브리드 차량이다. 2010년 4월에 개최된 뉴욕 국제 오토쇼에서 세계 최초로 공개되었고, 대한민국에서는 2011년 4월에 개최된 서울 모터쇼에서 처음 공개되었다. 에어 스커트 및 에어댐, 헥사고날 타입의 라디에이터 그릴, 세계 최초로 리플렉션 발광 기술이 적용된 LED 테일 램프 등을 적용되어 기존 쏘나타와 디자인이 차별화되었다. 전기차 모드 주행 시에 엔진 소리가 들리지 않아 보행자가 차량의 접근을 인지하지 못하는 상황에 대비해 가상 엔진 사운드 시스템을 적용하여 보행자 안전성을 향상시켰다. 대한민국에서 팔리는 쏘나타 하이브리드는 2.0ℓ 누우 가솔린 엔진이 장착되었다. 미국과 캐나다에서 팔리는 쏘나타 하이브리드는 2.4ℓ 세타 Ⅱ 가솔린 엔진이 장착되었으며, 대한민국에서 5세대 그랜저 하이브리드(HG)와 기아 K7 하이브리드 700h에 장착된다. 2012년 2월 1일부터 가격을 낮추어 부담을 줄인 스마트 트림이 추가됨과 동시에 광고 모델로 원빈, 이적, 이정아가 선정되었다. 2013년 1월 30일에는 8인치 내비게이션(블루 링크)과 뒷좌석 센터 3점식 시트 벨트 적용, 40ℓ 늘어난 총 344ℓ의 트렁크 공간 확보, 아웃 사이드 미러 사이즈 확대, 레밍턴 레드 외장 색상 추가 등의 변화를 갖춘 2013년형이 선보였다. 같은 해 12월 4일에는 신규 LED 테일 램프, 퍼들 램프 내장 아웃사이드 미러, LED 독서등 및 룸 램프가 신규 적용된 2014년형이 선보였다.

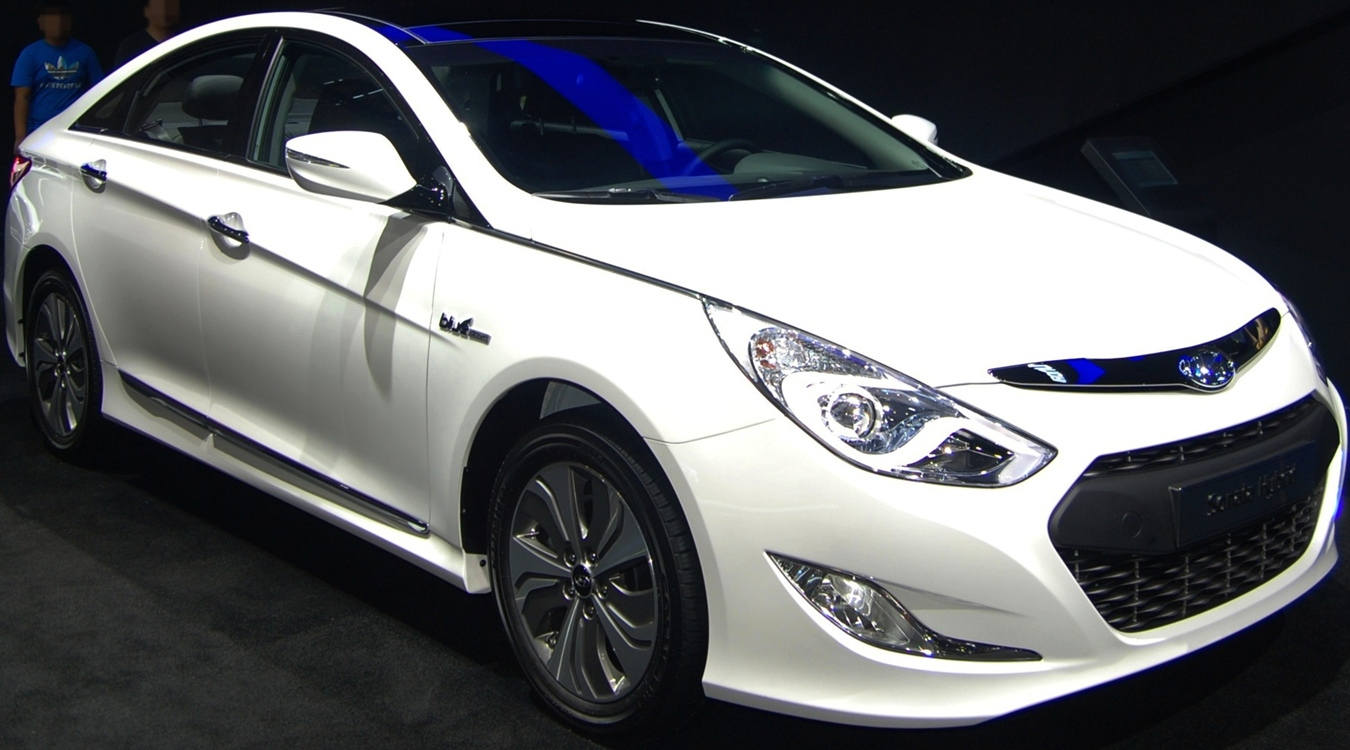
현대 쏘나타 하이브리드 (후기형) 정측면
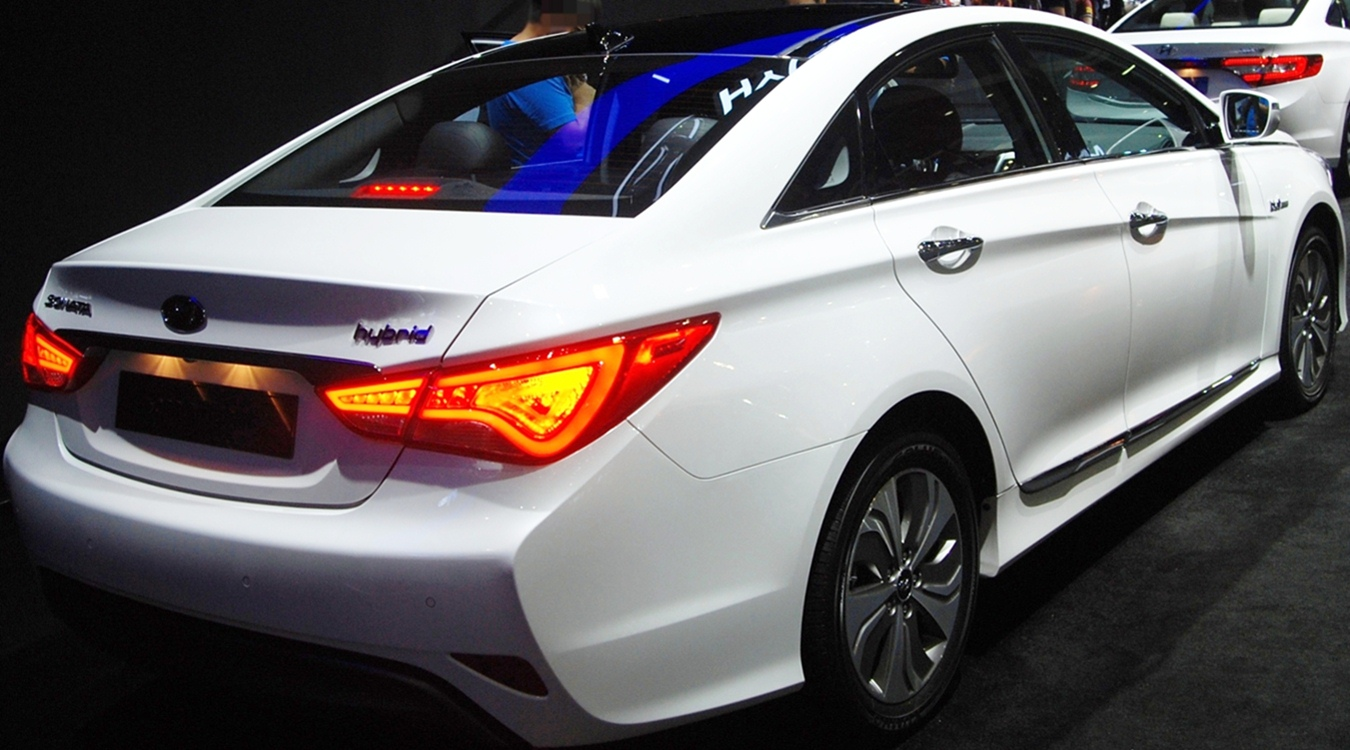
현대 쏘나타 하이브리드 (후기형) 후측면
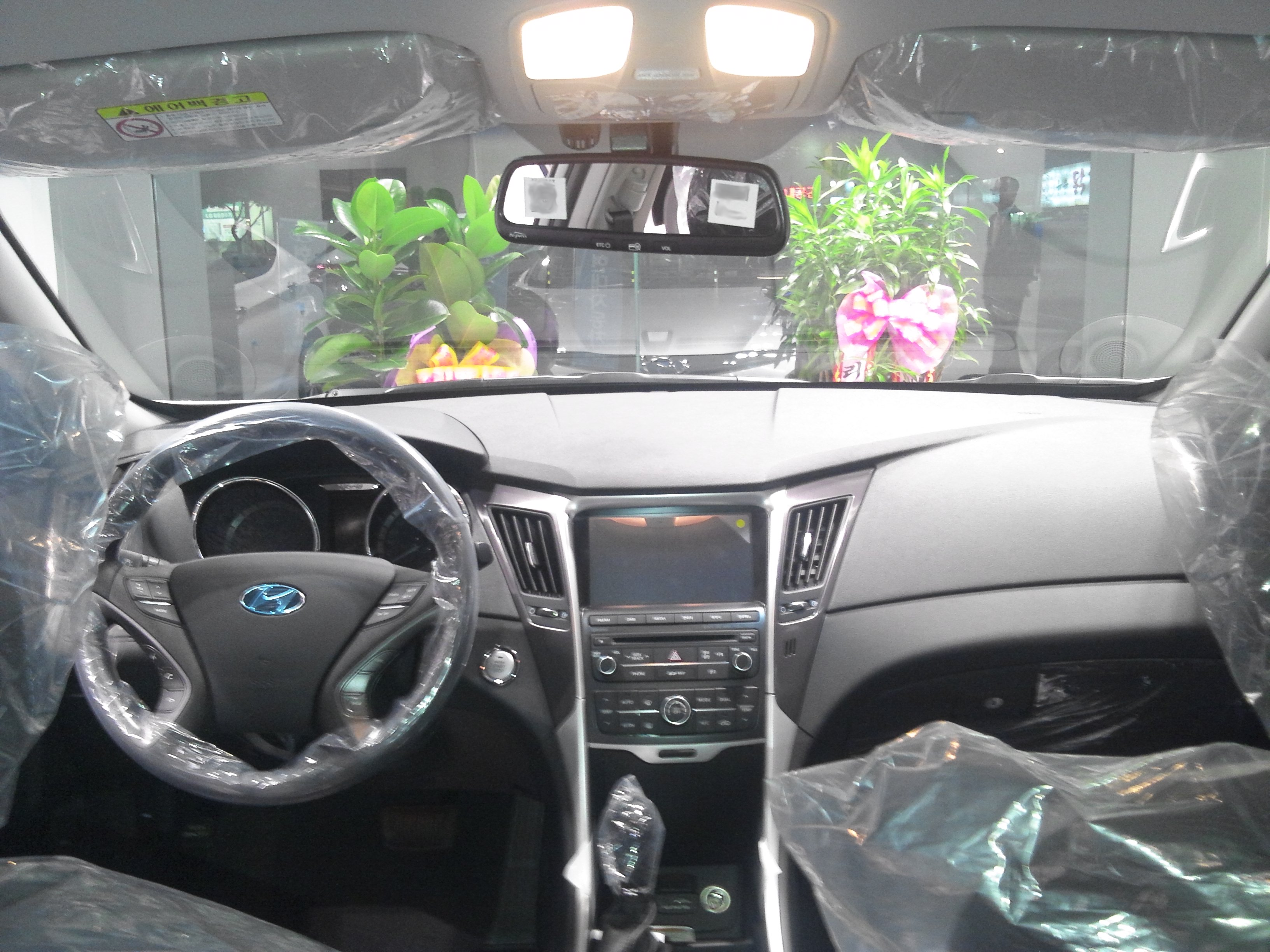
현대 쏘나타 하이브리드 (후기형) 실내

#### 라인업
| 구분              | 2.0ℓ 가솔린+전기                                                 |
| ----------------- | ---------------------------------------------------------------- |
| 쏘나타 하이브리드 | 스마트 프리미어(이후 모던으로 변경) 로얄(이후 프리미엄으로 변경) |

#### 제원
| 구분                    | 2.0ℓ 누우 MPI                                                        |
| ----------------------- | -------------------------------------------------------------------- |
| 전장 (mm)               | 4,820                                                                |
| 전폭 (mm)               | 1,835                                                                |
| 전고 (mm)               | 1,470                                                                |
| 축거 (mm)               | 2,795                                                                |
| 윤거 (전, mm)           | 1,591(R17)                                                           |
| 윤거 (후, mm)           | 1,591(R17)                                                           |
| 승차 정원               | 5명                                                                  |
| 변속기                  | 자동 6단                                                             |
| 구동 형식               | 전륜 구동                                                            |
| 엔진 형식               | G4NE                                                                 |
| 연료                    | 가솔린+전기                                                          |
| 배기량 (cc)             | 1,999                                                                |
| 최고 출력 (ps/rpm)      | 150/6,000                                                            |
| 최대 토크 (kg*m/rpm)    | 18.3/5,000                                                           |
| 모터 최고 출력 (kw/rpm) | 30 (이후 35로 변경)                                                  |
| 모터 최대 토크 (nm/rpm) | 205                                                                  |
| 연료 탱크 용량 (ℓ)      | 65                                                                   |
| 요소수 탱크 용량 (ℓ)    | -                                                                    |
| 공차 중량 (kg)          | 1,560(자동 6단)                                                      |
| 연비 (km/ℓ)             | 21.0(자동 6단) (이후 도심 16.3/고속 17.5/복합 16.8(자동 6단)로 변경) |
| Co2 배출량 (g/km)       | 111(자동 6단) (이후 100(자동 6단)로 변경)                            |

## 7세대(LF)

### 쏘나타(2014년3월~2017년3월)

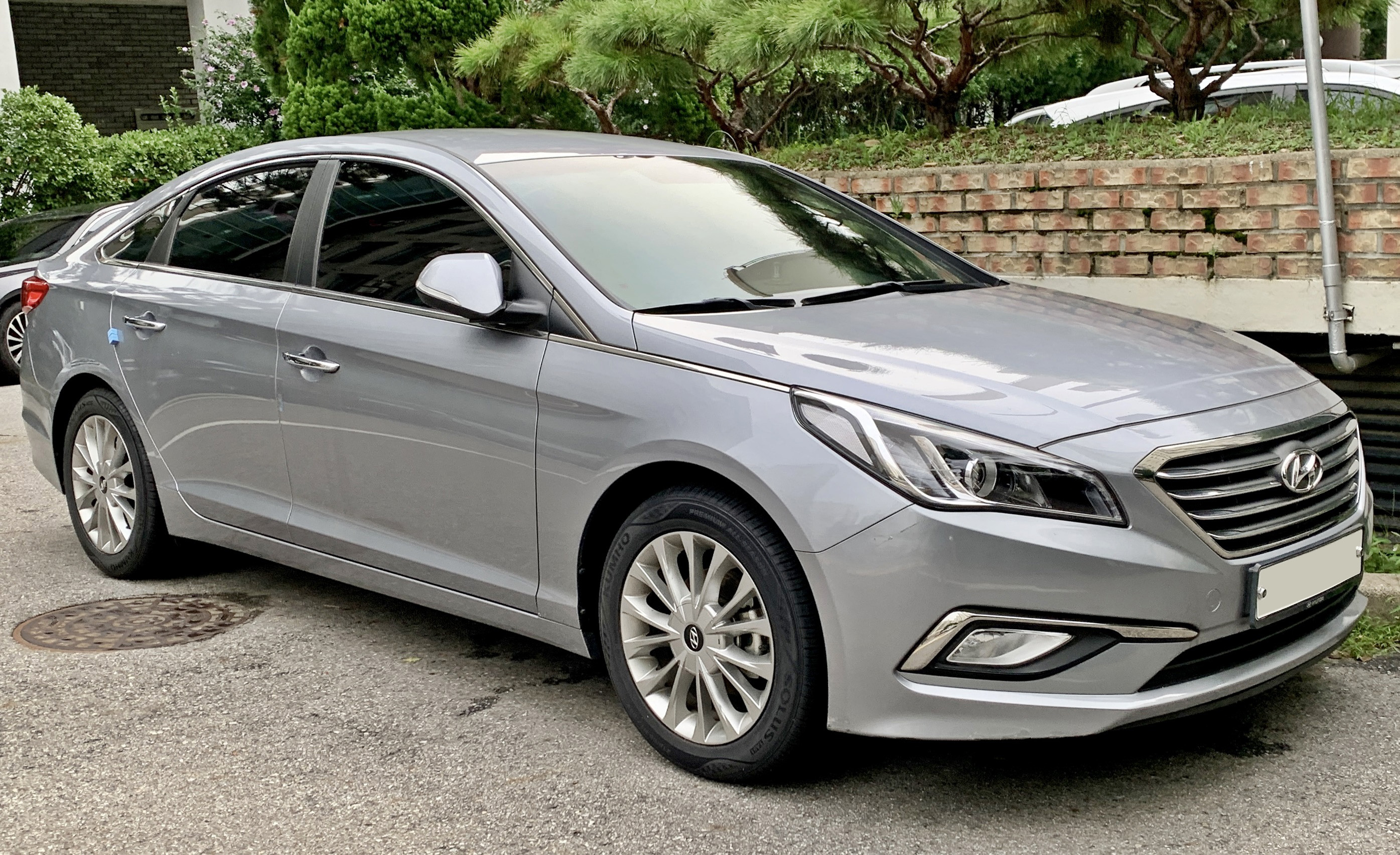
현대 LF 쏘나타 정측면

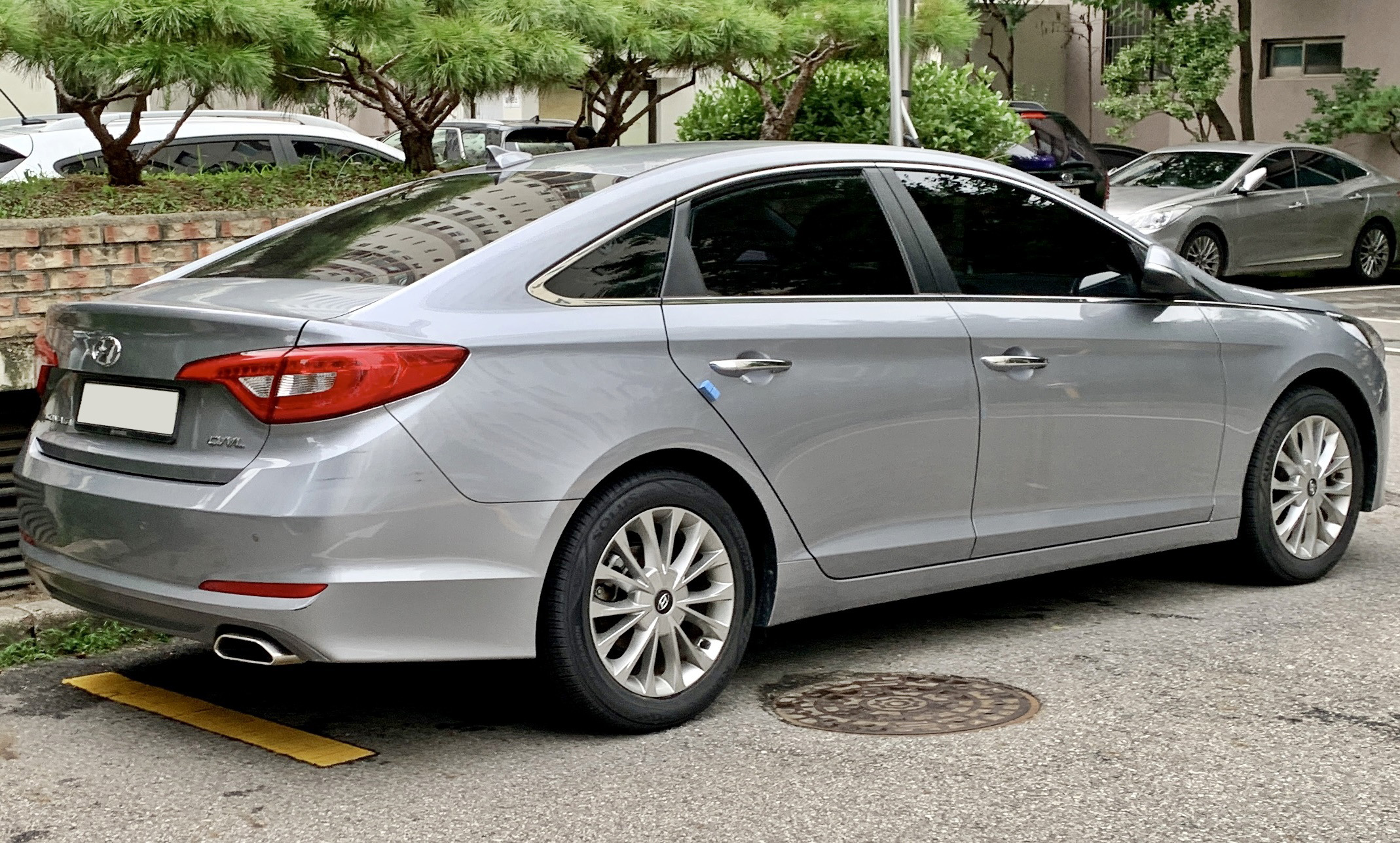
현대 LF 쏘나타 후측면

2014년 3월 24일에 출시되었다. 출시에 앞서 미디어 사전 설명회를 가졌고, 렌더링이 공개되었다. 2세대 제네시스(DH)에 이어 현대자동차의 디자인 철학인 플루이딕 스컬프처 2.0이 두 번째로 반영된 디자인은 한층 절제된 선과 조형을 지녔고, 여기에 7세대를 거치는 동안 축척된 완성도와 자신감을 뜻하는 이너 포스로 명명된 디자인 미학을 더하였다. 당초 복합 연비가 12.6km/ℓ(2.0ℓ 누우 가솔린 엔진, 6단 자동변속기 기준)로 알려졌으나, 정부 인증 절차를 거쳐 12.1km/ℓ로 하향 조정되었다. 실내 공간은 안전성, 직관성, 간결성 등 3대 원칙 기반의 인체 공학적 설계를 통해 운전자가 각종 기능을 안전하게 사용할 수 있도록 구현하였다. 초고장력 강판 비율을 51%로, 차체 구조용 접착제를 119m로 확대하여 안전성과 차체 강성을 향상시켰다. 아울러 운전석 무릎 에어백과 타이어 공기압 경보 장치가 기본으로 적용되었다. 차간 거리 자동 조절과 자동 정지 및 재출발 기능을 지원하는 어드밴스드 스마트 크루즈 컨트롤과 차량 충돌 예상시 운전자에게 경보해 긴급 상황에서 피해를 최소화시키는 전방 추돌 경보 시스템이 대한민국산 중형차 최초로 적용되었다. 2015년 2월 11일은 2.4ℓ 세타 Ⅱ 가솔린 직분사 엔진보다 최고 출력은 27%, 최대 토크는 43% 높은 2.0ℓ 세타 Ⅱ 가솔린 직분사 터보 엔진이 추가되었다. 최대 토크 영역은 1350rpm으로 낮추었으며, 복합 연비는 이전보다 5% 향상된 10.8km/ℓ이다. 전용 라디에이터 그릴과 하단 매쉬 타입 범퍼, 리어 스포일러, 듀얼 머플러, D컷 스티어링 휠, 패들 쉬프트 등으로 차별화를 꾀하였다. 같은 해 7월 2일에 선보인 2016년형은 1.6ℓ 감마 가솔린 직분사 터보 엔진과 유로 6 기준을 충족시키는 1.7ℓ U Ⅱ 디젤 엔진이 더해지고, LED 주간 주행등 신규 적용, 서스펜션에 알루미늄 재질 적용, 패키지 옵션 최소화, 편의 사양 개선 등의 변화를 이뤘다. 또 2.4ℓ 세타 Ⅱ 가솔린 직분사 엔진은 사라졌고, 앞좌석 어드밴스드 에어백이 모든 트림에 신규 적용되었다. 같은 해 8월 23일에는 해외 판매용과 내수 판매용의 안전성에 차이가 있다는 편견을 삭제시키기위하여 미국 판매 사양(앨라배마 공장 생산분)과 대한민국 판매 사양(아산 공장 생산분)의 정면 충돌 테스트가 이루어졌다. 2016년 4월 20일에 선보인 2017년형은 영 패밀리 고객이 선호한 편의 사양이 적용된 케어 플러스 트림이 신설되었고, 1.6ℓ 감마 가솔린 직분사 터보 엔진 장착 사양에는 튜닝 서스펜션과 듀얼 머플러 등으로 구성된 스포츠 패키지를 선택할 수 있도록 하였다. 같은 해 7월 1일에는 앞좌석 통풍 시트, 듀얼 풀 오토 에어컨, 오토 디포깅 시스템, 클러스터 이오나이저, 전면 자외선 차단 유리 등이 적용된 썸머 스페셜 트림이 선보였다. 썸머 스페셜 트림은 1.6ℓ 감마 가솔린 직분사 터보 엔진이 장착되었으며, 7월부터 10월까지 4개월 동안만 판매되었다. 11월 1일은 열선 스티어링 휠과 뒷좌석 열선 시트, 김 서림을 자동으로 제거해준 오토 디포깅 시스템 등이 적용된 윈터 스페셜 트림이 추가되었다. 택시는 2019년 1월에 단종되었다.
IIHS (미국 고속도로 안전보험 협회) 평가 결과:Good

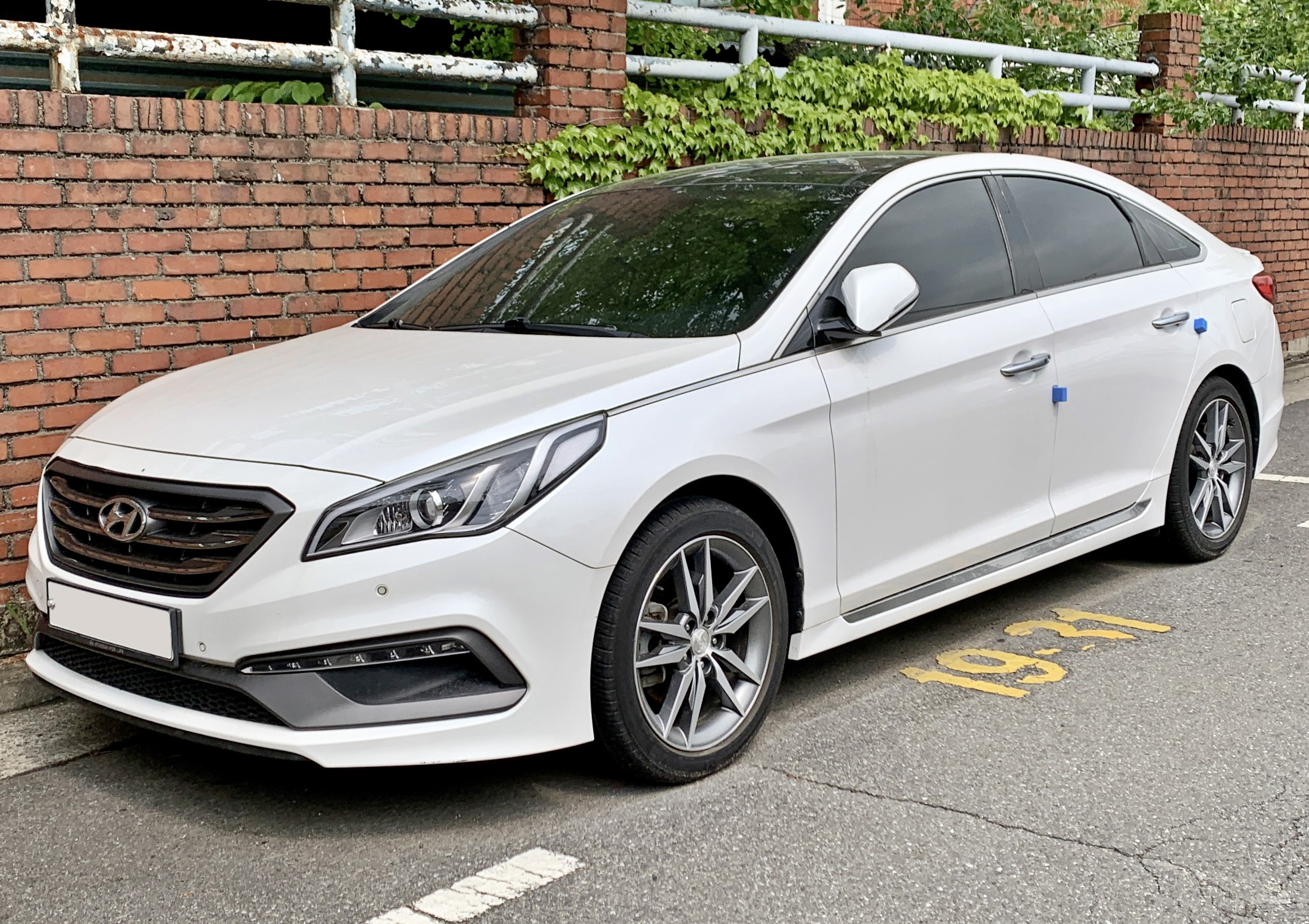
현대 쏘나타 터보 (2.0ℓ) 정측면
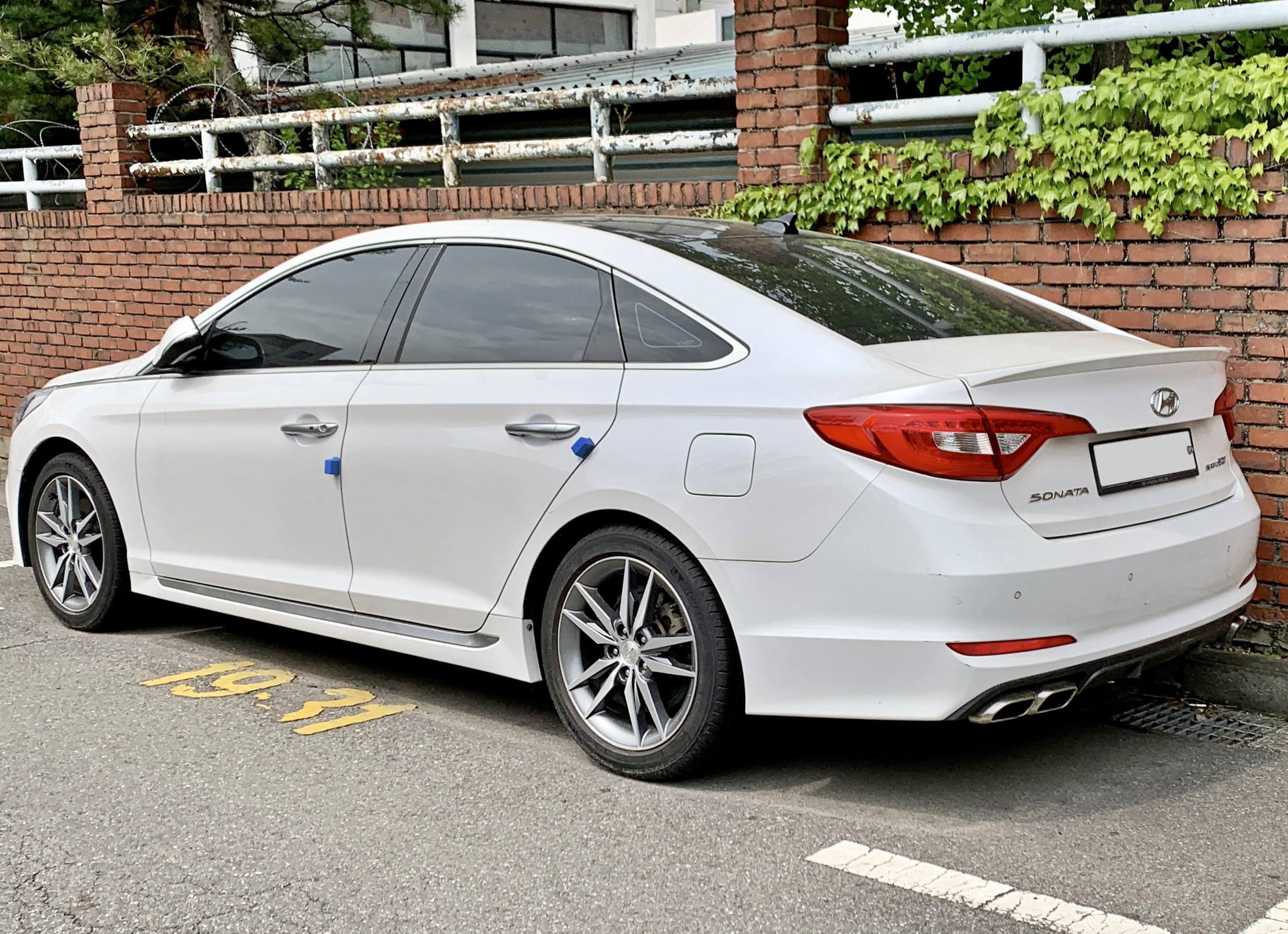
현대 쏘나타 터보 (2.0ℓ) 후측면

#### 라인업
| 구분   | 2.0ℓ LPG (장애인용) | 2.0ℓ LPG (렌터카)                                    | 2.0ℓ LPG (택시)                  | 1.7ℓ 디젤                                                       | 1.6ℓ 가솔린 터보                                                                                                  | 2.0ℓ 가솔린 | 2.0ℓ 가솔린 터보                | 2.4ℓ 가솔린                 |
| ------ | ------------------- | ---------------------------------------------------- | -------------------------------- | --------------------------------------------------------------- | --- | --- | ------------------------------- | --------------------------- |
| 쏘나타 | LPI 스마트 LPI 모던 | LPI 스마트 LPI 모던 LPI 프리미엄 LPI 프리미엄 스페셜 | LPI 스타일 LPI 모던 LPI 프리미엄 | e-VGT 스타일 e-VGT 케어 플러스 e-VGT 스마트 e-VGT 스마트 스페셜 | T-GDI 스타일 T-GDI 썸머 스페셜 T-GDI 윈터 스페셜 T-GDI 스마트 T-GDI 스마트 스페셜 T-GDI 와일드 버건디(300대 한정) | CVVL 스타일 CVVL 스타일 스페셜 CVVL 케어 플러스 CVVL 스마트 CVVL 스마트 스페셜 CVVL 프리미엄 CVVL 프리미엄 스페셜 | T-GDI 스마트 T-GDI 익스클루시브 | GDI 스타일 GDI 익스클루시브 |

#### 와일드 버건디 트림
2015년 11월 4일에는 출시 30주년을 기념해 선보인 와일드 버건디 트림이 300대 한정 판매에 들어갔다. 와일드 버건디 트림은 1.6ℓ 감마 가솔린 직분사 터보 엔진을 달고, 30주년 엠블럼과 전용 18인치 알루미늄 휠, 도어 스커프에 각인된 일렬 번호 등으로 특별함을 더했다. 외장 색상은 아이스 화이트, 내장 색상은 버건디와 코퍼로 판매된다.

#### 제원
| 구분                 | 1.6ℓ 감마 GDI 터보 | 1.7ℓ U Ⅱ VGT | 2.0ℓ 누우 MPI (16/17인치 휠)                                                | 2.0ℓ 누우 MPI (18인치 휠)                                                                                  | 2.0ℓ 누우 LPI | 2.0ℓ 세타 Ⅱ GDI 터보         | 2.4ℓ 세타 Ⅱ GDI                  |
| -------------------- | --- | --- | --------------------------------------------------------------------------- | --- | --- | ---------------------------- | -------------------------------- |
| 전장 (mm)            | 4,855 | 4,855 | 4,855                                                                       | 4,855 | 4,855 | 4,855                        | 4,855                            |
| 전폭 (mm)            | 1,865 | 1,865 | 1,865                                                                       | 1,865 | 1,865 | 1,865                        | 1,865                            |
| 전고 (mm)            | 1,475 | 1,475 | 1,475                                                                       | 1,475 | 1,475 1,485(렌터카, 택시) | 1,475                        | 1,475                            |
| 축거 (mm)            | 2,805 | 2,805 | 2,805                                                                       | 2,805 | 2,805 | 2,805                        | 2,805                            |
| 윤거 (전, mm)        | 1,614(R16) 1,602(R17) 1,597(R18) | 1,614(R16) 1,602(R17) 1,597(R18)                                                                                             | 1,614(R16) 1,602(R17)                                                       | 1,597(R18)                                                                                                 | 1,614(R16) 1,602(R17) | 1,597(R18)                   | 1,614(R16) 1,602(R17) 1,597(R18) |
| 윤거 (후, mm)        | 1,621(R16) 1,609(R17) 1,604(R18) | 1,621(R16) 1,609(R17) 1,604(R18)                                                                                             | 1,621(R16) 1,609(R17)                                                       | 1,604(R18)                                                                                                 | 1,621(R16) 1,609(R17) | 1,604(R18)                   | 1,621(R16) 1,609(R17) 1,604(R18) |
| 승차 정원            | 5명 | 5명 | 5명                                                                         | 5명 | 5명 | 5명                          | 5명                              |
| 변속기               | 듀얼 클러치 자동 7단 | 듀얼 클러치 자동 7단 | 자동 6단                                                                    | 자동 6단                                                                                                   | 수동 6단 자동 6단 | 자동 6단                     | 자동 6단                         |
| 구동 형식            | 전륜 구동 | 전륜 구동 | 전륜 구동                                                                   | 전륜 구동                                                                                                  | 전륜 구동 | 전륜 구동                    | 전륜 구동                        |
| 엔진 형식            | G4FJ | D4FD | G4ND                                                                        | G4ND | L4NA | G4KH                         | G4KJ                             |
| 연료                 | 가솔린 | 디젤 | 가솔린                                                                      | 가솔린 | LPG | 가솔린                       | 가솔린                           |
| 배기량 (cc)          | 1,591 | 1,685 | 1,999                                                                       | 1,999 | 1,999 | 1,998                        | 2,359                            |
| 최고 출력 (ps/rpm)   | 180/5,500 | 141/4,000 | 168/6,500                                                                   | 168/6,500                                                                                                  | 153/6,200(수동 6단)/ 151/6,200(자동 6단)                                                                                        | 245/6,000                    | 193/6,000                        |
| 최대 토크 (kg*m/rpm) | 27.0/1,500~4,500 | 34.7/1,750~2,500 | 20.5/4,800                                                                  | 20.5/4,800                                                                                                 | 20.0/4,200(수동 6단)/ 19.8/4,200(자동 6단)                                                                                      | 36.0/1,350~4,000             | 25.2/4,000                       |
| 연료 탱크 용량 (ℓ)   | 70 | 70 | 70                                                                          | 70 | 72 | 70                           | 70                               |
| 요소수 탱크 용량 (ℓ) | - | - | -                                                                           | - | - | -                            | -                                |
| 공차 중량 (kg)       | 1,455(16인치 휠)/ 1,465(17인치 휠)/ 1,475(18인치 휠)/ 1,530(18인치 휠 와일드 버건디)                                                                                                 | 1,510(16인치 휠)/ 1,520(17인치 휠)/ 1,530(18인치 휠)                                                                         | 1,460 (이후 1,470으로 변경)                                                 | 1,479 (이후 1,470, 1,479로 변경)                                                                           | 1,450(수동 6단)/ 1,465(자동 6단)/ 1,465(자동 6단 ISG 장착시)                                                                    | 1,570                        | 1,575                            |
| 연비 (km/ℓ)          | 도심 11.9/고속 15.9/복합 13.4(16인치 휠)/ 도심 11.6/고속 15.6/복합 13.1(17인치 휠)/ 도심 11.3/고속 14.9/복합 12.7(18인치 휠)/ 도심 10.8/고속 13.8/복합 12.0(18인치 휠 와일드 버건디) | 도심 15.5/고속 18.7/복합 16.8(16인치 휠)/ 도심 15.3/고속 18.3/복합 16.5(17인치 휠)/ 도심 14.8/고속 17.8/복합 16.0(18인치 휠) | 도심 10.5/고속 14.8/복합 12.1 (이후 도심 11.0/고속 15.2/복합 12.6으로 변경) | 도심 10.0/고속 14.4/복합 11.6 (이후 도심 10.7/고속 14.1/복합 12.0, 도심 10.5/고속 14.5/복합 12.0으로 변경) | 도심 9.2/고속 11.5/복합 10.1(수동 6단)/ 도심 8.3/고속 11.7/복합 9.6(자동 6단)/ 도심 8.6/고속 11.6/복합 9.8(자동 6단 ISG 장착시) | 도심 9.3/고속 13.2/복합 10.8 | 도심 10.0/고속 14.0/복합 11.5    |
| Co2 배출량 (g/km)    | 129(16인치 휠)/ 132(17인치 휠)/ 137(18인치 휠)/ 146(18인치 휠 와일드 버건디) | 115(16인치 휠)/ 117(17인치 휠)/ 121(18인치 휠)                                                                               | 145 (이후 138으로 변경)                                                     | 151 (이후 145, 146으로 변경)                                                                               | 132(수동 6단)/ 140(자동 6단)/ 137(자동 6단 ISG 장착시)                                                                          | 164                          | 152                              |

### 쏘나타 하이브리드(2014년12월~2017년5월)

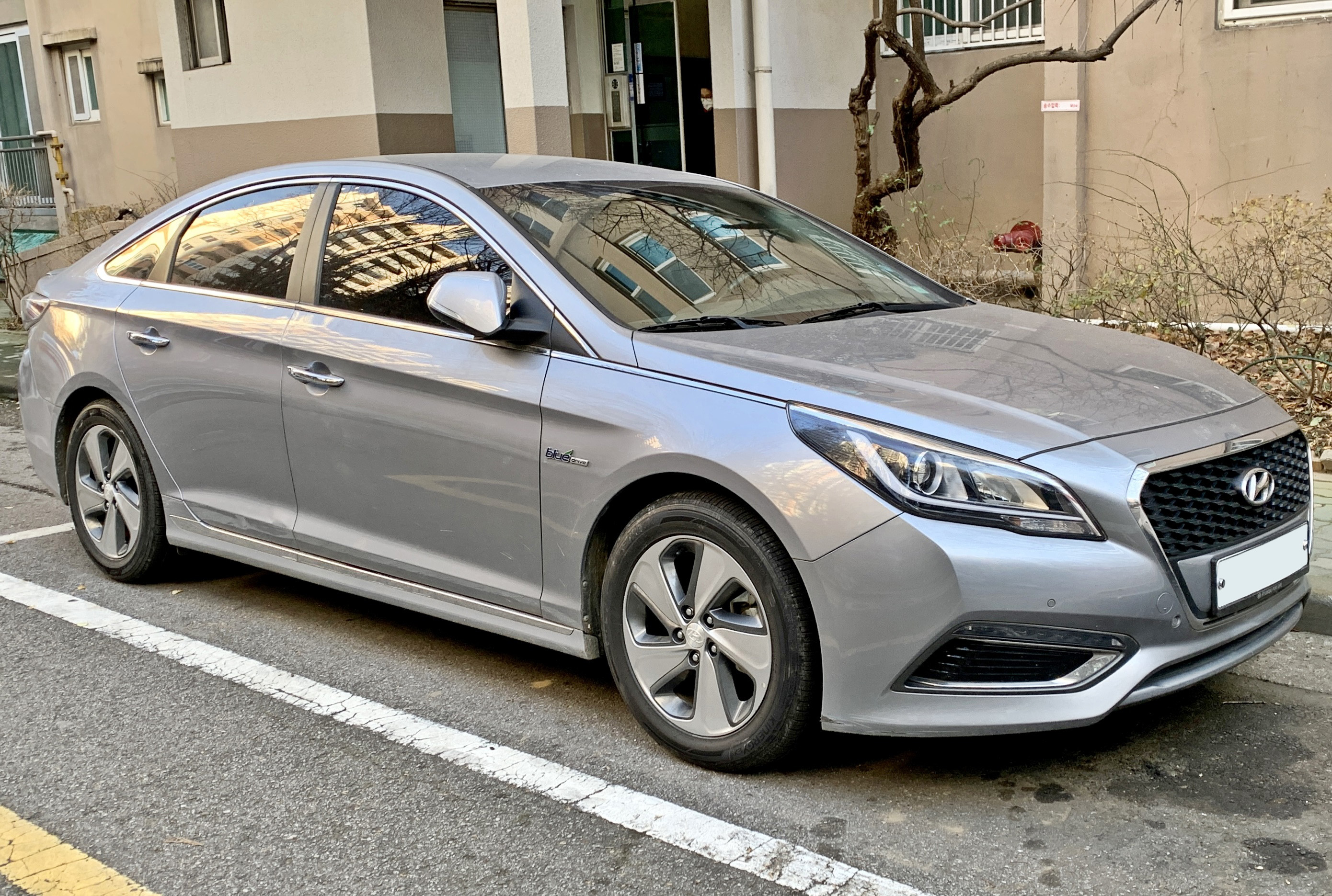
현대 쏘나타 하이브리드 정측면

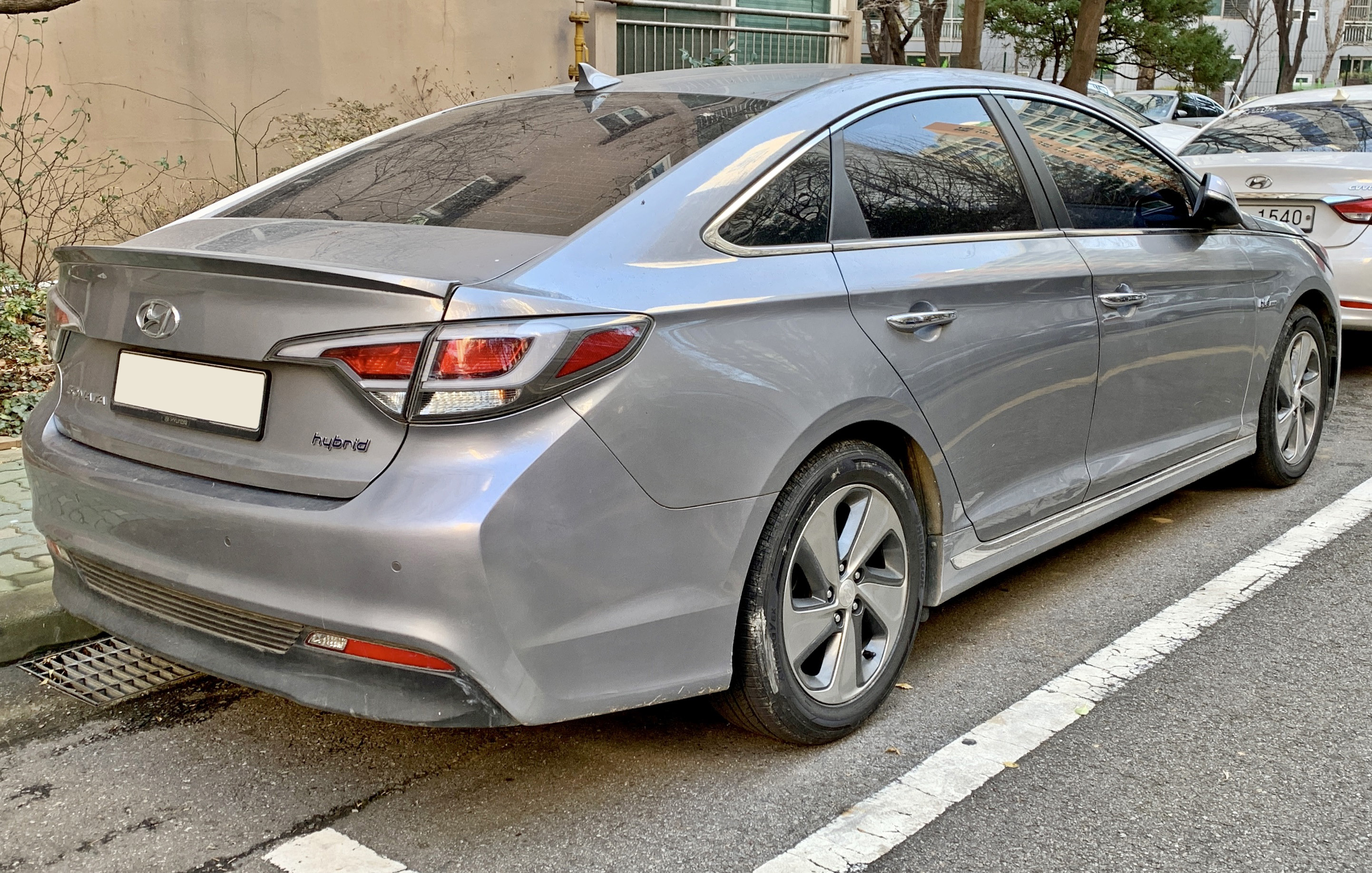
현대 쏘나타 하이브리드 후측면

2014년 12월 16일에 출시되었다. 2.0ℓ 누우 가솔린 직분사 엔진에 38kw급 하드 타입 전기 모터가 결합되었고, 실용 영역 rpm대에서 출력과 토크가 개선되었다. 스포츠 주행 모드가 추가되었고, 동력 배분과 회생 제동 시스템의 효율 개선을 통해 복합 연비 18.2km/ℓ(16인치 타이어 기준)를 달성하였다. 변속기에 고전압 단독 구동형 전동식 오일 펌프가 적용되어 기존 기계식 오일 펌프 사용으로 발생된 기계적 동력 손실을 최소화하였다. 플루이딕 스컬프처 2.0이 적용된 디자인에 새로운 형상의 헤드 램프와 입체감 넘치는 테일 램프, 휠 아치에 있는 에어 커튼과 지능형 공기 유입 제어 장치 등이 적용되어 기존 쏘나타와 차별화함과 동시에 공력 성능과 연비 효율을 높였다. 아울러 공기 저항 계수(Cd)는 0.24를 기록하여 공기 저항을 대폭 낮추었다. 배터리 위치를 기존의 스페어 타이어 공간으로 옮겨 트렁크 공간을 넓혔다. 2016년 4월 20일에 선보인 2017년형은 HID 헤드 램프와 스마트 후측방 경보 시스템이 적용된 모던 스페셜 트림과 프리미엄 스페셜 트림이 신설되었고, 앞좌석 어드밴스드 에어백이 모든 트림에 신규 적용되었다.

#### 라인업
| 구분              | 2.0ℓ 가솔린+전기                                 |
| ----------------- | ------------------------------------------------ |
| 쏘나타 하이브리드 | 스마트 모던 모던 스페셜 프리미엄 프리미엄 스페셜 |

#### 제원
| 구분                    | 2.0ℓ 누우 GDI (16인치 타이어) | 2.0ℓ 누우 GDI (17인치 타이어) |
| ----------------------- | ----------------------------- | ----------------------------- |
| 전장 (mm)               | 4,855                         | 4,855                         |
| 전폭 (mm)               | 1,865                         | 1,865                         |
| 전고 (mm)               | 1,475                         | 1,475                         |
| 축거 (mm)               | 2,805                         | 2,805                         |
| 윤거 (전, mm)           | 1,614(R16)                    | 1,602(R17)                    |
| 윤거 (후, mm)           | 1,621(R16)                    | 1,609(R17)                    |
| 승차 정원               | 5명                           | 5명                           |
| 변속기                  | 자동 6단                      | 자동 6단                      |
| 구동 형식               | 전륜 구동                     | 전륜 구동                     |
| 엔진 형식               | G4NG                          | G4NG                          |
| 연료                    | 가솔린+전기                   | 가솔린+전기                   |
| 배기량 (cc)             | 1,999                         | 1,999                         |
| 최고 출력 (ps/rpm)      | 156/6,000                     | 156/6,000                     |
| 최대 토크 (kg*m/rpm)    | 19.3/5,000                    | 19.3/5,000                    |
| 모터 최고 출력 (kw/rpm) | 38(51ps)/1,770~2,000          | 38(51ps)/1,770~2,000          |
| 모터 최대 토크 (nm/rpm) | 205(20.9kg*m)/1,770           | 205(20.9kg*m)/1,770           |
| 연료 탱크 용량 (ℓ)      | 60                            | 60                            |
| 요소수 탱크 용량 (ℓ)    | -                             | -                             |
| 공차 중량 (kg)          | 1,585                         | 1,595                         |
| 연비 (km/ℓ)             | 도심 17.7/고속 19.0/복합 18.2 | 도심 17.2/고속 18.4/복합 17.7 |
| Co2 배출량 (g/km)       | 91                            | 94                            |

### 쏘나타플러그인 하이브리드(2015년7월~2017년7월)

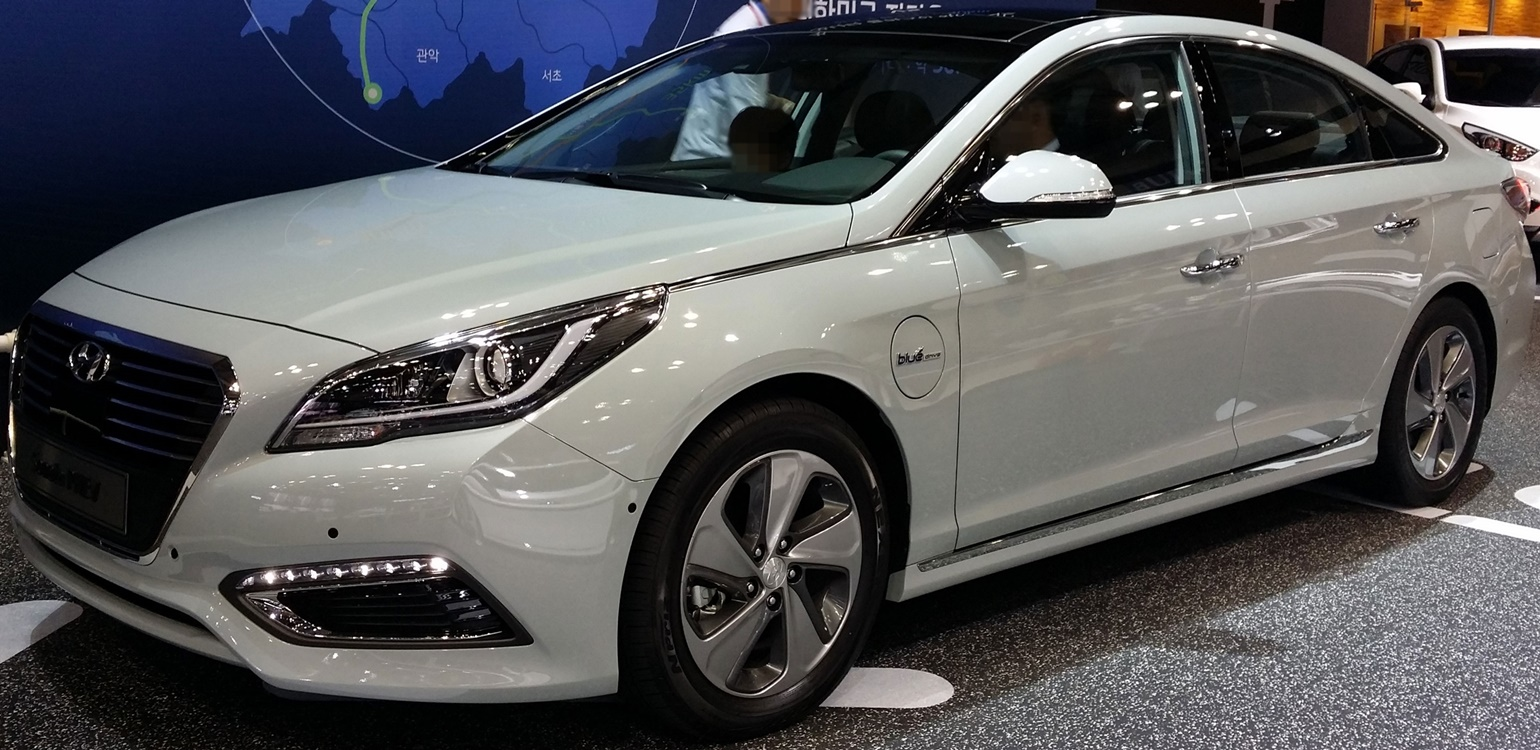
현대 쏘나타 플러그인 하이브리드 정측면

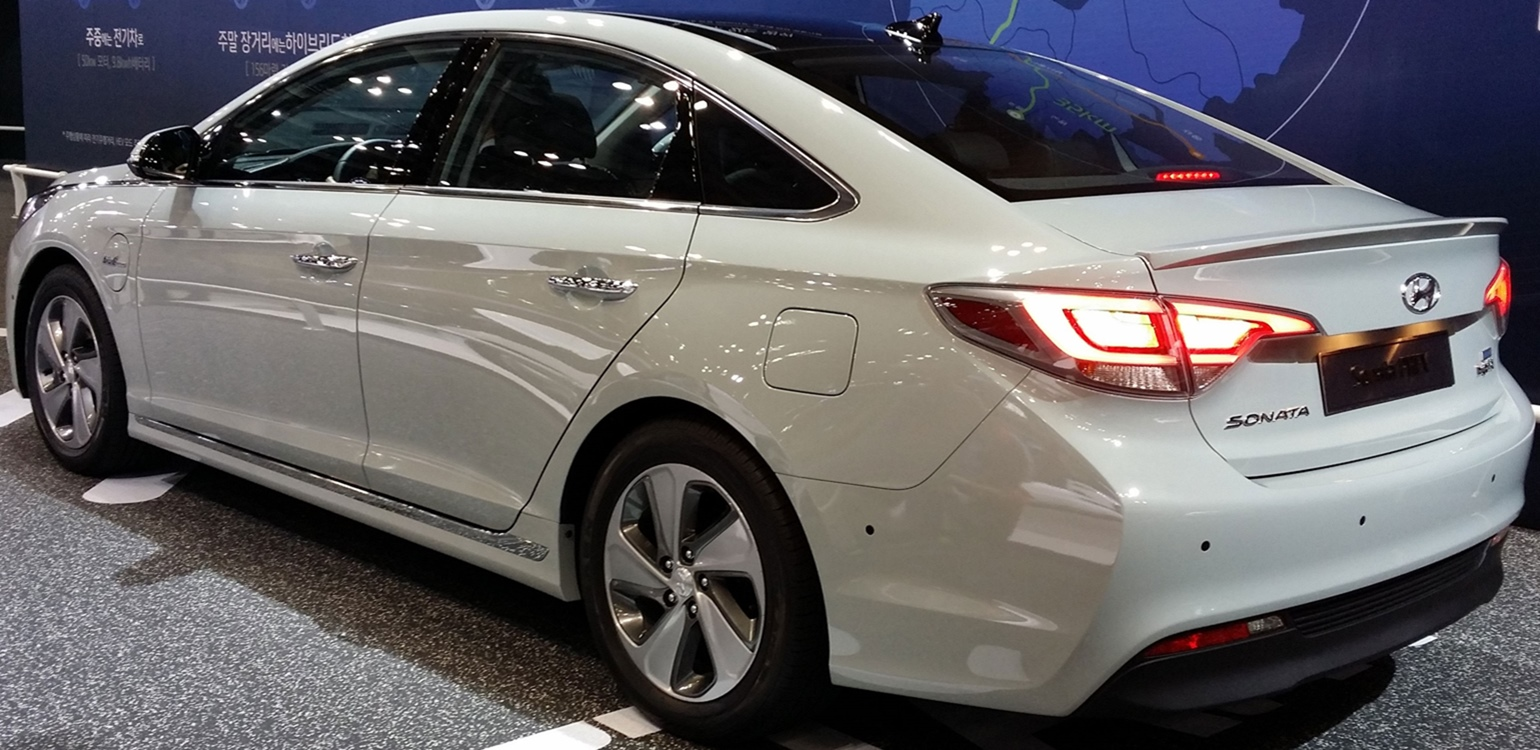
현대 쏘나타 플러그인 하이브리드 후측면

2015년 7월 2일에 출시되었다. 대한민국산 자동차 최초의 플러그인 하이브리드 차량으로, 하이브리드 시스템에 전기차 기능을 더한 점이 특징이다. 가정용 전기 콘센트로 부족한 전기를 충전할 수 있고, 1회 충전을 통해 최대 44km의 거리를 전기로만 주행할 수 있다. 스마트폰 전용 애플리케이션을 통하여 원격으로 예약 및 즉시 충전이 가능하고, 충전이 완료되면 통보하는 등 특화 서비스도 제공된다.

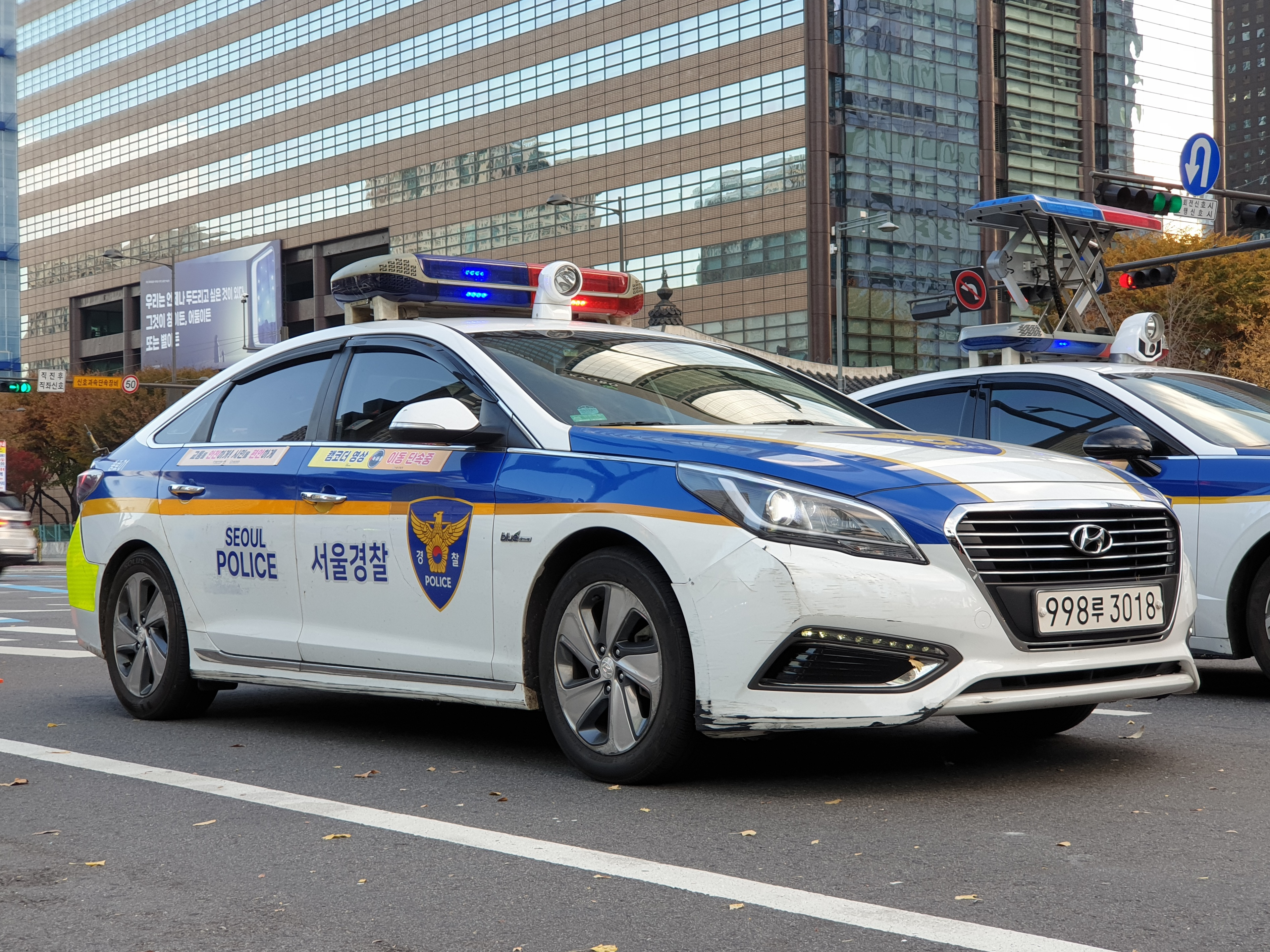
현대 쏘나타 플러그인 하이브리드 경찰차 정측면
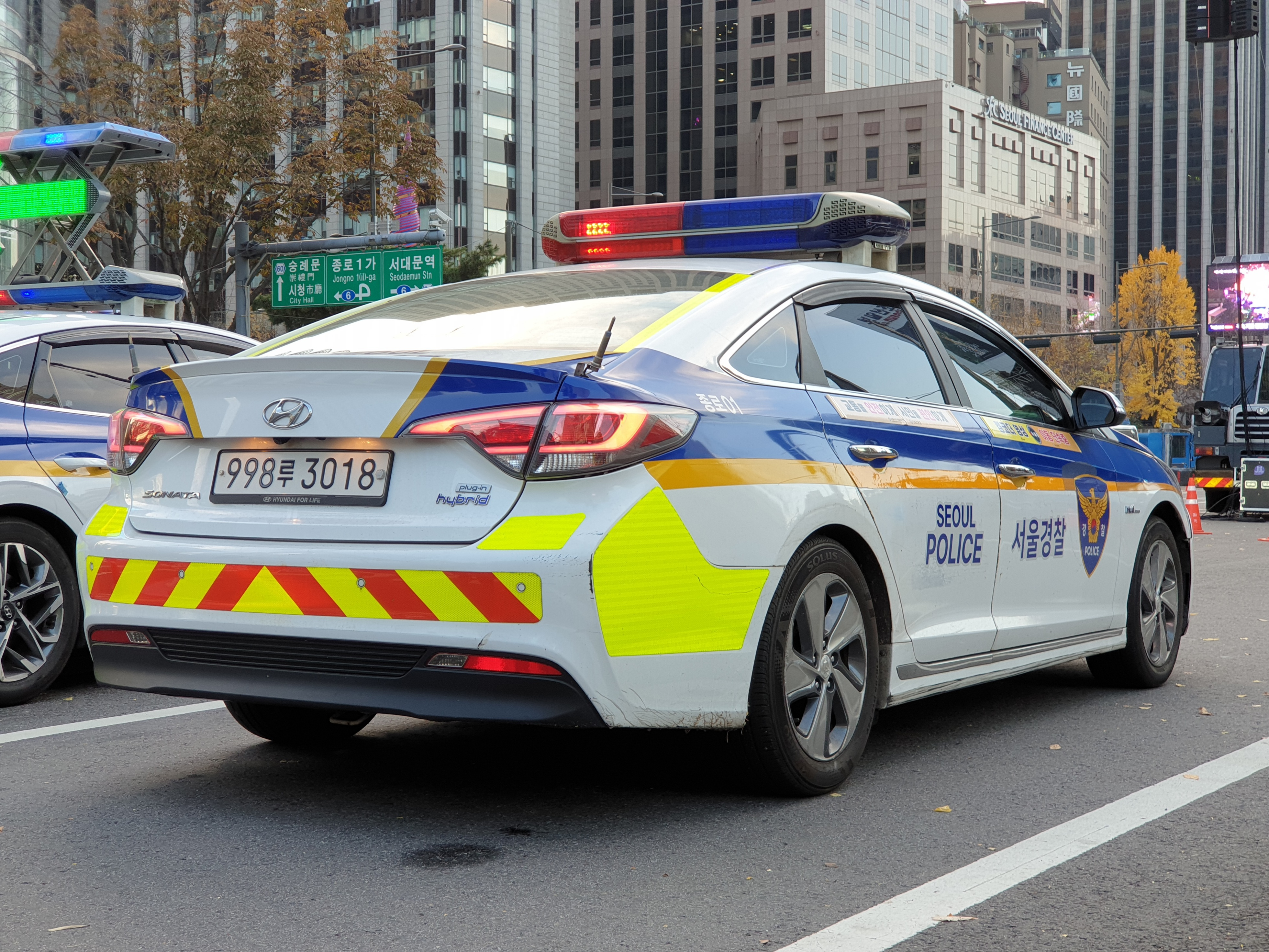
현대 쏘나타 플러그인 하이브리드 경찰차 후측면

#### 라인업
| 구분                       | 2.0ℓ 가솔린+전기      |
| -------------------------- | --------------------- |
| 쏘나타 플러그인 하이브리드 | 프리미엄 익스클루시브 |

#### 제원
| 구분                    | 2.0ℓ 누우 GDI                            |       |
| ----------------------- | ---------------------------------------- | ----- |
| 전장 (mm)               | 4,855                                    |       |
| 전폭 (mm)               | 1,865                                    |       |
| 전고 (mm)               | 1,475                                    |       |
| 축거 (mm)               | 2,805                                    |       |
| 윤거 (전, mm)           | 1,602(R17)                               |       |
| 윤거 (후, mm)           | 1,609(R17)                               |       |
| 승차 정원               | 5명                                      |       |
| 변속기                  | 자동 6단                                 |       |
| 구동 형식               | 전륜 구동                                |       |
| 엔진 형식               | G4NG                                     |       |
| 연료                    | 가솔린+전기                              |       |
| 배기량 (cc)             | 1,999                                    | 1,999 |
| 최고 출력 (ps/rpm)      | 156/6,000                                |       |
| 최대 토크 (kg*m/rpm)    | 19.3/5,000                               |       |
| 모터 최고 출력 (kw/rpm) | 50(68ps)/2,330~3,300                     |       |
| 모터 최대 토크 (nm/rpm) | 205(20.9kg*m)/0~2,330                    |       |
| 연료 탱크 용량 (ℓ)      | 55                                       |       |
| 요소수 탱크 용량 (ℓ)    | -                                        |       |
| 공차 중량 (kg)          | 1,725(17인치 휠)                         |       |
| 연비 (km/ℓ)             | 도심 16.5/고속 18.2/복합 17.2(17인치 휠) |       |
| 연비 (km/kWh)           | 도심 4.5/고속 4.7/복합 4.6(17인치 휠)    |       |
| Co2 배출량 (g/km)       | 29(17인치 휠)                            |       |

### 쏘나타 뉴 라이즈(2017년3월~2023년7월)

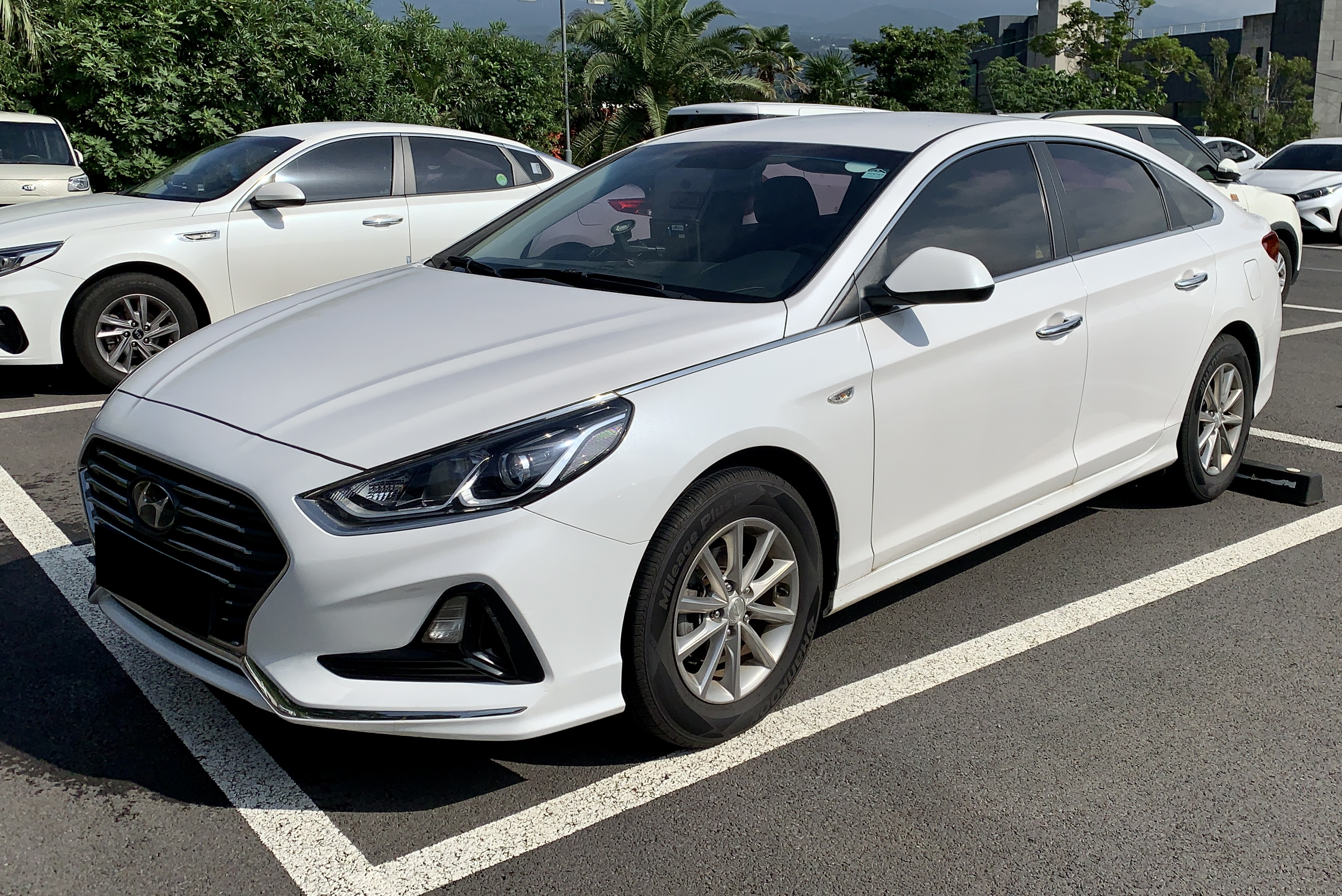
현대 LF 쏘나타 뉴 라이즈 정측면

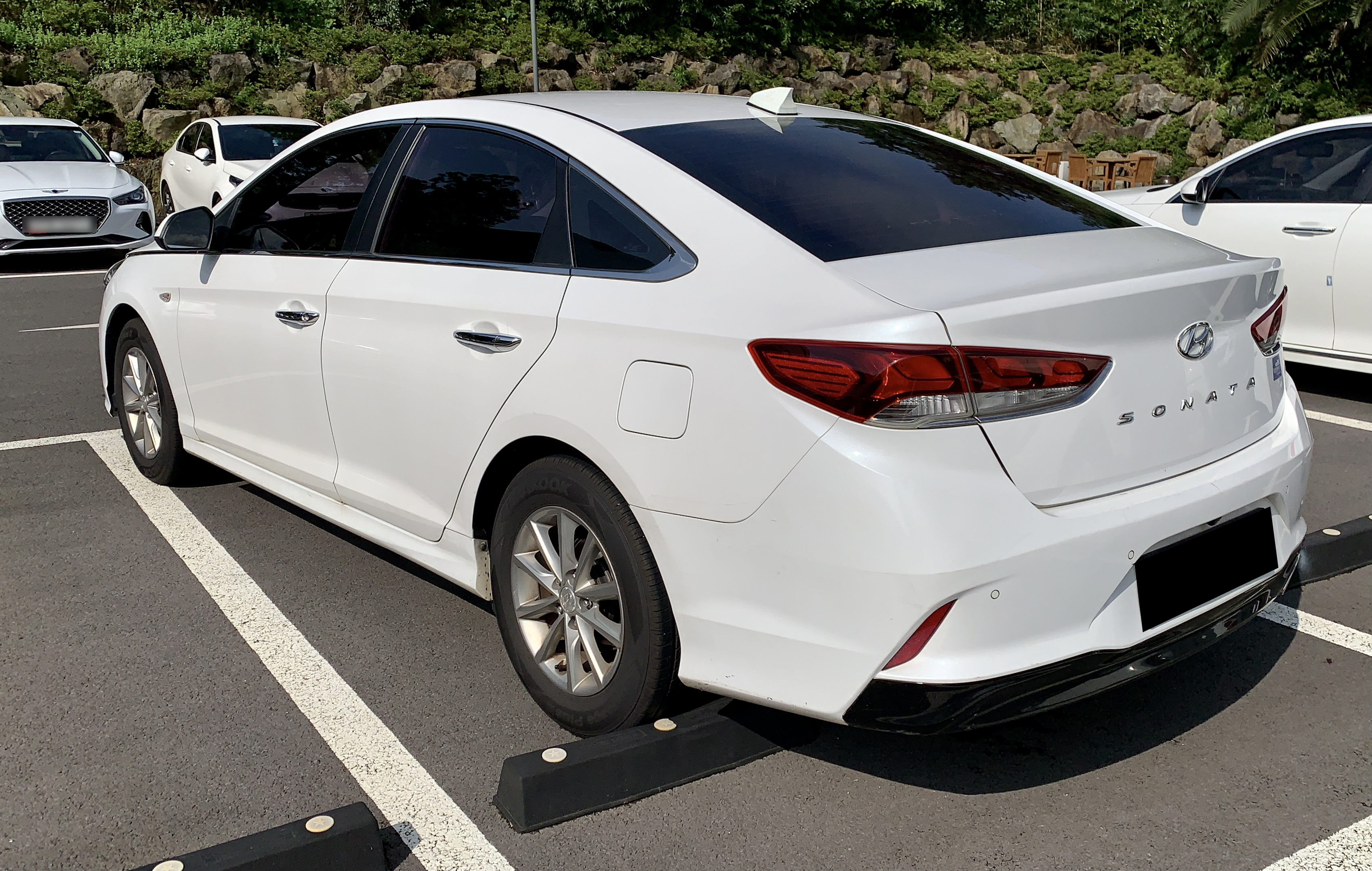
현대 LF 쏘나타 뉴 라이즈 후측면

2017년 3월 8일에 출시됐다. 출시에 앞서 렌더링이 공개됐고, 뉴 라이즈라는 서브 네임이 더해졌다. 단조롭다는 기존 디자인에 대한 평가와 르노삼성 SM6 등 새로운 경쟁 차종의 출시에 따라 상품성 강화를 위하여 페이스 리프트를 단행했다. 현대자동차의 패밀리 룩인 대형 캐스캐이딩 라디에이터 그릴이 적용되었고, 공력 성능 향상을 위한 에어 커튼을 세로로 배치된 주간 주행등 옆에 달았다. 뒷 번호판의 위치가 테일 게이트에서 범퍼로 옮겨졌다. 주행 조향 보조 시스템, 부주의 운전 경보 시스템, 다이나믹 벤딩 라이트, 어드밴스드 스마트 크루즈 컨트롤, 자동 긴급 제동 시스템 등을 하나로 묶은 현대 스마트 센스가 새로 적용됐다. 이 외에도 주행 중 후방 영상 디스플레이와 공기 청정 모드도 새로 적용되어 편의성을 높였다. 같은 해 12월 1일은 12월에만 한정 판매되는 커스텀 핏이 선보였는데, 현대자동차의 대표 고객 참여형 소통 프로그램인 H-옴부즈맨을 통하여 오픈 이노베이션 방식으로 개발됐다. 대한민국에서 고객이 직접 차량에 대한 아이디어를 제시하고, 해당 아이디어가 채택되어 실제로 판매되기까지의 과정으로는 첫 시도다.
2018년 8월은 판매 부진과 각종 환경 규제로 인하여 1.7ℓ U Ⅱ 디젤 엔진이 단종됐다.
8세대 모델이 나온 후에는 택시로만 생산하다가, 수익성과 부품 수급 문제 등을 이유로 현대자동차가 2023년 7월에 아산공장에서 단산시켰다. 이에 따라 현대자동차가 직접 생산하는 LPG 택시는 그랜저 GN7 V6 3.5 DOHC LPG만 남았다. 또한 개인 및 법인택시 사업자들의 발주를 받은 상태에서 일방적으로 단산시키는 바람에 택시사업자들이 강하게 반발했고, 심지어 택시 대차 시기를 놓쳐서 휴업을 신청한 사업자가 발생할 정도로 후폭풍이 컸다.

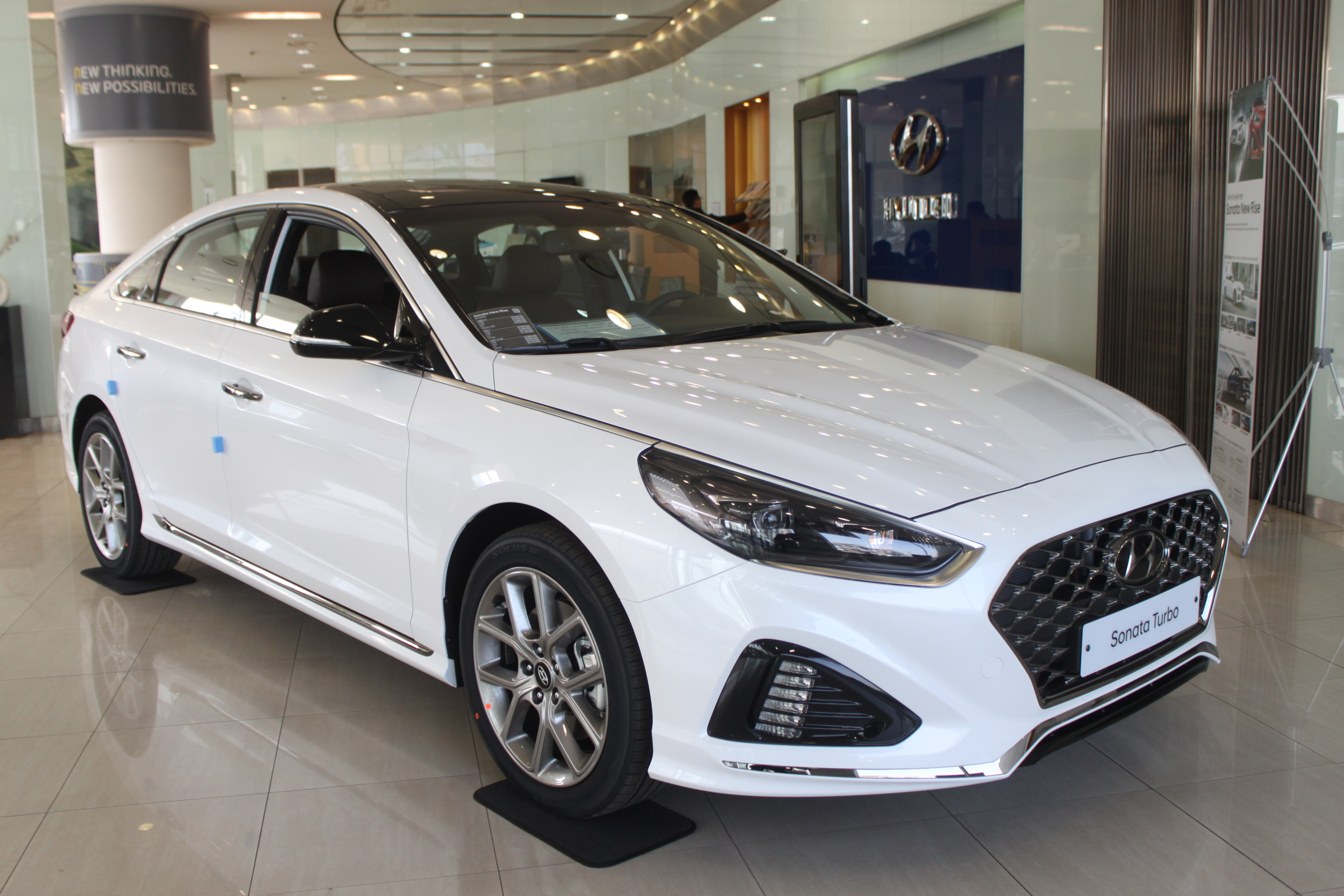
현대 쏘나타 터보 (2.0ℓ) 정측면
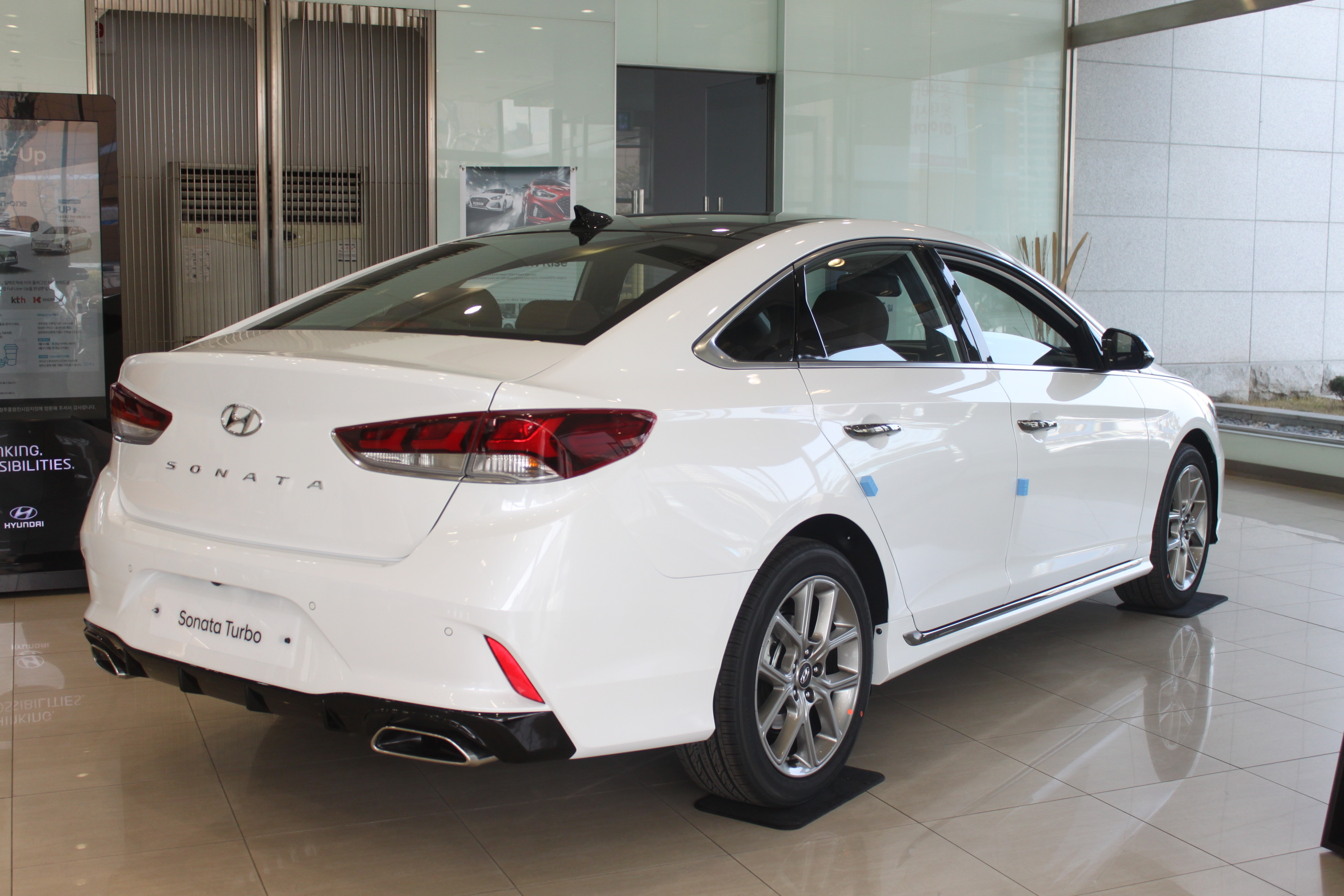
현대 쏘나타 터보 (2.0ℓ) 후측면

#### 라인업
| 구분             | 2.0ℓ LPG (장애인용) | 2.0ℓ LPG (렌터카)    | 2.0ℓ LPG (택시)      | 1.7ℓ 디젤                   | 1.6ℓ 가솔린 터보                                              | 2.0ℓ 가솔린                        | 2.0ℓ 가솔린 터보    |
| ---------------- | ------------------- | -------------------- | -------------------- | --------------------------- | ------------------------------------------------------------- | ---------------------------------- | ------------------- |
| 쏘나타 뉴 라이즈 | 스마트 모던         | 스타일 모던 프리미엄 | 스타일 모던 프리미엄 | 스타일 스마트 모던 프리미엄 | 스타일 마이 시티 에디션 마이 트립 에디션 스마트 모던 프리미엄 | 스타일 스마트 모던 프리미엄 스페셜 | 스마트 익스클루시브 |

#### 제원
| 구분                 | 1.6ℓ 감마 GDI 터보 | 1.7ℓ U Ⅱ VGT | 2.0ℓ 누우 MPI | 2.0ℓ 누우 LPI                                                                | 2.0ℓ 세타 Ⅱ GDI 터보                    |
| -------------------- | --- | --- | --- | ---------------------------------------------------------------------------- | --------------------------------------- |
| 전장 (mm)            | 4,855 | 4,855 | 4,855 | 4,855                                                                        | 4,855                                   |
| 전폭 (mm)            | 1,865 | 1,865 | 1,865 | 1,865                                                                        | 1,865                                   |
| 전고 (mm)            | 1,475 1,485(렌터카, 택시) | 1,475 1,485(렌터카, 택시) | 1,475 1,485(렌터카, 택시) | 1,475 1,485(렌터카, 택시)                                                    | 1,475                                   |
| 축거 (mm)            | 2,805 | 2,805 | 2,805 | 2,805                                                                        | 2,805                                   |
| 윤거 (전, mm)        | 1,614(R16) 1,602(R17) 1,597(R18)                                                                                             | 1,614(R16) 1,602(R17) 1,597(R18)                                                                                             | 1,614(R16) 1,602(R17) 1,597(R18)                                                                                             | 1,614(R16) 1,602(R17)                                                        | 1,597(R18)                              |
| 윤거 (후, mm)        | 1,621(R16) 1,609(R17) 1,604(R18)                                                                                             | 1,621(R16) 1,609(R17) 1,604(R18)                                                                                             | 1,621(R16) 1,609(R17) 1,604(R18)                                                                                             | 1,621(R16) 1,609(R17)                                                        | 1,604(R18)                              |
| 승차 정원            | 5명 | 5명 | 5명 | 5명                                                                          | 5명                                     |
| 변속기               | 듀얼 클러치 자동 7단 | 듀얼 클러치 자동 7단 | 자동 6단 | 수동 6단 자동 6단                                                            | 자동 8단                                |
| 구동 형식            | 전륜 구동 | 전륜 구동 | 전륜 구동 | 전륜 구동                                                                    |                                         |
| 엔진 형식            | G4FJ | D4FD | G4ND | L4NA                                                                         | G4KH                                    |
| 연료                 | 가솔린 | 디젤 | 가솔린 | LPG                                                                          | 가솔린                                  |
| 배기량 (cc)          | 1,591 | 1,685 | 1,999 | 1,999                                                                        | 1,998                                   |
| 최고 출력 (ps/rpm)   | 180/5,500 | 141/4,000 | 163/6,500 | 153/6,200(수동 6단)/ 151/6,200(자동 6단)                                     | 245/6,000                               |
| 최대 토크 (kg*m/rpm) | 27.0/1,500~4,500 | 34.7/1,750~2,500 | 20.0/4,800 | 20.0/4,200(수동 6단)/ 19.8/4,200(자동 6단)                                   | 36.0/1,350~4,000                        |
| 연료 탱크 용량 (ℓ)   | 70 | 70 | 70 | 72                                                                           | 70                                      |
| 요소수 탱크 용량 (ℓ) | - | - | - | -                                                                            | -                                       |
| 공차 중량 (kg)       | 1,465(16인치 휠)/ 1,475(17인치 휠)/ 1,495(18인치 휠)                                                                         | 1,515(16인치 휠)/ 1,525(17인치 휠)/ 1,535(18인치 휠)                                                                         | 1,450(16인치 휠)/ 1,460(17인치 휠)/ 1,470(18인치 휠)                                                                         | 1,445(수동 6단)/ 1,465(자동 6단)                                             | 1,565(18인치 휠)                        |
| 연비 (km/ℓ)          | 도심 11.5/고속 15.2/복합 13.0(16인치 휠)/ 도심 11.3/고속 15.0/복합 12.8(17인치 휠)/ 도심 11.0/고속 14.3/복합 12.3(18인치 휠) | 도심 15.0/고속 17.8/복합 16.1(16인치 휠)/ 도심 14.7/고속 17.7/복합 15.9(17인치 휠)/ 도심 14.5/고속 17.2/복합 15.6(18인치 휠) | 도심 10.7/고속 15.0/복합 12.3(16인치 휠)/ 도심 10.5/고속 14.6/복합 12.0(17인치 휠)/ 도심 10.2/고속 14.0/복합 11.6(18인치 휠) | 도심 8.7/고속 10.8/복합 9.5(수동 6단)/ 도심 8.3/고속 11.4/복합 9.5(자동 6단) | 도심 9.2/고속 13.1/복합 10.7(18인치 휠) |
| Co2 배출량 (g/km)    | 126(16인치 휠)/ 128(17인치 휠)/ 134(18인치 휠)                                                                               | 116(16인치 휠)/ 118(17인치 휠)/ 120(18인치 휠)                                                                               | 136(16인치 휠)/ 138(17인치 휠)/ 143(18인치 휠)                                                                               | 136(수동 6단)/ 138(자동 6단)                                                 | 156(18인치 휠)                          |

### 쏘나타 뉴 라이즈 하이브리드(2017년5월~2019년5월)

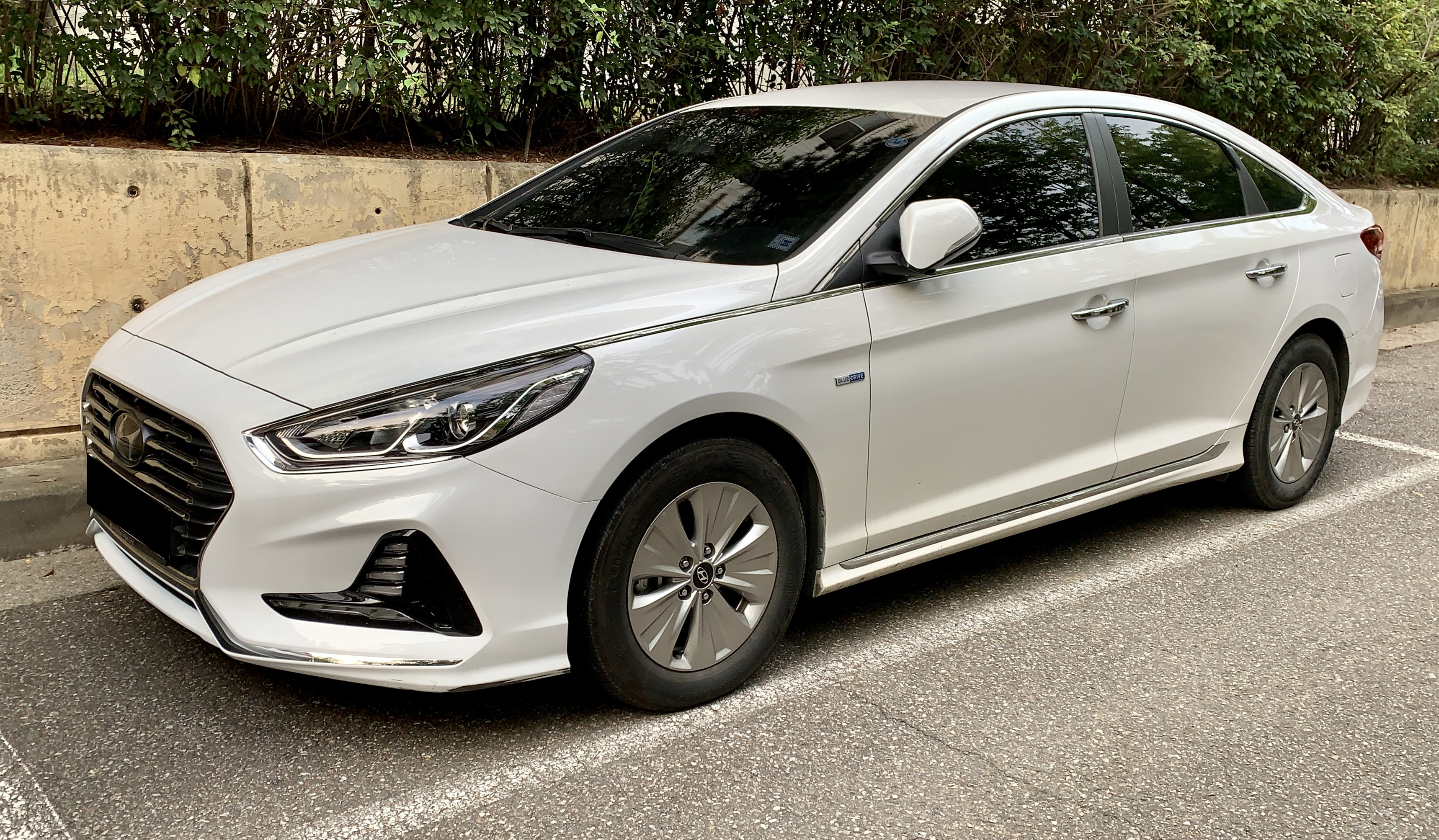
현대 쏘나타 뉴 라이즈 하이브리드 정측면

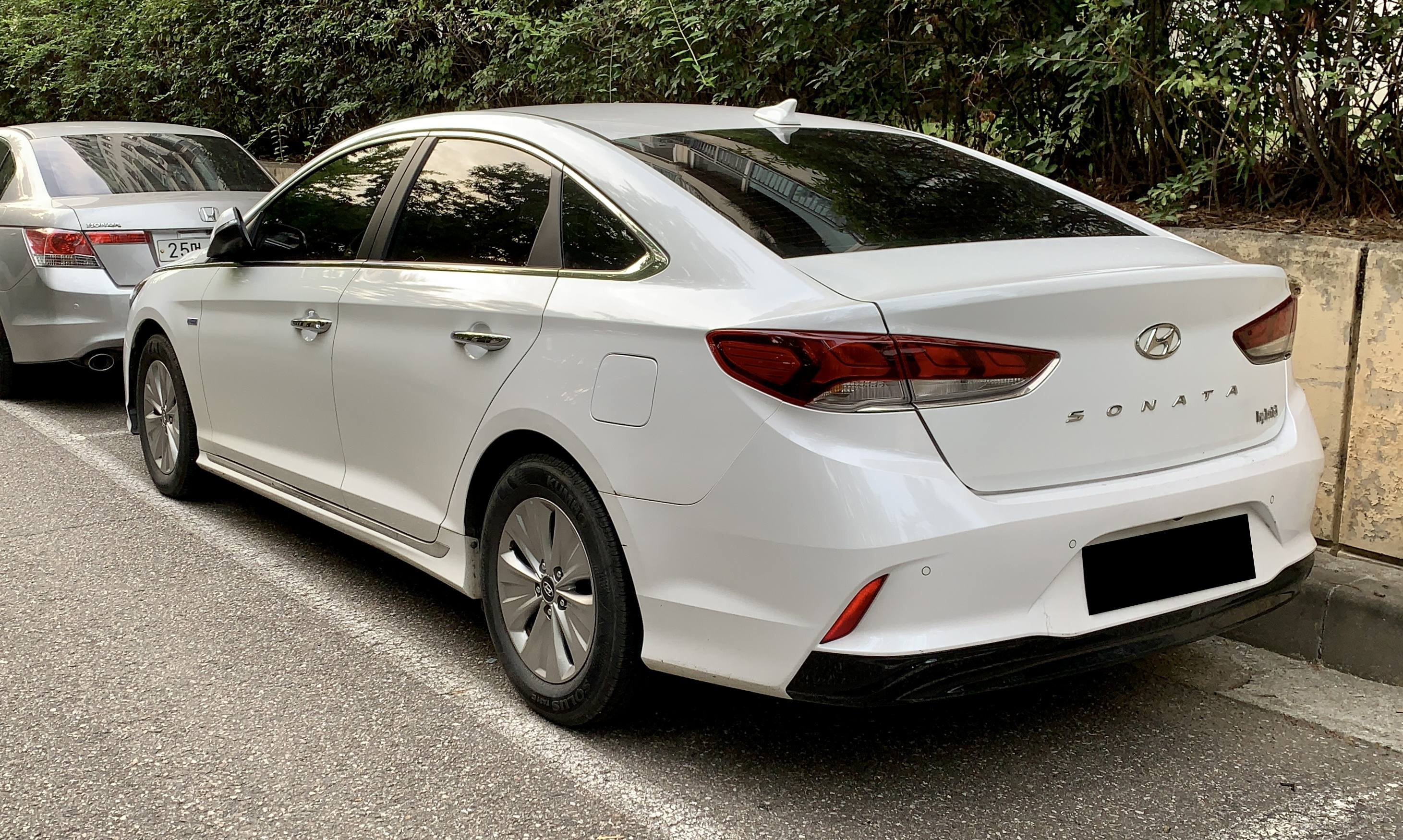
현대 쏘나타 뉴 라이즈 하이브리드 후측면

2017년 5월 18일에 출시됐다. 기존과 비교하여 디자인 차별화 요소가 줄어들었으나, 블루 베젤 헤드 램프와 클리어 렌즈 타입 LED 테일 램프 등이 적용되어 친환경 이미지를 강조했다. 리튬 이온 폴리머 배터리 용량이 기존 1.62kWh에서 1.76kWh로 늘어나 연료 소비 없이 전기로만 운행이 가능한 전기차 모드의 효율이 개선됐고, 운전석만 부분적으로 냉난방을 실시한 운전석 개별 공조 시스템이 적용되어 불필요한 에너지 소모를 줄였다.

#### 라인업
| 구분                        | 2.0ℓ 가솔린+전기                     |
| --------------------------- | ------------------------------------ |
| 쏘나타 뉴 라이즈 하이브리드 | 스마트 모던 프리미엄 프리미엄 스페셜 |

#### 제원
| 구분                    | 2.0ℓ 누우 GDI (16인치 타이어) | 2.0ℓ 누우 GDI (17인치 타이어) |
| ----------------------- | ----------------------------- | ----------------------------- |
| 전장 (mm)               | 4,855                         | 4,855                         |
| 전폭 (mm)               | 1,865                         | 1,865                         |
| 전고 (mm)               | 1,475                         | 1,475                         |
| 축거 (mm)               | 2,805                         | 2,805                         |
| 윤거 (전, mm)           | 1,614(R16)                    | 1,602(R17)                    |
| 윤거 (후, mm)           | 1,621(R16)                    | 1,609(R17)                    |
| 승차 정원               | 5명                           | 5명                           |
| 변속기                  | 자동 6단                      | 자동 6단                      |
| 구동 형식               | 전륜 구동                     | 전륜 구동                     |
| 엔진 형식               | G4NG                          | G4NG                          |
| 연료                    | 가솔린+전기                   | 가솔린+전기                   |
| 배기량 (cc)             | 1,999                         | 1,999                         |
| 최고 출력 (ps/rpm)      | 156/6,000                     | 156/6,000                     |
| 최대 토크 (kg*m/rpm)    | 19.3/5,000                    | 19.3/5,000                    |
| 모터 최고 출력 (kw/rpm) | 38(51ps)/1,770~2,000          | 38(51ps)/1,770~2,000          |
| 모터 최대 토크 (nm/rpm) | 205(20.9kg*m)/1,770           | 205(20.9kg*m)/1,770           |
| 연료 탱크 용량 (ℓ)      | 60                            | 60                            |
| 요소수 탱크 용량 (ℓ)    | -                             | -                             |
| 공차 중량 (kg)          | 1,585                         | 1,595                         |
| 연비 (km/ℓ)             | 도심 17.7/고속 18.3/복합 18.0 | 도심 17.0/고속 17.9/복합 17.4 |
| Co2 배출량 (g/km)       | 88                            | 91                            |

### 쏘나타 뉴 라이즈플러그인 하이브리드(2017년7월~2019년4월)

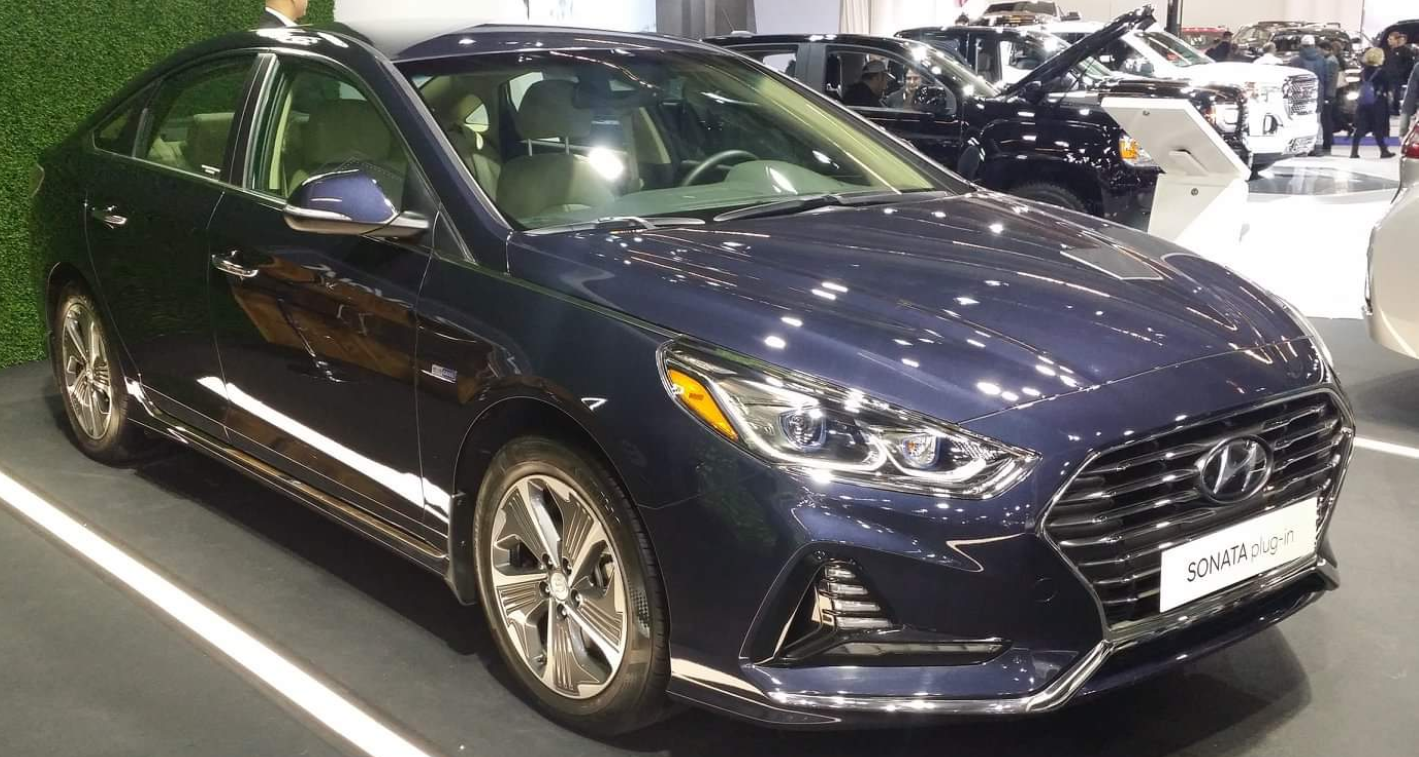
현대 쏘나타 뉴 라이즈 플러그인 하이브리드 정측면

고효율의 리튬 이온 폴리머 배터리가 장착되어 1회 충전 시 전기 모드만으로 최대 45km를 주행할 수 있고, 하이브리드 모드 주행 약 940km를 포함하여 총 985km의 장거리 주행이 가능하다. 여기에 고효율 영구 자석형 모터 시스템이 적용된다. 지능형 안전 기술인 현대 스마트 센스를 비롯하여 원터치 공기 청정 모드, 스마트폰 미러링크, 애플 카플레이 등이 적용되어 상품성을 높였다.

#### 라인업
| 구분                                 | 2.0ℓ 가솔린+전기      |
| ------------------------------------ | --------------------- |
| 쏘나타 뉴 라이즈 플러그인 하이브리드 | 프리미엄 익스클루시브 |

#### 제원
| 구분                    | 2.0ℓ 누우 GDI                            |       |
| ----------------------- | ---------------------------------------- | ----- |
| 전장 (mm)               | 4,855                                    |       |
| 전폭 (mm)               | 1,865                                    |       |
| 전고 (mm)               | 1,475                                    |       |
| 축거 (mm)               | 2,805                                    |       |
| 윤거 (전, mm)           | 1,602(R17)                               |       |
| 윤거 (후, mm)           | 1,609(R17)                               |       |
| 승차 정원               | 5명                                      |       |
| 변속기                  | 자동 6단                                 |       |
| 구동 형식               | 전륜 구동                                |       |
| 엔진 형식               | G4NG                                     |       |
| 연료                    | 가솔린+전기                              |       |
| 배기량 (cc)             | 1,999                                    | 1,999 |
| 최고 출력 (ps/rpm)      | 156/6,000                                |       |
| 최대 토크 (kg*m/rpm)    | 19.3/5,000                               |       |
| 모터 최고 출력 (kw/rpm) | 50(68ps)/2,330~3,300                     |       |
| 모터 최대 토크 (nm/rpm) | 205(20.9kg*m)/0~2,330                    |       |
| 연료 탱크 용량 (ℓ)      | 55                                       |       |
| 요소수 탱크 용량 (ℓ)    | -                                        |       |
| 공차 중량 (kg)          | 1,725(17인치 휠)                         |       |
| 연비 (km/ℓ)             | 도심 16.7/고속 17.6/복합 17.1(17인치 휠) |       |
| 연비 (km/kWh)           | 도심 4.8/고속 4.8/복합 4.8(17인치 휠)    |       |
| Co2 배출량 (g/km)       | 25(17인치 휠)                            |       |

## 8세대(DN8, DN8C[36])

### 쏘나타(2019년3월~2023년4월)
2019년 3월 21일에 출시됐다. 현대자동차의 새 디자인 철학인 센슈어스 스포트니스(감성적인 스포티함)가 최초로 도입되어 보다 날렵한 인상을 주며, 새로운 차체 플랫폼인 3세대 플랫폼이 최초 적용됐고, 스몰오버랩에서 빛겨치기까지 했다. 6세대 쏘나타부터 시작된 본넷까지 이어진 크롬 벨트 라인에 히든 라이팅 램프라고 불리는 주간 주행등이 더해져 평소에는 크롬 재질로 보이지만 점등 시엔 램프로 변환된다.도어 잠금 및 해제에서 시동 및 주행 기능까지 작동할 수 있는 스마트 폰 기반의 디지털 키가 적용됐고, 최대 4명까지 공유할 수 있다. 6단 자동변속기는 버튼식으로 설계되어 미래 지향적인 이미지를 추구했고, 내장형 주행 영상 기록 장치인 빌트 인 캠이라고 불리는 블랙박스가 순정(옵션) 사양으로는 최초로 적용됐다. 수동변속기는 삭제됐다. 이 외에도 원격 스마트 주차 보조(보급형), 동승석 릴렉션 컴포트 시트, 내비게이션 자동 무선 업데이트, 12.3인치 LCD 클러스터, 헤드업 디스플레이(HUD) 등이 적용됐다. 9 에어백을 비롯하여 전방 충돌 방지 보조, 차로 이탈 방지 보조, 차로 유지 보조, 운전자 주의 경고, 하이빔 보조, 전방 차량 출발 알림 이첨단사양이  기본 적용됐다. 9월 20일은 1.6ℓ 감마 Ⅱ 가솔린 직분사 싱글터보 엔진에 8단 자동변속기가 조합된 쏘나타 센슈어스가 출시됐다. 연속 가변 밸브 듀레이션(CVVD), 연속 가변 밸브 리프트(CVVL) 등의 신 기술이 적용됐다. 북미형은 세타3 2.5리터 DOHC 엔진도 있다. 기존 쏘나타가 택시 이미지가 강해서, 프리미엄 세단의 이미지를 추구하기 위해 택시 모델은 출시하지 않는다. 그렇지만 LPG 모델을 사서 개인택시로 운용하는 사례도 없지 않다. 2020년 11월 12일은 세타3 290마력 2.5리터 가솔린 싱글터보 엔진이 장착된 N라인이 출시됐으며, N라인 모델이 카트라이더 러쉬 플러스와 콜라보를 하기도 했다. 2021년은 2.0리터 모델에도 센슈어스 디자인이 들어가기도 한다.
SUV 수요의 증가를 이유로 2022년부터 미국 앨라배마주 몽고메리 현지공장 생산을 중단하고, 아산공장에서 수입한 형태로 북미 시장에 계속 판매한다. 대신 투싼, 싼타페, GV70 EV를 몽고메리 현지공장에서 생산해서 북미 시장에 공급하기로 했다.

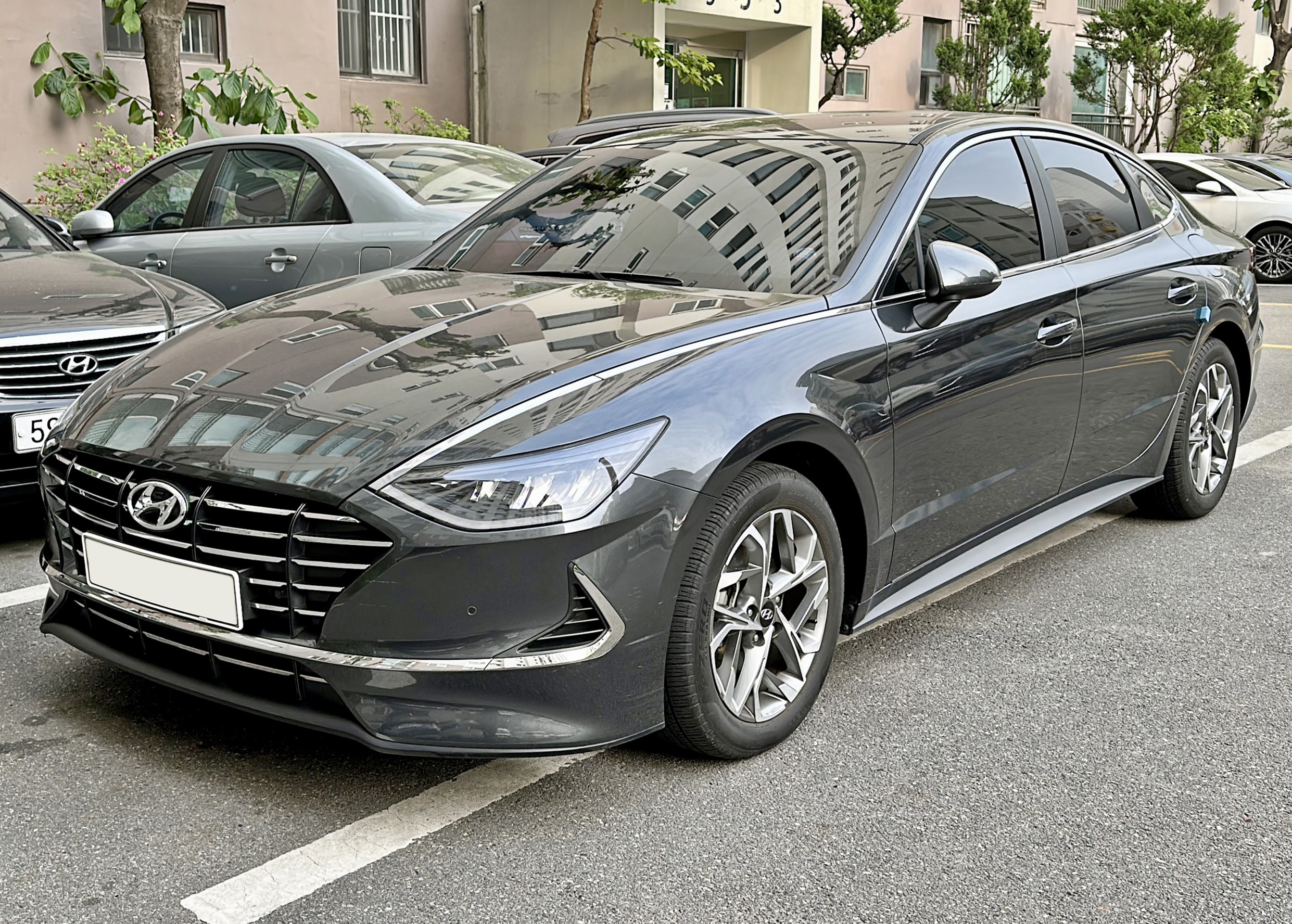
현대 쏘나타 DN8 전측면
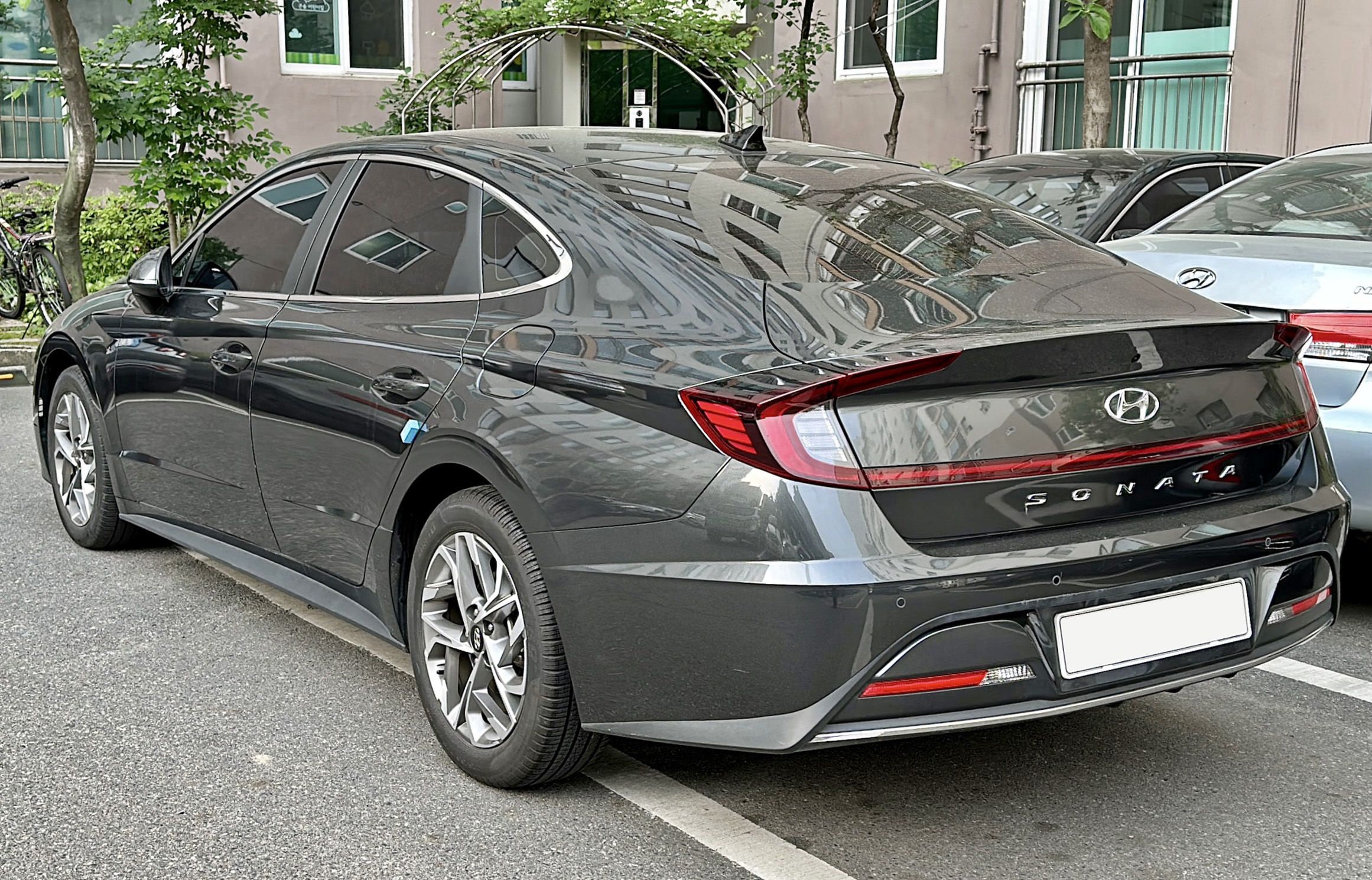
현대 쏘나타 DN8 후측면
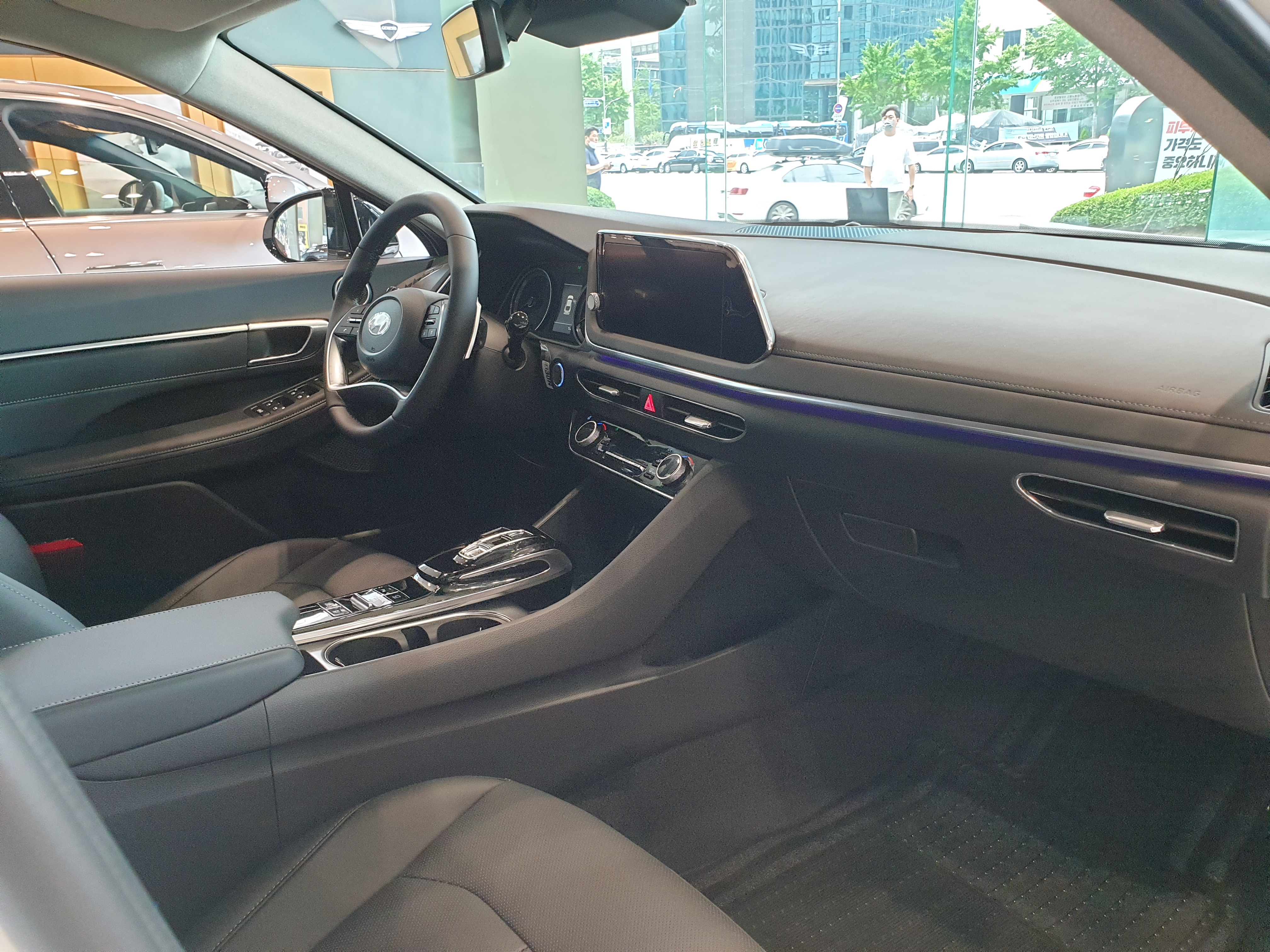
현대 쏘나타 DN8 실내

#### 라인업
| 구분 | 2.0ℓ LPG | 2.0ℓ LPG (장애인용) | 2.0ℓ LPG (렌터카) | 1.6ℓ 가솔린 터보 (센슈어스) | 2.0ℓ 가솔린 | 2.0ℓ 가솔린 (센슈어스) | 더 올 뉴 쏘나타 | 스마트 모던 프리미엄 인스퍼레이션 | 모던 프리미엄 인스퍼레이션 | 스타일 스마트 | 스마트 프리미엄 프리미엄 패밀리 프리미엄 밀레니얼 인스퍼레이션 | 스마트 프리미엄 프리미엄 패밀리 프리미엄 밀레니얼 인스퍼레이션 |

#### 제원
| 구분                 | 1.6ℓ 감마 Ⅱ 스마트스트림 G GDI 터보                                                | 2.0ℓ 누우 스마트스트림 G MPI                                                                                                 | 2.0ℓ 누우 스마트스트림 G LPI                                                       |
| -------------------- | ---------------------------------------------------------------------------------- | --- | ---------------------------------------------------------------------------------- |
| 전장 (mm)            | 4,900                                                                              | 4,900 | 4,900                                                                              |
| 전폭 (mm)            | 1,860                                                                              | 1,860 | 1,860                                                                              |
| 전고 (mm)            | 1,445                                                                              | 1,445 | 1,445                                                                              |
| 축거 (mm)            | 2,840                                                                              | 2,840 | 2,840                                                                              |
| 윤거 (전, mm)        | 1,623(R17) 1,618(R18)                                                              | 1,633(R16) 1,623(R17) 1,618(R18)                                                                                             | 1,633(R16) 1,623(R17) 1,618(R18)                                                   |
| 윤거 (후, mm)        | 1,630(R17) 1,625(R18)                                                              | 1,640(R16) 1,630(R17) 1,625(R18)                                                                                             | 1,640(R16) 1,630(R17) 1,625(R18)                                                   |
| 승차 정원            | 5명                                                                                | 5명 | 5명                                                                                |
| 변속기               | 자동 8단(버튼식)                                                                   | 자동 6단(버튼식) | 자동 6단(버튼식)                                                                   |
| 구동 형식            | 전륜 구동                                                                          | 전륜 구동 | 전륜 구동                                                                          |
| 엔진 형식            | G4FP                                                                               | G4NM | L4NB                                                                               |
| 연료                 | 가솔린                                                                             | 가솔린 | LPG                                                                                |
| 배기량 (cc)          | 1,598                                                                              | 1,999 | 1,999                                                                              |
| 최고 출력 (ps/rpm)   | 180/5,500                                                                          | 160/6,500 | 146/6,000                                                                          |
| 최대 토크 (kg*m/rpm) | 27.0/1,500~4,500                                                                   | 20.0/4,800 | 19.5/4,200                                                                         |
| 연료 탱크 용량 (ℓ)   | 60                                                                                 | 60 | 64                                                                                 |
| 요소수 탱크 용량 (ℓ) | -                                                                                  | - | -                                                                                  |
| 공차 중량 (kg)       | 1,420(17인치 휠)/ 1,460(18인치 휠)                                                 | 1,405(16인치 휠)/ 1,415(17인치 휠)/ 1,470(18인치 휠)                                                                         | 1,410(16/17인치 휠)/ 1,475(18인치 휠)                                              |
| 연비 (km/ℓ)          | 도심 12.3/고속 15.9/복합 13.7(17인치 휠)/ 도심 11.8/고속 15.2/복합 13.2(18인치 휠) | 도심 11.7/고속 15.1/복합 13.1(16인치 휠)/ 도심 11.9/고속 15.5/복합 13.3(17인치 휠)/ 도심 11.6/고속 15.0/복합 13.0(18인치 휠) | 도심 9.1/고속 12.1/복합 10.3(16/17인치 휠)/ 도심 8.7/고속 11.5/복합 9.8(18인치 휠) |
| Co2 배출량 (g/km)    | 126(17인치 휠)/ 127(18인치 휠)                                                     | 128(16인치 휠)/ 126(17인치 휠)/ 129(18인치 휠)                                                                               | 122(16/17인치 휠)/ 133(18인치 휠)                                                  |

### 쏘나타 DN8 하이브리드(2019년7월~2023년4월)
2019년 7월 22일에 출시되었다. 내연기관 사양과의 디자인 차별화를 없앴다. 새롭게 적용된 솔라 루프 시스템은 태양광으로 배터리를 충전하여 주행 가능 거리를 늘리고, 배터리 방전을 막아준다. 야외에서 하루 6시간 충전 시 연간 전체 1,300km가 넘는 거리를 더 주행할 수 있다. 현대자동차가 독자 개발한 제어 로직을 통하여 기존 하이브리드 차량 대비 30% 빠른 변속을 가능하게 하는 능동 변속 제어 기술이 적용되었다. 이는 하이브리드 모터로 자동변속기를 초당 500회씩 초정밀 제어하는 기술로, 주행 성능은 물론 연비와 변속기 내구성을 동시에 높여준다.
전 세대와 달리, 플러그인 하이브리드는 출시하지 않는다. 이는 기아 K5도 마찬가지다.

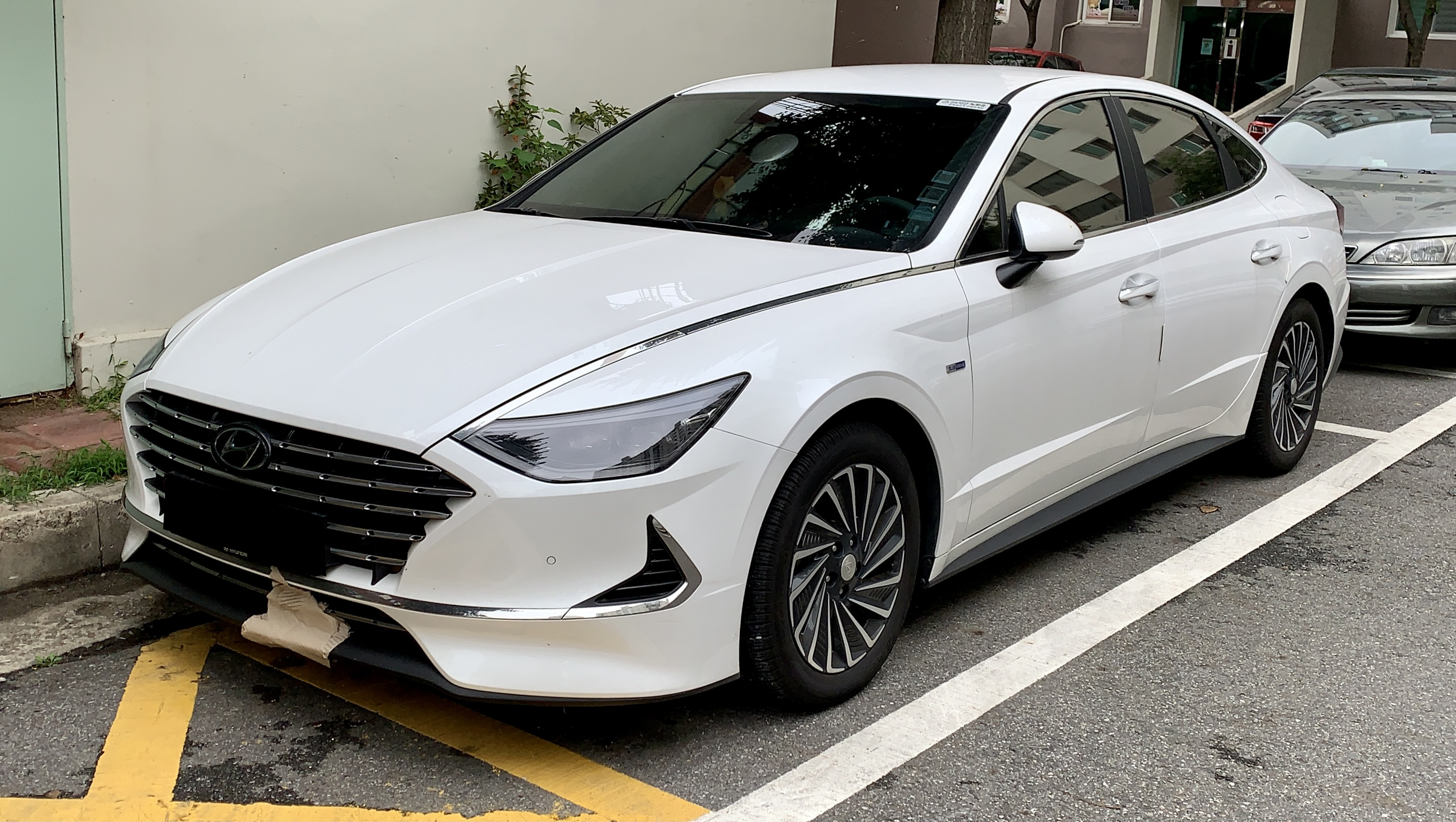
현대 쏘나타 DN8 하이브리드 정측면
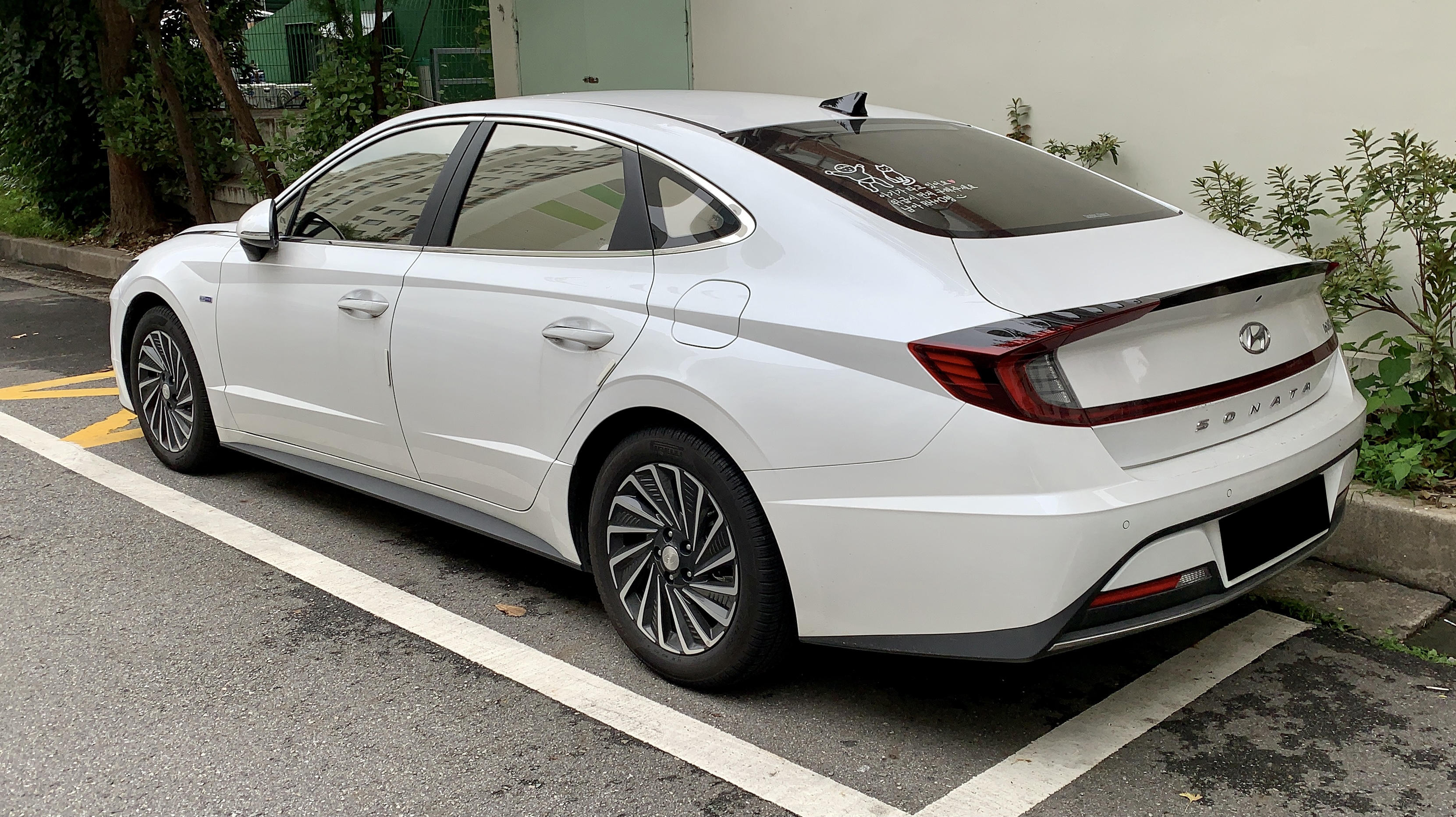
현대 쏘나타 DN8 하이브리드 후측면

#### 라인업
| 구분                    | 2.0ℓ 가솔린+전기                                               |
| ----------------------- | -------------------------------------------------------------- |
| 올 뉴 쏘나타 하이브리드 | 스마트 프리미엄 프리미엄 패밀리 프리미엄 밀레니얼 인스퍼레이션 |

#### 제원
| 구분                    | 2.0ℓ 누우 스마트스트림 G GDI (16인치 타이어)                                       | 2.0ℓ 누우 스마트스트림 G GDI (17인치 타이어)                                       |
| ----------------------- | ---------------------------------------------------------------------------------- | ---------------------------------------------------------------------------------- |
| 전장 (mm)               | 4,900                                                                              | 4,900                                                                              |
| 전폭 (mm)               | 1,860                                                                              | 1,860                                                                              |
| 전고 (mm)               | 1,445                                                                              | 1,445                                                                              |
| 축거 (mm)               | 2,840                                                                              | 2,840                                                                              |
| 윤거 (전, mm)           | 1,614(R16)                                                                         | 1,602(R17)                                                                         |
| 윤거 (후, mm)           | 1,621(R16)                                                                         | 1,609(R17)                                                                         |
| 승차 정원               | 5명                                                                                | 5명                                                                                |
| 변속기                  | 자동 6단                                                                           | 자동 6단                                                                           |
| 구동 형식               | 전륜 구동                                                                          | 전륜 구동                                                                          |
| 엔진 형식               | G4NR                                                                               | G4NR                                                                               |
| 연료                    | 가솔린+전기                                                                        | 가솔린+전기                                                                        |
| 배기량 (cc)             | 1,999                                                                              | 1,999                                                                              |
| 최고 출력 (ps/rpm)      | 152/6,000                                                                          | 152/6,000                                                                          |
| 최대 토크 (kg*m/rpm)    | 19.2/5,000                                                                         | 19.2/5,000                                                                         |
| 모터 최고 출력 (kw/rpm) | 38(51ps)/1,770~2,000                                                               | 38(51ps)/1,770~2,000                                                               |
| 모터 최대 토크 (nm/rpm) | 205(20.9kg*m)/1,770                                                                | 205(20.9kg*m)/1,770                                                                |
| 연료 탱크 용량 (ℓ)      | 50                                                                                 | 50                                                                                 |
| 요소수 탱크 용량 (ℓ)    | -                                                                                  | -                                                                                  |
| 공차 중량 (kg)          | 1,495                                                                              | 1,505                                                                              |
| 연비 (km/ℓ)             | 도심 20.0/고속 20.1/복합 20.1(16인치 휠)/ 도심 19.4/고속 20.1/복합 19.8(16인치 휠) | 도심 19.0/고속 19.1/복합 19.1(17인치 휠)/ 도심 18.4/고속 19.1/복합 18.8(17인치 휠) |
| Co2 배출량 (g/km)       | 79(16인치 휠)/ 80(16인치 휠)                                                       | 83(17인치 휠)/ 85(17인치 휠)                                                       |

### 쏘나타 N 라인(2020년11월~2023년4월)
2020년 11월 12일에 출시되었으며, 290마력 세타3 2.5리터 가솔린 터보 엔진과 습식 8단 DCT가 장착됐다. 쏘나타 N 라인은 쏘나타 하이브리드&센슈어스에 N 라인을 적용한 모델로 주행성능, 연비, 디자인을 모두 갖췄다. 전면부 디자인은 N 라인 전용 파라메트릭 쥬얼 패턴 그릴, 프론트 윙, N 라인 엠블럼이 적용되었다. 측면부는 N 라인 전용 19인치 알로이 휠, 차체를 낮아 보이게 해주는 사이드실이 적용되었으며, 후면부는 블랙 하이그로시 포인트 컬러의 범퍼 하단부, 듀얼 트윈팁 머플러가 적용되었다. 실내의 경우 다크 그레이와 레드 스티치 포인트를 통해 N 라인만의 스포티함을 강조했으며, 시트와 스티어링 휠에 N 로고를 각인했다. 또한, 1열 전용 버킷 시트를 장착하였다. 차로 이탈방지 보조, 차로 유지 보조, 하이빔 보조 등 지능형 안전 기술은 기본 적용되었다.

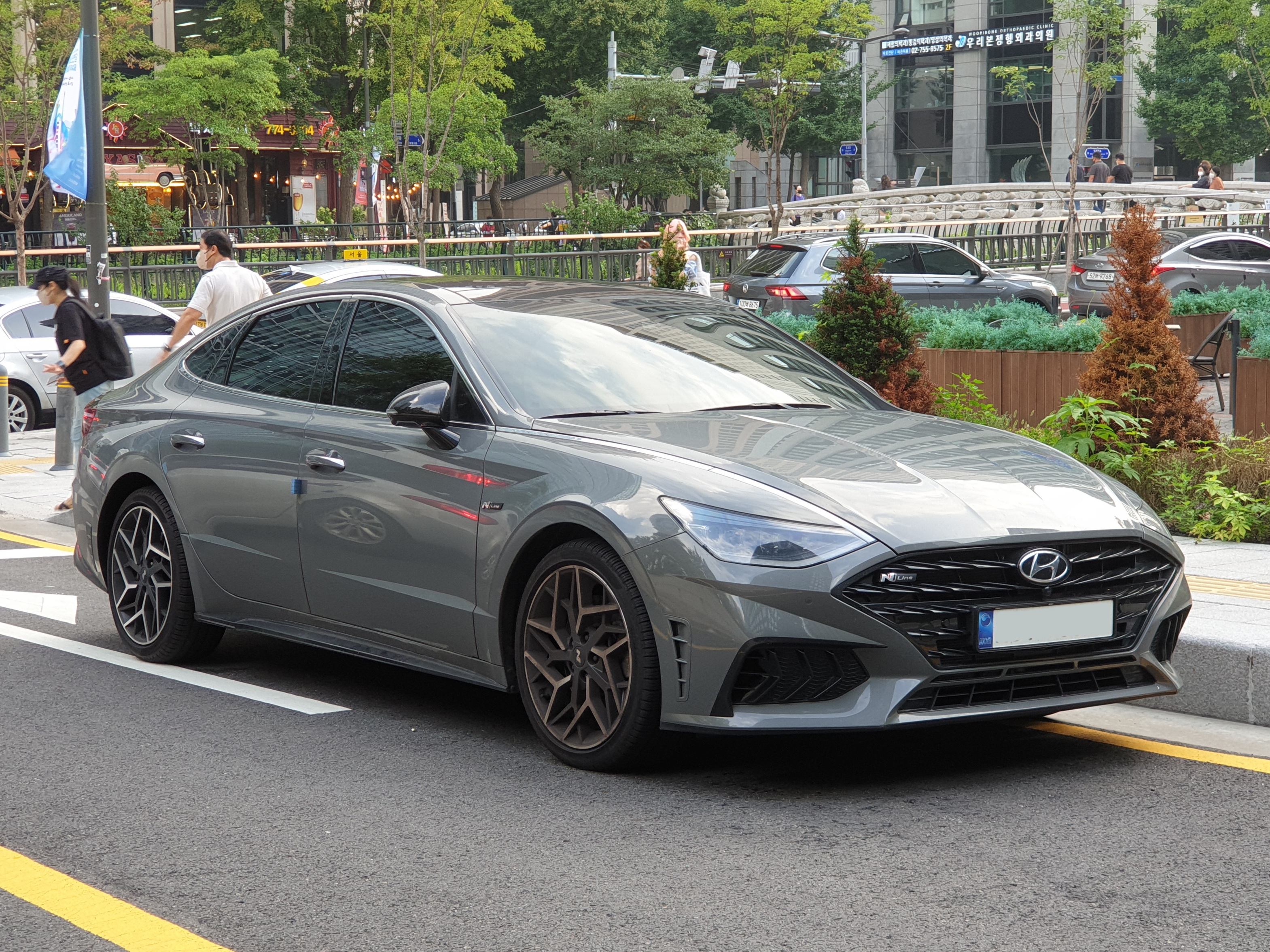
현대 쏘나타 N Line 전측면
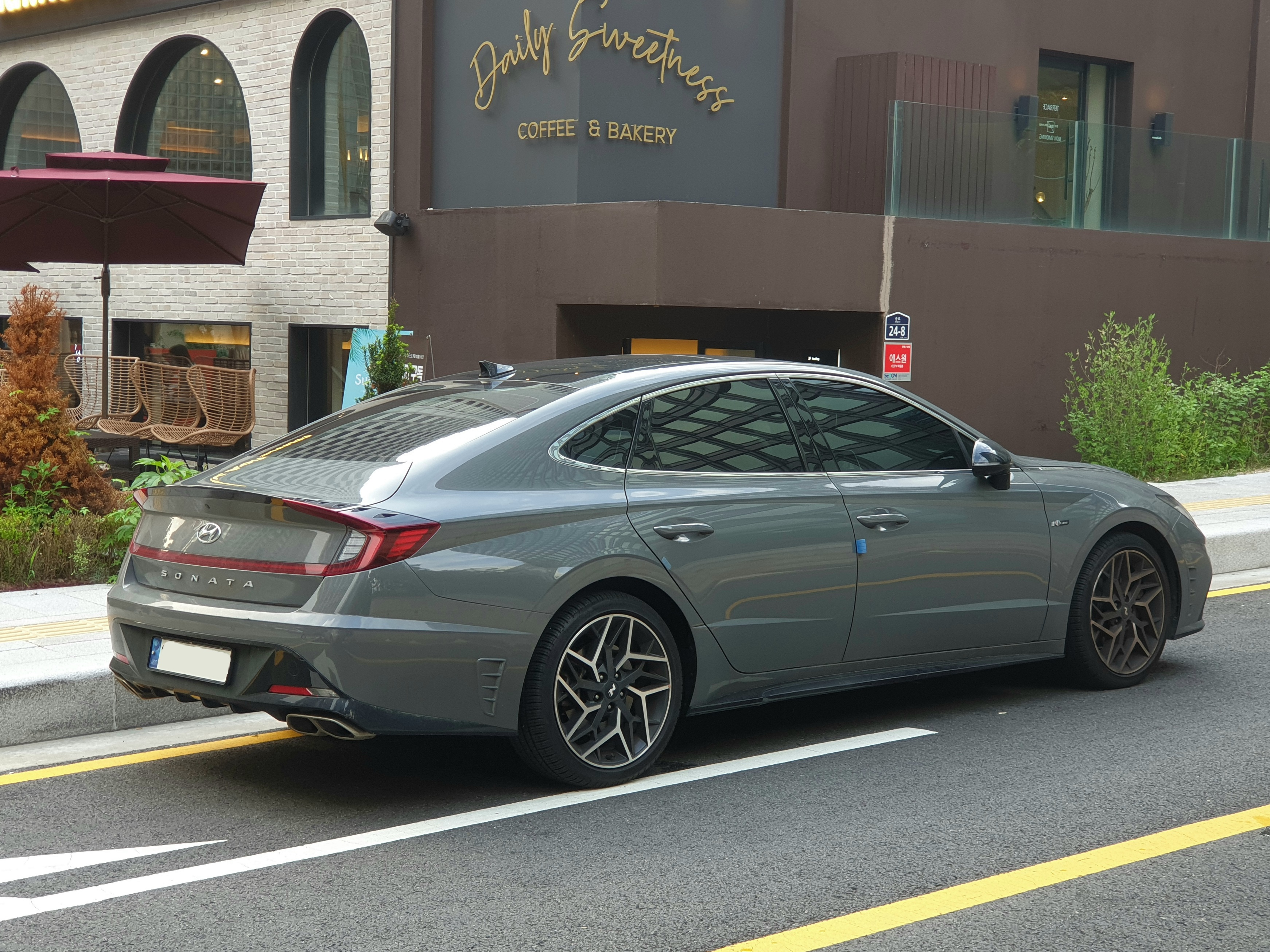
현대 쏘나타 N Line 후즉면

#### 라인업
| 구분          | 2.5ℓ 가솔린                        |
| ------------- | ---------------------------------- |
| 쏘나타 N 라인 | 프리미엄 익스클루시브 인스퍼레이션 |

#### 제원
| 구분                 | 스마트스트림 가솔린 2.5 터보 | 스마트스트림 가솔린 2.5 터보 |
| 전장 (mm)            | 4,900                        | 4,900                        |
| 전폭 (mm)            | 1,860                        | 1,860                        |
| 전고 (mm)            | 1,445                        | 1,445                        |
| 축거 (mm)            | 2,840                        | 2,840                        |
| 윤거 (전, mm)        | 1,614                        |                              |
| 윤거 (후, mm)        | 1,617                        |                              |
| 엔진 형식            | Smartstream G2.5 T-GDi       | Smartstream G2.5 T-GDi       |
| 배기량 (cc)          | 2,497                        | 2,497                        |
| 최고 출력 (ps/rpm)   | 290 / 5,800                  | 290 / 5,800                  |
| 최대 토크 (kg*m/rpm) | 43 / 1,650~4,000             | 43 / 1,650~4,000             |
| 연료 탱크 용량 (ℓ)   | 60                           | 60                           |

### 쏘나타 센슈어스 2.0(2019년9월~2023년4월)

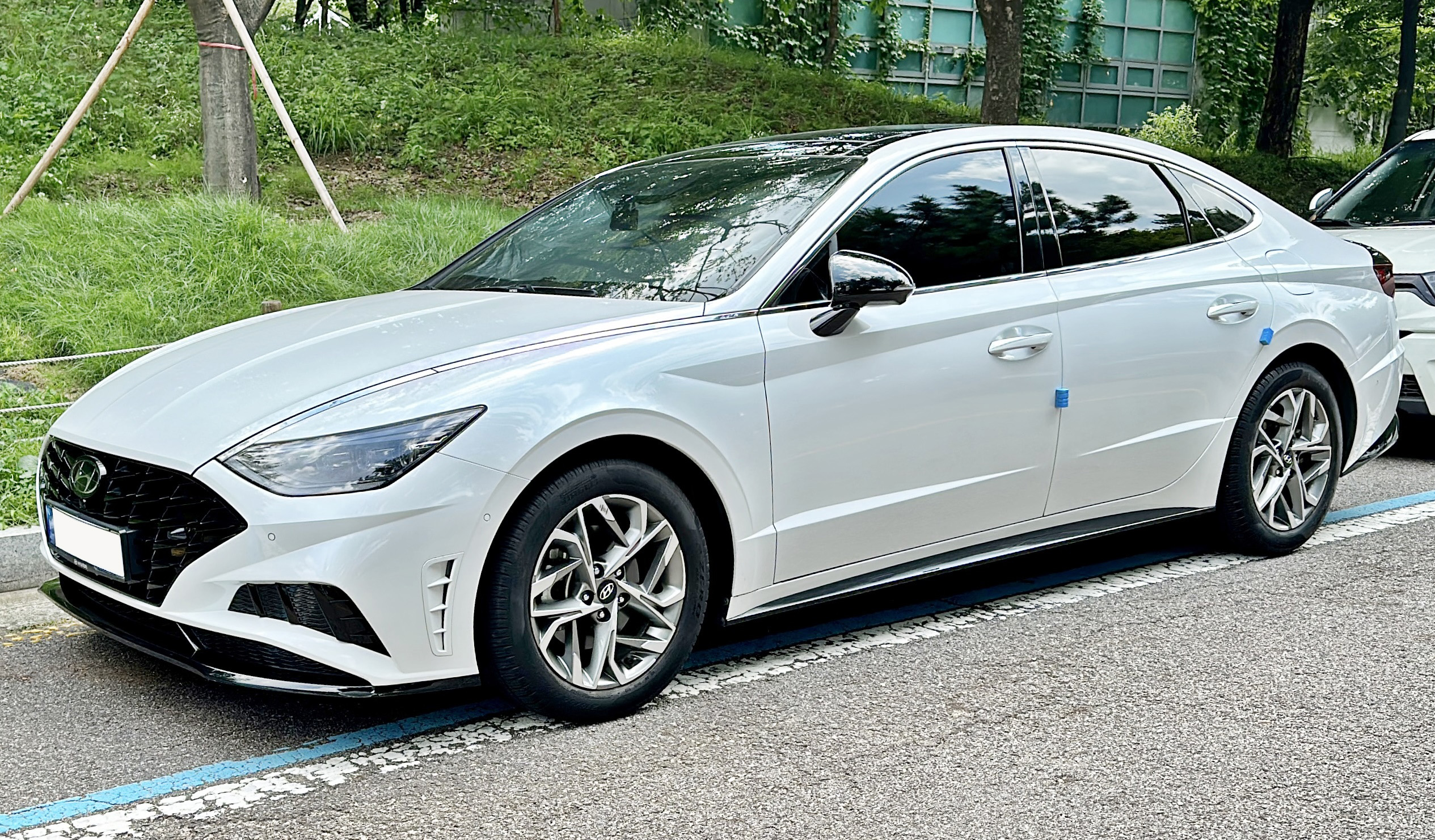
현대 쏘나타 DN8 센슈어스 정측면

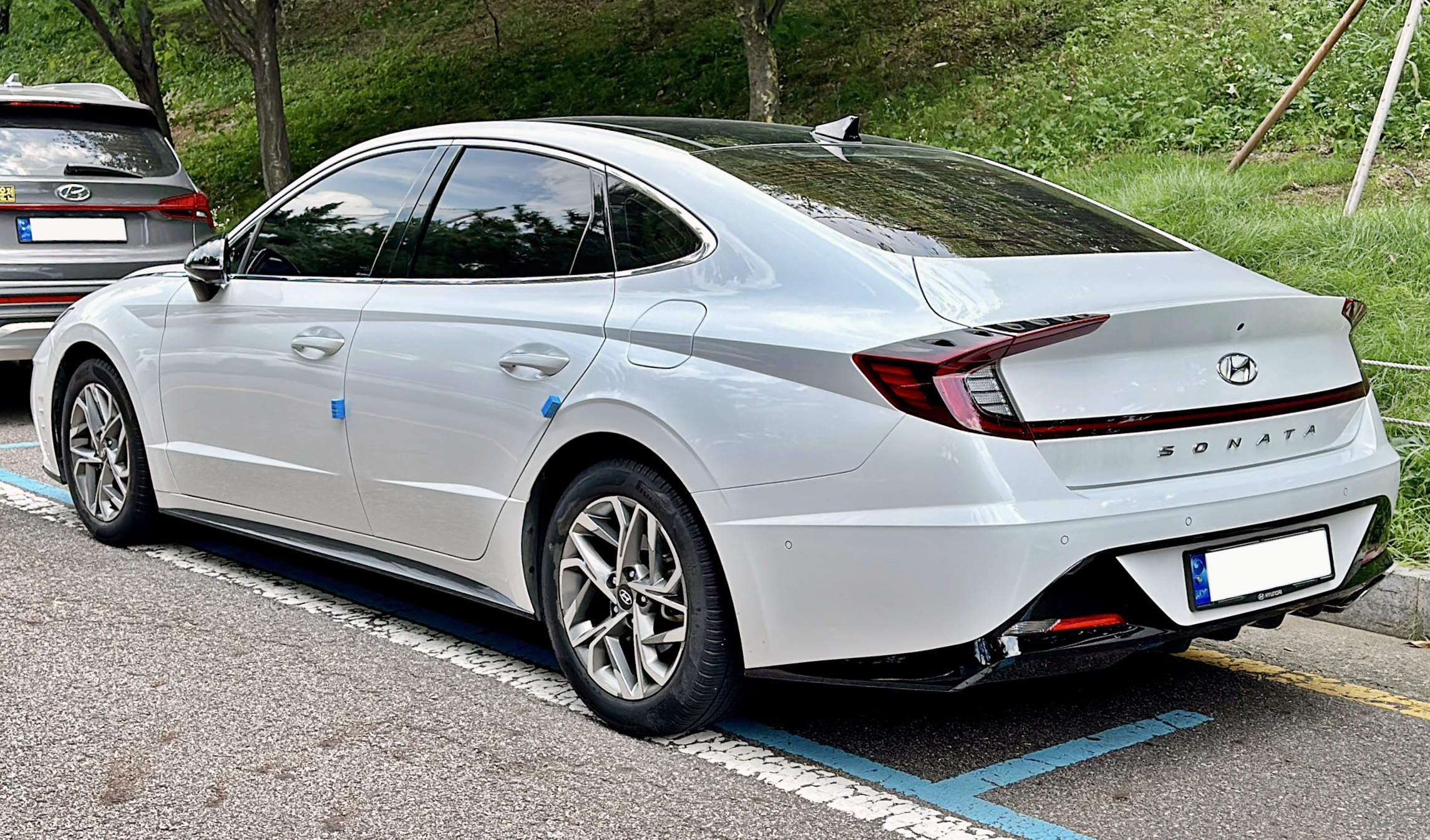
현대 쏘나타 DN8 센슈어스 후측면

2019년 9월 20일, 쏘나타 센슈어스 1.6 터보 모델 출시에 이어서 2021년 4월 21일, 쏘나타 센슈어스 2021년형 연식 변경 및 2.0 모델이 출시됐다. 쏘나타 센슈어스 1.6 터보 모델은 센슈어스 스포티니스를 가장 완벽하게 구현한 쿠페 스타일 스포츠 세단으로 감각적이고 역동적인 디자인이 특징이며, 이러한 특징을 2021년형 쏘나타 센슈어스 2.0 모델에 확대 적용했다. 전면부는 파라메트릭 쥬얼 패턴이 적용된 그릴이 강렬한 인상을 주며, 하단 에어인테이크홀과 에어커튼을 통해 강인한 이미지를 강조했다. 또한, 전면 범퍼 사이드에 배치한 에어덕트를 통해 역동적인 디자인을 구현했다. 측면부와 후면부는 블랙 유광 아웃사이드 미러, 리어 디퓨저가 더해진 범퍼가 적용됐다. 가솔린 2.0모델 모던 트림의 경우 버튼시동&스마트키, 스마트키 원격 시동, 스마트 트렁크, 후방 모니터, 8인치 디스플레이 오디오 시스템 등이 기본 적용됐다.

#### 라인업
| 구분            | 2.0ℓ 가솔린                       |
| --------------- | --------------------------------- |
| 쏘나타 센슈어스 | 모던 프리미엄 플러스 인스퍼레이션 |

#### 제원
| 구분                 | 스마트스트림 GDI 2.0  | 스마트스트림 GDI 1.6 터보        | 스마트스트림 LPi 2.0             | 스마트스트림 GDI 2.0 하이브리드  |
| -------------------- | --------------------- | -------------------------------- | -------------------------------- | -------------------------------- |
| 전장 (mm)            | 4,900                 | 4,900                            | 4,900                            | 4,900                            |
| 전폭 (mm)            | 1,860                 | 1,860                            | 1,860                            | 1,860                            |
| 전고 (mm)            | 1,445                 | 1,445                            | 1,445                            | 1,445                            |
| 축거 (mm)            | 2,840                 | 2,840                            | 2,840                            | 2,840                            |
| 윤거 (전, mm)        | 1,623(17″) 1,618(18″) | 1,623(17″) 1,618(18″) 1,610(19″) | 1,633(16″) 1,623(17″) 1,618(18″) | 1,633(16″) 1,623(17″) 1,618(18″) |
| 윤거 (후, mm)        | 1,630(17″) 1,625(18″) | 1,630(17″) 1,625(18″) 1,617(19″) | 1,640(16″) 1,630(17″) 1,625(18″) | 1,640(16″) 1,630(17″) 1,625(18″) |
| 엔진 형식            | Smartstream G2.0      | Smartstream G1.6T                | Smartstream L2.0                 | Smartstream G2.0 GDi HEV         |
| 배기량 (cc)          | 1,999                 | 1,598                            | 1,999                            | 1,999                            |
| 최고 출력 (PS/rpm)   | 160 / 6,500           | 180 / 5,500                      | 146 / 6,000                      | 152 / 6,000                      |
| 최대 토크 (kg.m/rpm) | 20.0 / 4,800          | 27.0 / 1,500~4,500               | 19.5 / 4,200                     | 19.2 / 5,000                     |
| 연료탱크용량 (ℓ)     | 60                    | 60                               | 64 (80% 충전 기준)               | 50                               |
| 트렁크 용량 (ℓ, VDA) | 510                   | 510                              | 390                              | 510                              |

### 쏘나타 디 엣지 (2023년4월~ 현재)
2023년 3월 27일에 디자인이 공개되었고, 3월 30일에 열린 서울 모빌리티쇼의 프레스데이에서 모습을 드러냈다.
현대자동차의 디자인 정체성 ‘센슈어스 스포티니스(Sensuous Sportiness)를 바탕으로 이전 모델보다 날렵한 이미지를 강조한 점이 특징이다.
전면부는 헤드램프와 라디에이터 그릴, 에어 인테이크가 하나로 합쳐진 통합형 디자인에 심리스 호라이즌 램프(수평형)가 적용됐으며 후면부는 알파벳 H 형상의 테일램프가 적용됐다.
실내는 각각 12.3인치의 디지털 클러스터와 메인 디스플레이가 하나로 이어진 곡선형 파노라믹 디스플레이가 적용됐다. 자동변속기는 7세대 그랜저 및 2세대 코나같이 컬럼식으로 변경됐으며, 스티어링 휠 뒤에 있다. 단, 렌터카용 기본형(비즈니스 1 트림)은 기존같이 플로어체인지식 자동변속기를 이용하며, 렌터카용 비즈니스 2 트림이 컬럼식 자동변속기를 이용한다.
무선 소프트웨어 업데이트(OTA)가 전 트림에 기본 탑재되어 브레이크·조향장치·ADAS 등이 지속적으로 업그레이드되며, 디지털 키 2, 빌트인 캠 2 등이 선택사양으로 운영된다.
N라인은 기본 모델에 확대된 프론트 범퍼 그릴, 19인치 전용 휠, 리어 스포일러, 듀얼 트윈 팁 머플러 등을 더해 역동성을 강조했다.
가솔린 2.5 터보, 가솔린 1.6 터보, 가솔린 2.0, 가솔린 2.0 하이브리드, LPG 2.0 총 5개 엔진 라인업으로 운영되며 프리미엄과 익스클루시브, 인스퍼레이션 3개 트림으로 판매된다. N라인은 기존 2.5 터보와 함께 가솔린 1.6 터보, 가솔린 2.0이 추가되며 사실상 드레스업 옵션으로 변경됐다.

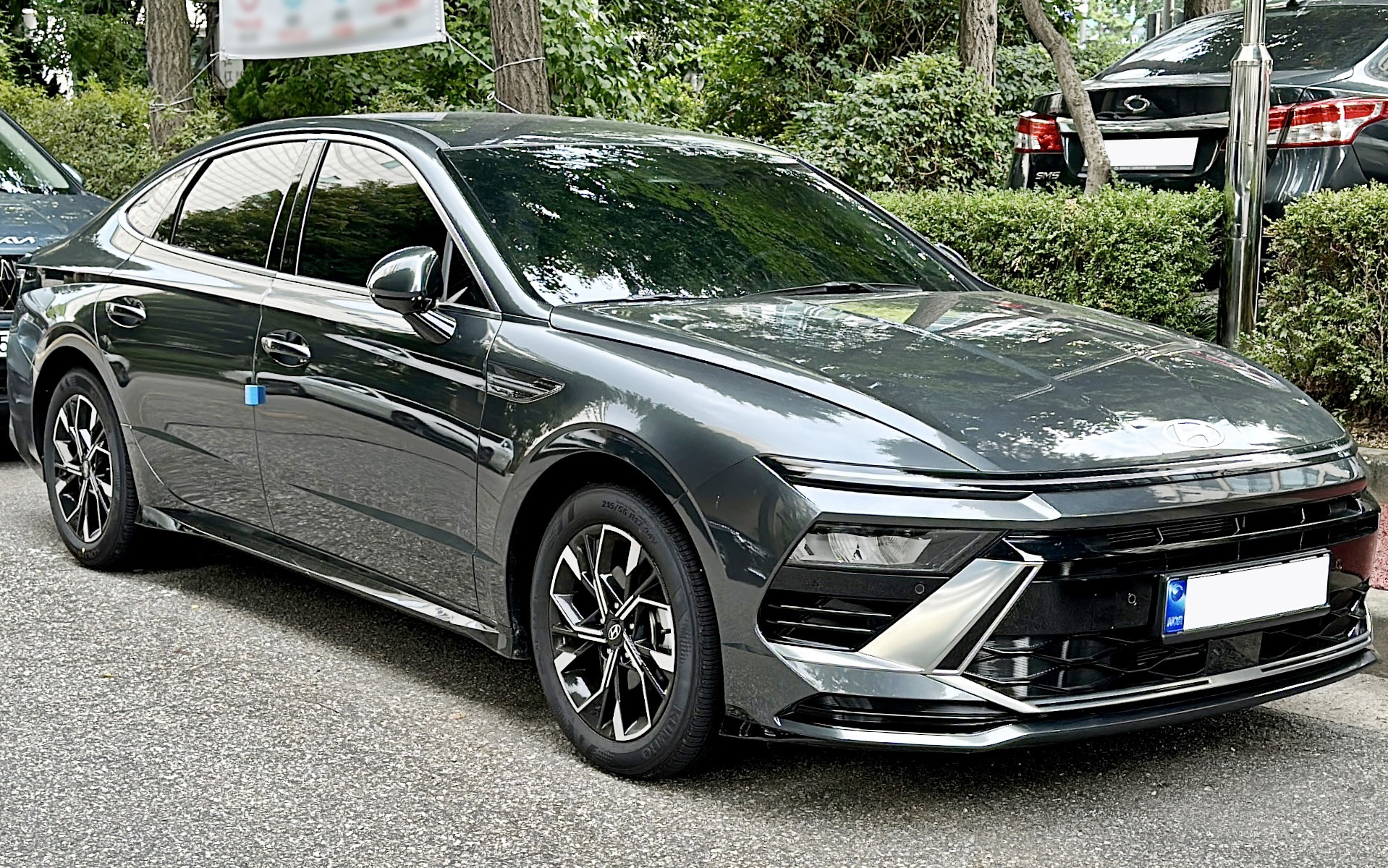
현대 쏘나타 디 엣지 전면
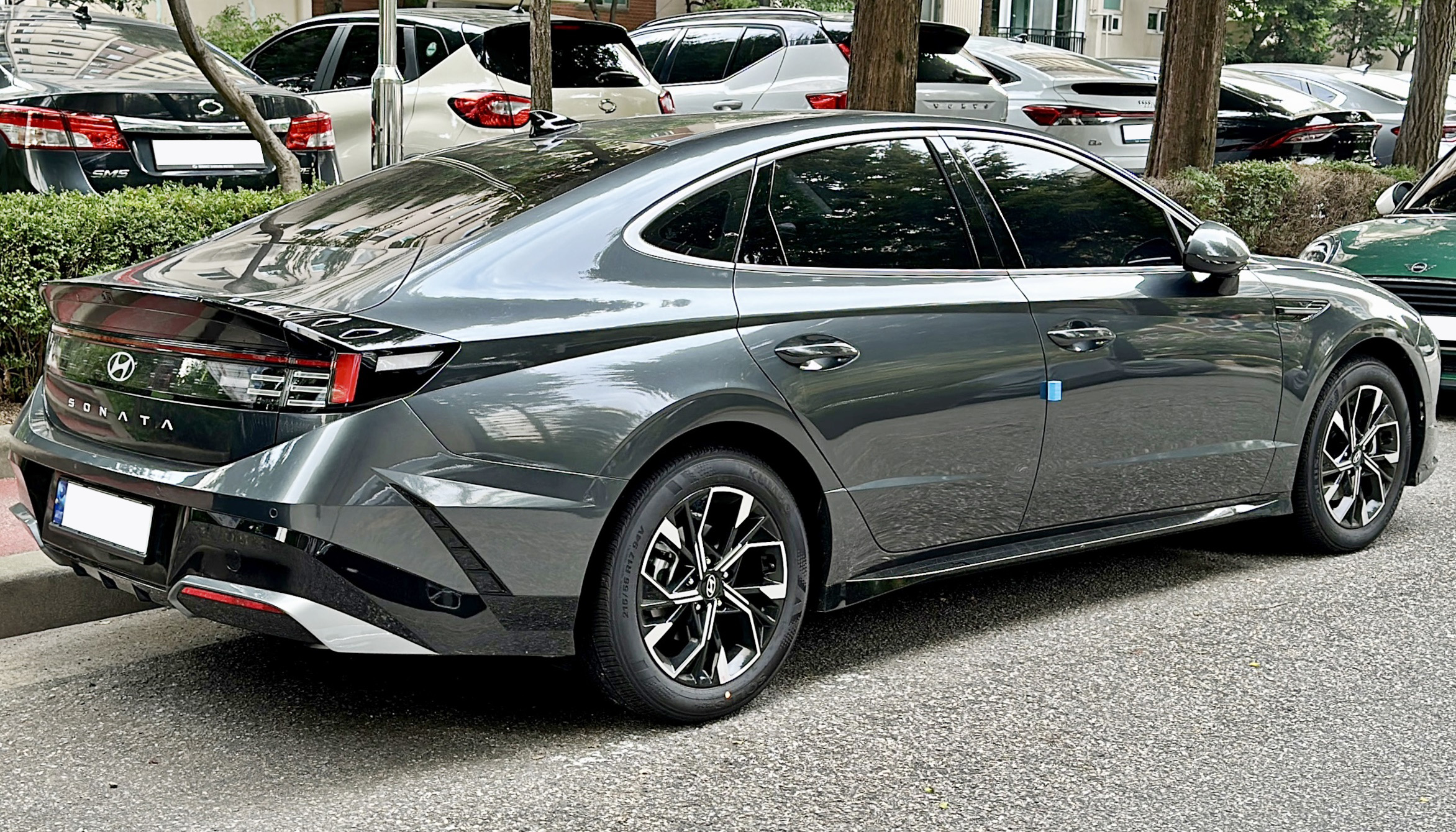
현대 쏘나타 디 엣지 후면
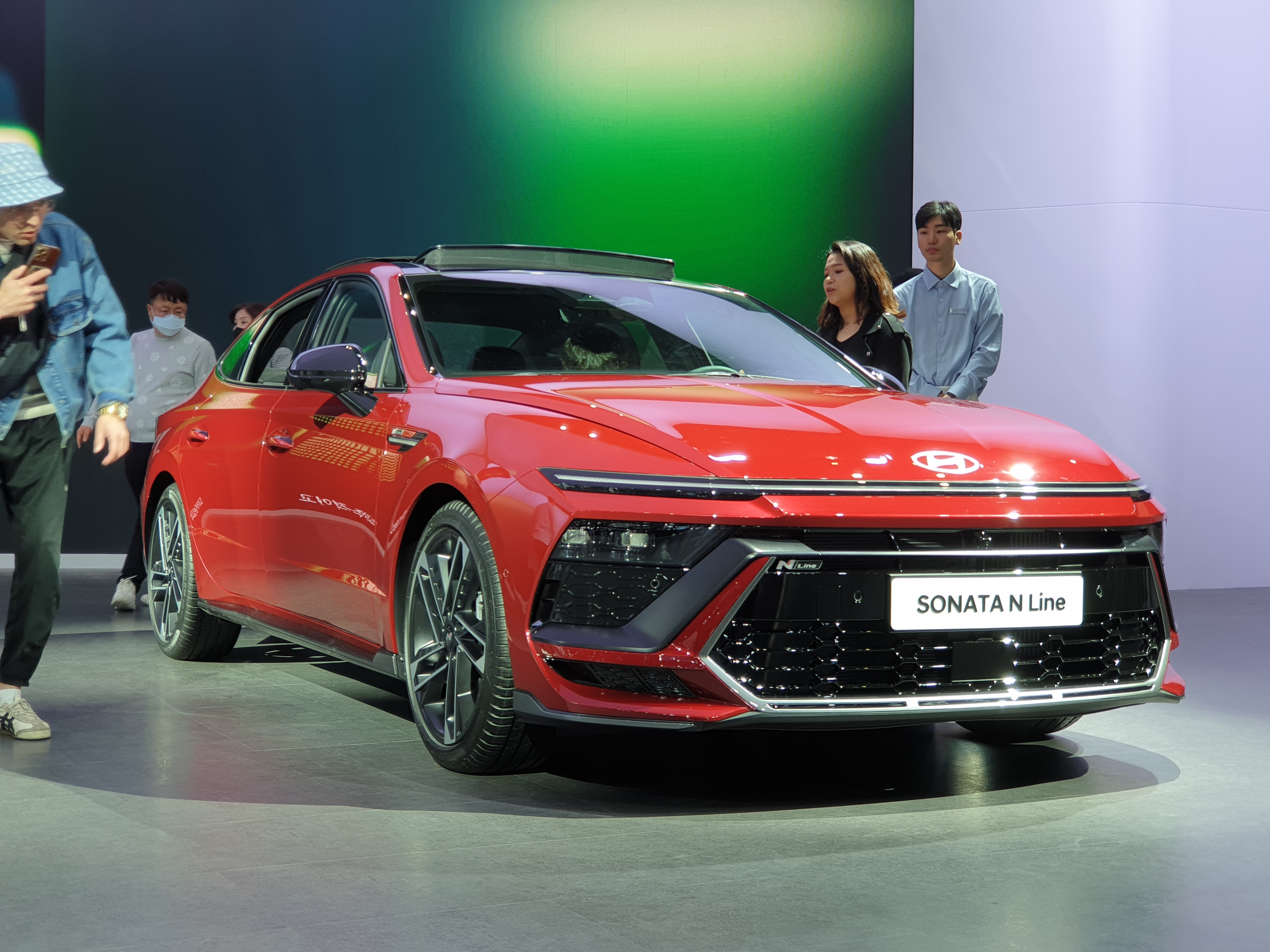
현대 쏘나타 디 엣지 N 라인 전면
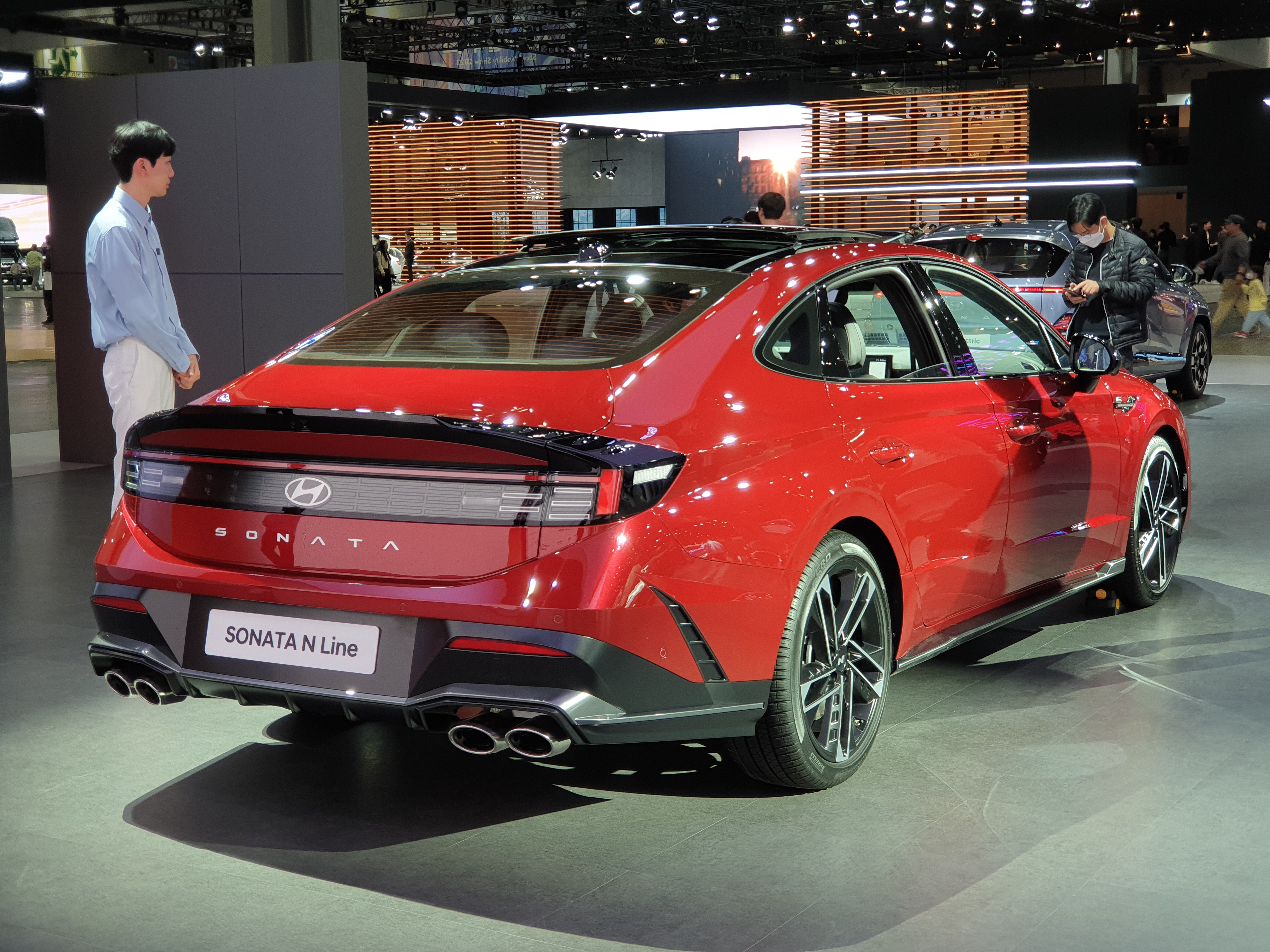
현대 쏘나타 디 엣지 N 라인 후면
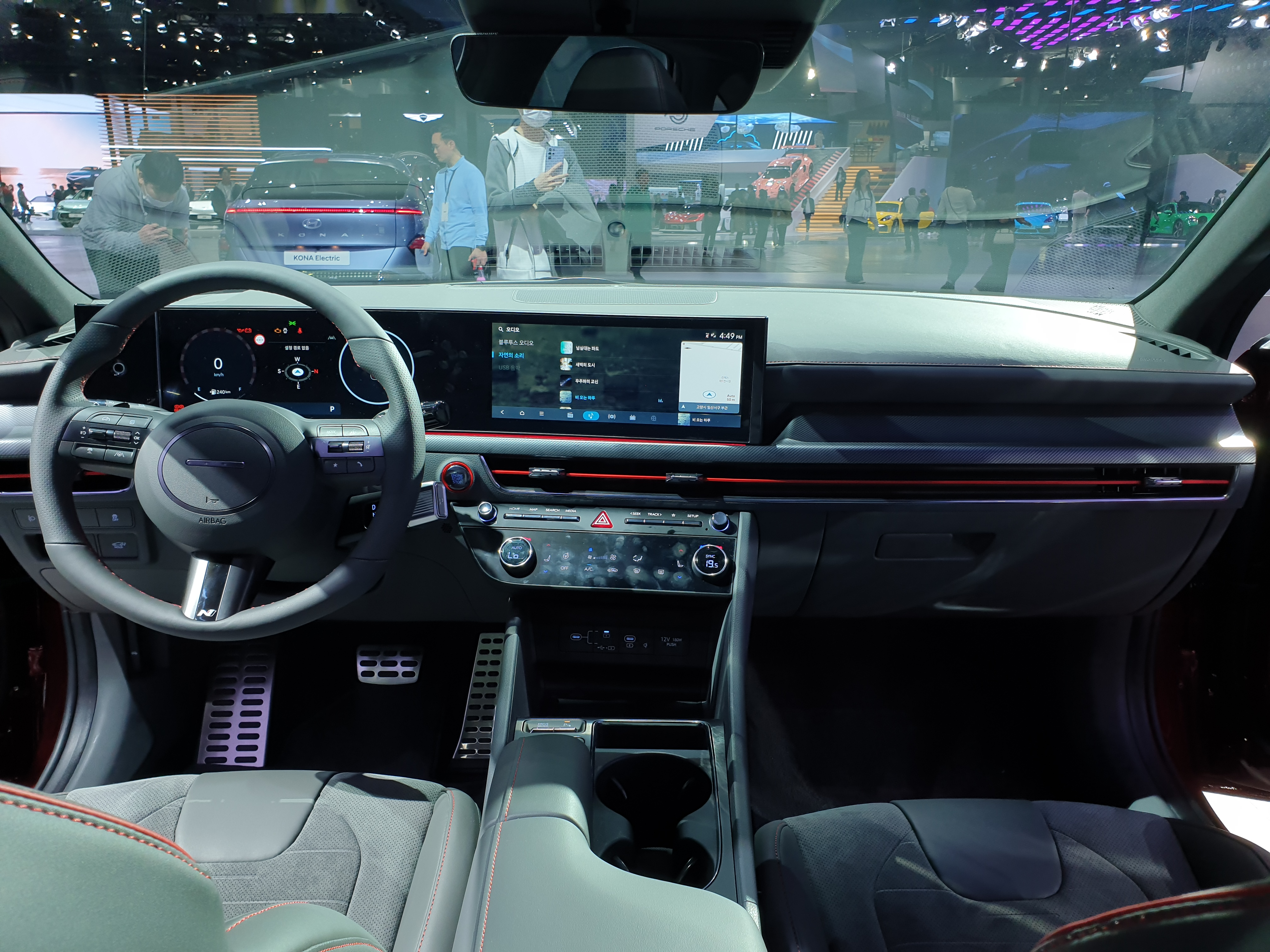
현대 쏘나타 디 엣지 N 라인 실내
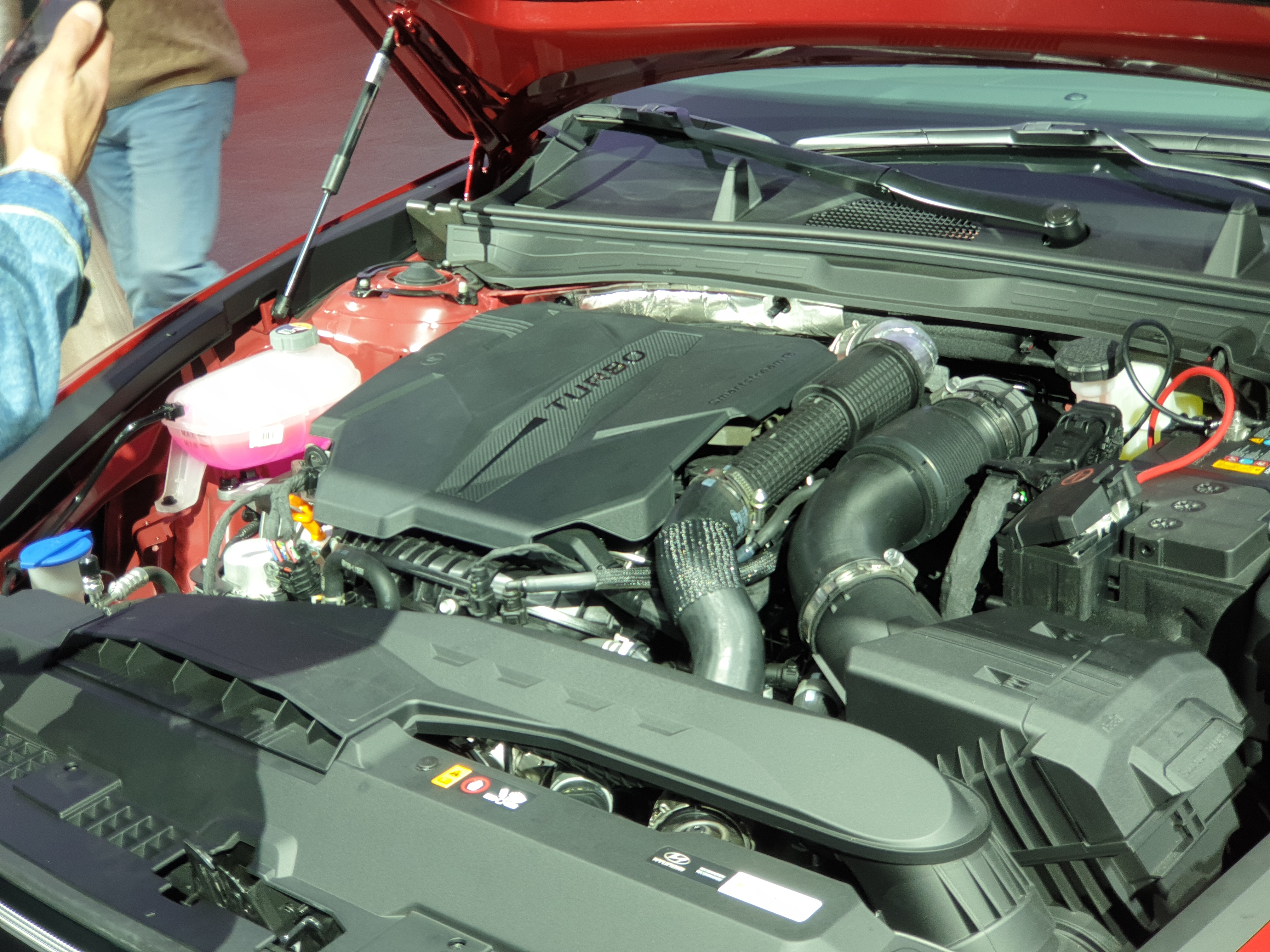
현대 쏘나타 디 엣지 N 라인 엔진룸

### 쏘나타 디 엣지 택시 (2024년4월~2025년3월)
2023년 7월에 아산공장에서 쏘나타 뉴 라이즈 택시가 단산된 직후 현대자동차는 당초에는 별도의 LPG 택시 전용 모델을 개발하겠다고 발표했으나, 2023년 말에 중국 베이징현대에서 쏘나타 택시를 생산해서 대한민국으로 역수입하겠다고 발표했다. 그러자 현대자동차 노조에서 단체협약을 위반했다고 반발해 논란이 일었다. 이후 노조의 양보로 수입이 확정됐고, 환경부 인증을 마친 후 현대자동차는 베이징현대에서 택시를 생산하여 2024년 4월 4일에 8세대 쏘나타 택시를 정식으로 출시했다. 모델 서브 코드명은 DT23이며, 출고 때 지급하는 용품 박스에도 DT23이라고 명기되어 있다.
중국형 디 엣지의 차대(DN8C)를 기반으로 하기 때문에 기존 대한민국형 쏘나타와 달리 차량 전장 및 휠베이스가 조금 더 길며, 후면 테일램프 배치도 기존 대한민국용 디 엣지와 약간 다르다. LPG 봄베는 도넛형을 적용했으며, 패들 시프트도 기본으로 장착된다. 모빌리티 단일 사양만 나오며, 앞좌석 통풍 시트와 안전장치 패키지(전방 충돌방지 보조, 스마트 크루즈 컨트롤, 후측방 충돌 경고, 후측방 충돌방지 보조, 후방 교차 충돌방지 보조, 안전 하차 보조) 2가지만 옵션으로 설정했다. 전자식 주차 브레이크(EPB)와 오토홀드가 기본으로 장착되고, 컬럼식 6단 자동변속기도 적용한다. 기존 누우 2.0리터 LPG 엔진을 이용하지만, 뉴 라이즈보다 5마력 디튠된 146마력으로 세팅했다.
2024년 4월 4번째 주부터 본격적으로 차량 인도를 시작했다.
아산공장에서 단산된 후에도 택시 업계에서는 그랜저나 K8 등의 준대형급 택시가 부담스럽고 아이오닉 5나 아이오닉 6 등의 전기자동차들은 급발진 및 충전 문제가 불거졌던 이유로 쏘나타 택시의 재출시를 요구해 왔다. 이 때문에 그랜저나 K8을 발주하지 않고 쏘나타 택시의 재출시를 계속 기다려 왔던 업자 및 법인들이 많아서, 중국 생산이라는 약점에도 불구하고 출시 초기에는 대기 수요가 꽤 발생했다. 이후 기아에서 K5의 LPG 렌터카 사양을 택시 업계에 개방하는 방식으로 판매하기로 함에 따라, DN8C 택시의 대기 수요는 다소 분산됐다.

#### 제원
| 분류                  | 스마트스트림 가솔린 2.0           | 스마트스트림 가솔린 1.6 터보     | 스마트스트림 LPG 2.0             | 스마트스트림 가솔린 2.5 터보 |
| --------------------- | --------------------------------- | -------------------------------- | -------------------------------- | ---------------------------- |
| 전장 (mm)             | 4,910                             | 4,910                            | 4,910                            | 4,910                        |
| 전폭 (mm)             | 1,860                             | 1,860                            | 1,860                            | 1,860                        |
| 전고 (mm)             | 1,445                             | 1,445                            | 1,445                            | 1,445                        |
| 축거 (mm)             | 2,840                             | 2,840                            | 2,840                            | 2,840                        |
| 윤거 (전, mm)         | 1,623(17″) 1,618(18″)) 1,610(19″) | 1,623(17″) 1,618(18″) 1,610(19″) | 1,633(16″) 1,623(17″) 1,618(18″) | 1,610(19″)                   |
| 윤거 (후, mm)         | 1,630(17″) 1,625(18″) 1,617(19″)  | 1,630(17″) 1,625(18″) 1,617(19″) | 1,640(16″) 1,630(17″) 1,625(18″) | 1,617(19″)                   |
| 엔진 형식             | Smartstream G2.0                  | Smartstream G1.6T-GDi            | Smartstream L2.0                 | Smartstream G2.5 T-GDi       |
| 배기량 (cc)           | 1,999                             | 1,598                            | 1,999                            | 2,497                        |
| 최고 출력 (PS/rpm)    | 160 / 6,500                       | 180 / 5,500                      | 146 / 6,000                      | 290 / 5,800                  |
| 최대 토크 (kgf·m/rpm) | 20.0 / 4,800                      | 27.0 / 1,500~4,500               | 19.5 / 4,200                     | 43.0 / 1,650~4,000           |
| 연료탱크용량 (ℓ)      | 60                                | 60                               | 64 (80% 충전 기준)               | 60                           |
| 트렁크 용량 (ℓ, VDA)  | 480                               | 480                              | 360                              | 480                          |

### 2025 쏘나타 택시 (2025년3월~ 현재)
2025년 3월 25일에 연식 변경 모델 2025 쏘나타 택시를 출시했다. 차량 관리 및 정비 편의성을 개선해 방오·방수 효과가 좋은 프로텍션 카매트 및 카페트, 엔진오일·필터 교체용 정비 홀, 하이브리드 타입 와이퍼 등이 적용됐다.
기존 별도 기기들로 운영되었던 카카오 T 택시 기사용 앱, TMAP 내비게이션, 어플리케이션식 택시 미터, 운행기록계 등의 기능을 차량 내 12.3인치 디스플레이에 통합한 택시 통합 단말기를 탑재했으며, 스티어링 휠 버튼과 카카오 T 택시 기사용 앱의 배차 기능을 연동해 호출 수락 시 자동으로 카카오내비 길 안내가 제공되도록 적용됐다. 기본 내비게이션은 택시 운전자 선호도를 고려해 TMAP이 적용됐으며, 현대자동차 최초로 광고 기반 무료 스트리밍 TV 서비스인 현대 TV 플러스(Hyundai TV+)가 탑재됐다. 현대 TV 플러스는 실시간 뉴스 채널 및 여러 콘텐츠를 무료로 시청할 수 있는 서비스다.
판매 가격은 2,595만 원부터 시작하며, 플랫폼 운송 사업자 및 영업용 택시 사업자 전용으로 판매된다.

## 역대 슬로건

### 2세대(Y2)
- 21세기 하이테크 세단 (쏘나타)
- 명차의 감동을 더해주는 쏘나타골드 (뉴 쏘나타)

### 3세대(Y3)
- 중형 세단의 새 얼굴 (쏘나타 2)
- 중형 세단의 걸작 (쏘나타 2)
- 명품의 완성 (쏘나타 3)
- 한국차의 대명사 (쏘나타 3)
- 정상을 지켜온 이름 (쏘나타 3)
- 후회없는 선택 (쏘나타 3)
- 어디서나 제 값을 하는 차가 좋은 차입니다 (쏘나타 3)
- 전통을 만드는 차가 좋은 차입니다 (쏘나타 3)

### 4세대(EF)
- 드림테크놀로지 (EF쏘나타)
- 꿈을 현실로! 드림테크놀로지 (EF 쏘나타)
- 차는 차가 말합니다 (뉴 EF 쏘나타)
- 우리에게는 쏘나타가 있습니다 (뉴 EF 쏘나타)
- 아름다운 동행 (뉴 EF 쏘나타)
- 역시 뉴 EF 쏘나타 (뉴 EF 쏘나타)
- 미국 JD파워 1위 (뉴 EF 쏘나타)

### 5세대(NF)
- 명차의 새로운 경험 (쏘나타)
- 명차의 감동 (쏘나타)
- envy u (쏘나타)
- 변화를 넘어선 진화 (쏘나타 트랜스폼)

### 6세대(YF)
- Art of technology (쏘나타)
- UNEXPECTED (쏘나타, 쏘나타 하이브리드)
- 자동차에 감성을 더하다 (쏘나타 더 브릴리언트)
- 두 개의 심장으로 앞서 가다 (쏘나타 하이브리드)
- 자동차는 진보한다 (쏘나타 하이브리드)

### 7세대(LF)
- 본질로부터 (쏘나타)
- 시작, 일곱 가지 쏘나타 (쏘나타, 쏘나타 하이브리드, 쏘나타 플러그인 하이브리드)
- 포스트 쏘나타의 시작. (쏘나타 뉴 라이즈)

### 8세대(DN8)
- Hello (쏘나타)
- Keep Growing (쏘나타 센슈어스)
- 익숙함도 완전히 새롭게 (쏘나타 디 엣지)

## 수상 내역
- 미국 카 앤 드라이버 <2025 에디터스 초이스 어워즈> - '중형 세단' 부문

## 미디어 속의 쏘나타
주로 배역의 자가용 차량이나 경찰차, 택시로 자주 등장하며, 특히 3세대 이후로 출시되는 모델들은 드라마나 영화에서 자주 구르고 터지고 추격 장면을 역할로 자주 등장한다.

### 영화
- 투캅스에서는 조형사(안성기 분)와 강형사(박중훈 분)의 차량으로 2세대 쏘나타(검은색 GLi)가 등장하였다.
- 투캅스 3에서는 이형사(김보성 분)와 최형사(권민중 분)의 차량으로 2세대 쏘나타(흰색 GLi)가 등장하였다.
- 돈을 갖고 튀어라에서는 장 하사(명계남 분)의 차량으로 2세대 쏘나타(회색 GLi)가 등장하였다.
- 돈을 갖고 튀어라에서는 뱁새(김승우 분)의 차량으로 2세대 뉴 쏘나타(흑색 2.0ℓ LPG 모범택시)가 등장하였다.
- 쉬리에서 유중원(한석규 분)의 OP와 박무영(최민식 분)의 특수8군단 일당과의 도심 총격전 도중 각각 방패막이로 Y2 쏘나타가 등장하는데, 총격으로 걸레짝이 된다.
- 잔혹한 출근에서는 오동철(김수로 분)이 폐차장에서 구입하여 탄 차량으로 2세대 쏘나타(회색 GLSi)가 등장하였다.
- 넘버 3에서는 태주(한석규 분)가 탄 택시로 2세대 쏘나타 Ⅱ(회색 TXL 택시)가 등장하였다.
- 범죄와의 전쟁: 나쁜놈들 전성시대에서 최익현(최민식 분)이 최형배(하정우 분)을 배신하는 장면에서 2세대 쏘나타(검은색 GLi)가 등장하였다.
- 무간도에서 한침 조직 내 잠입한 스파이를 찾아내 제거하러 가는 조직원들이 탄 차량 중 하나로 3세대 쏘나타 II가 엘란트라와 함께 등장한다.
- 주유소 습격사건에서는 경찰 1(이원종 분)과 경찰 2(김응수 분)가 주유를 받기 위해 타고 온 차량으로, 주유 후 외상으로 그냥 가다가 노마크(이성재 분)와 추격전 끝에 걸려서 62,000원의 기름값을 내는 장면에 등장한다. 해당 차량은 3세대 쏘나타 Ⅱ(경찰 도색 TXL)이다.
- 찍히면 죽는다에서 은색 EF 쏘나타가 주인공들의 해당 차량은 1.8 옵션 기본형 차량이다.
- 거룩한 계보에서 작중 후반부 조직 두목 김영희(민지환 분)와 동치성(정재영 분)을 쫓는 경찰차로 4세대 EF 쏘나타가 등장하는데, 구도색 차량과 신도색 차량이 섞여서 등장한다.
- 공포택시에서 3세대 쏘나타 II, 쏘나타 III 택시가 등장한다. 극중 이서진은 쏘나타2 개인택시를 운전하고 김원범이 쏘나타3 택시가 나왔는데 둘 다 모두 귀신들이며 쏘나타도 귀신차량이다. 엔진은 인간의 신체내부이며 피가 연료인게 특징인 기괴한 B급 코믹 공포영화이다.
- 범죄의 재구성에서 최창혁(박신양 분) 일당이 한국은행 수원지점에서 범행 후 도주할 때 추격하는 경찰차들로 쏘나타 II가 등장하며 이후 휘발류와 제비가 탄 현금수송차량 주변을 지나가는 경찰차로 4세대 EF, 뉴 EF가 등장한다.
- 부당거래에서 사망한 가짜 범인이 살린 쏘나타 III를 최철기 반장(황정민 분)이 은밀히 폐차시킬 때 등장한다.
- 공공의 적 2에서 강철중(설경구 분)이 3세대 쏘나타 Ⅱ(은비색 GL)을 타는데, 공공의 적 2 중반부에 부하 직원인 강석신(박상욱 분)이 이 차량을 타고 가다 오토바이 폭주족이 테러를 가하여 지하차도로 추락하여 지하차도를 주행하던 덤프 트럭과의 충돌로 인하여 반파됨에 따라 그 자리에서 사망한다. 사고 이후에 강철중은 5세대 쏘나타(은색 F24S 프리미어)로 차랑을 바꾸었다. 아울러 공공의 적에서 조규환(이성재 분)의 차량에 받혀 합의를 보다가 후에 살해된 택시 기사의 차량으로 3세대 쏘나타 Ⅲ(은비색 TXL)가 등장한다. 여기에 교통 순경으로 좌천된 강철중(설경구 분)이 신호 위반 단속을 할 때 걸린 차량은 4세대 뉴 EF 쏘나타(은색 DLX)였다. 여러 영화 중 쏘나타 시리즈가 많이 나온 영화로 알려져 있다. 강철중: 공공의 적 1-1에서는 3세대 쏘나타 Ⅱ(녹색 GLS)와 3세대 쏘나타 Ⅲ(녹색 GLS) 역시 등장한다.
- 스파이에서는 김철수(설경구 분)의 타고 나온 차량으로 6세대 쏘나타 (검은색 Y20 그랜드)이 등장한다.
- 텔 미 썸딩에서 조형사(한석규 분)의 차량으로 3세대 쏘나타 II(진녹색, GL DLX)가 등장한다.
- 조폭 마누라 3에서는 국가정보원 요원인 한기철(이범수 분)의 차량으로 3세대 쏘나타 Ⅲ(금색 GLS)가 등장하며, 홍콩의 흑룡회 조폭들과 추격전에서 서기와 함께 타고 도망쳤던 차량이다. 그 뒤를 쫓다가 막다른 길로 간 택시는 도미(조희봉 분)와 꽁치(오지호 분)가 훔친 차량으로, 4세대 EF 쏘나타(은색)이다.
- 본 슈프리머시 초반부에 인도에서 벌어지는 추격전에서 주인공 제이슨 본(맷 데이먼 분)을 암살하려는 스파이가 운전하는 차량으로 4세대 뉴 EF 쏘나타(은색)가 등장하였다.
- 우주 전쟁 초반부에 미국 뉴욕시에 재앙이 일어날 때 4세대 뉴 EF 쏘나타(녹색 GLS)가 잠시 등장하였다.
- 세이프에서는 루크 라이트(제이슨 스테이섬 분)가 타고 나온 차량이 4세대 뉴 EF 쏘나타(은색 GLS)이다.
- 돼지가 우물에 빠진 날에는 지하 주차장 씬에서 2세대 쏘나타(은색 GLi)와 3세대 쏘나타 Ⅱ(흰색 GLS)가 나란히 등장했다.
- 디워에서는 로스앤젤레스 한복판에서 이무기의 습격을 받아 불타는 차량으로 3세대 쏘나타 Ⅱ(녹색 GLS)가 등장했다.
- 일단 뛰어에서는 성환(송승헌 분)이 우섭(권상우 분) 앞에서 교각에 차를 충돌시키는 장면이 나오는데, 해당 차량은 4세대 EF쏘나타(진주색 GVS)이다.
- 도가니에서 주인공 차량으로 4세대 EF 쏘나타가 등장한다.
- 공동경비구역 JSA에서는 미군 소속 소피 E. 장 소령(이영애 분)을 태우고 부대로 들어가는 장면에서 차량이 등장하는데, 해당 차량은 3세대 쏘나타 Ⅲ(남색 골드)이다.
- 태풍에서는 국가정보원 요원인 강세종(이정재 분)이 타고 나온 차량은 4세대 뉴 EF 쏘나타(은색 DLX)였다.
- 감시자들에서 저축은행을 턴 강도들을 추격하는 경찰차들로 4세대 EF와 뉴 EF가 등장하는데 다른 용의자가 트럭으로 도로를 차단하는 바람에 경찰차들이 충돌하고 개박살이 난다.
- 야수에서는 경찰 형사인 장도영(권상우 분)이 타고 나온 차량은 3세대 쏘나타 Ⅱ(남색 GL)이고, 검찰 검사인 오진우(유지태 분)가 타고 나온 차량으로 5세대 쏘나타(검은색 N20 디럭스)가 등장하였다.
- 용의자에서 지동철(공유 분)의 도주로를 차단하는 경찰차들로 4세대 EF와 뉴 EF가 등장하는데, 그의 뛰어난 운전 실력으로 경찰들이 역시 개박살이 난다.
- 택시운전사 후반부에 2003년 배경에서 택시 기사인 김만섭(송강호 분)이 타고 나온 차량은 4세대 뉴 EF 쏘나타(은색 TXL 택시)이다.
- 광복절 특사에서 교도소에서 탈옥한 유재필(설경구 분)과 최무석(차승원 분)이 탈취한 택시로 4세대 뉴 EF 쏘나타가 등장한다.
- 바르게 살자에서 이승우 강원삼포경찰서장(손병호 분)의 차로 5세대 NF 쏘나타 전기형 모델이 등장한다.
- 어벤져스: 에이지 오브 울트론에서 울트론이 뒤집히는 차량으로 뉴 EF쏘나타 4세대 후기형 모델이 나온다.
- 범죄도시에서 금천서 강력반 형사들이 탔던 차량 및 범죄 현장에 등장한 경찰 순찰차로 5세대 전기형 모델이 등장하며, 장첸과 위성락이 탔던 택시로 5세대 트랜스폼 모델이 등장한다.
- 극한직업에서 작중사고를 일으키는 차량으로 5세대 전기형 모델이 등장한다. 이후 이무배 아지트 앞에서 잠복할 때 3층 아줌마의 오인 신고로 출동한 경찰차로 5세대 NF가, 이무배 패거리를 미행하기 위해 김영호(이동휘 분)가 탔던 차량으로 5세대 트랜스폼이 각각 등장한다.
- 싱크홀에서 싱크홀에 빠져 추락한 택시로 6세대 YF 쏘나타 전기형 모델이 나온다.
- 방법: 재차의에서 차량 추격전에서 좀비들이 모는 택시들로 5세대 NF 쏘나타와 6세대 YF 쏘나타 7세대 LF 쏘나타들이 나온다.
- 서울대작전에서 검정색 쏘나타 2세대 초창기형 모델이 등장한다. 중간에 전소된다.

### 기타
- 무한도전 스피드 특집에서 눈앞에 일렬로 서있는 차 3대 중 맨뒤에 있는 흰색 쏘나타III가 가장 먼저 터져버린다. 악당이 박명수를 향해 버스에 빨리 타라고 소리쳤고 박명수가 차에 다시 탔지만 그 순간 가운데에 있는 흰색 EF 쏘나타가 두번째로 터져버린다. 그 후 악당은 멤버들에게 자기 말에 주목하라 외친 후 맨앞에 검정색 마르샤까지 전부 다 터트려버린다.
- MBC 뉴스데스크의 남자 앵커로 진행한 前 이인용 기자의 MBC 본사 출퇴근형 차량을 지원하여 탑승한 차량으로 2세대 쏘나타(검은색 GLi)가 등장하였다.
- 토요미스테리극장에서 실화 이야기를 재연할때 단골로 나오는 현대 쏘나타2는 하나였다.
- 나는 신이다: 신이 배신한 사람들 4화의 사건사고 재현장면 중 하나에서 경찰차로 현대 쏘나타3가 등장한다.
- 경찰청 사람들에서 사건이나 범죄이야기를 재연할때 단골로 나오는 차량으로는 2세대, 3세대 모델이 등장한다.
- 위기탈출 넘버원에서 상황을 재연하거나 실험을 할때 3세대, 4세대, 5세대, 6세대 초기형 모델이 사용했다. 11회(2005년 9월 24일) 트렁크에 갇혔을 때 탈출법에서는 1997년 쏘나타 3, 29회(2006년 2월 18일) 불법 전조등의 위험성 편과 31회(2006년 3월 4일) 에어백의 위험성에서는 뉴 EF 쏘나타가 등장했으며 38회(2006년 4월 22일) 자동차 창문 끼임사고 편에서는 NF 쏘나타가 등장했다.

### 애니메이션
- 헬로 카봇에서는 카봇 아티의 차량으로 7세대 쏘나타가 등장한다.
- 터닝메카드 W에서는 메카니멀 로봇인 피코의 차량으로 7세대 쏘나타(파란색)가 등장한다.

### 드라마
- MBC 드라마 진실에서는 박승재(손지창 분)의 차로 4세대 EF쏘나타(은색)가 등장했다.
- tvN 드라마 응답하라 1997에서 윤윤제(서인국 분)의 형인 윤태웅(송종호 분)의 차로 3세대 쏘나타 Ⅲ(녹색 GLS)가 등장한다. 시대 배경 상 S O N A T A Ⅲ 엠블럼에서 S자와 Ⅲ자가 실종된다.
- tvN 드라마 응답하라 1994에서 성나정(고아라 분)이 운전을 배우기 위해 탄 차로 4세대 EF쏘나타(흰색 GV)가 등장한다.
- MBC 드라마 거침없이 하이킥에서는 신지(신지 분)의 자가용으로 등장한다. 해당 차량은 3세대 쏘나타 Ⅱ(남색 GLS)이다.
- MBC 드라마 세친구에서는 박상면(박상면 분)의 누나 박효정(반효정 분)의 자가용으로 등장한다. 해당 차량은 3세대 쏘나타 Ⅱ(흰색 GLS)이다.
- KBS 드라마 웃어라 동해야에서 윤새와(박정아 분)의 타고 있는 차로 6세대 YF쏘나타가 등장한다.
- MBC 드라마 모두 다 김치에서는 박현지(차현정 분)의 타고 있는 차로 4세대 EF쏘나타가 등장한다.
- KBS 드라마 고양이는 있다에서 염치웅(현우 분)의 타고 있는 차로 7세대 LF쏘나타가 등장한다.
- SBS 드라마 사랑만 할래에서 최동준(길용우 분)의 타고 있는 차로 6세대 쏘나타 더 브릴리언트가 등장한다.
- SBS 드라마 수상한 장모에서 김은지(한소현 분)의 타고 있는 차로 7세대 LF쏘나타가 등장한다.
- KBS 드라마 세상에서 제일 예쁜 내 딸에서 강미리(김소연 분)가 타고 있는 차로 8세대 쏘나타가 등장한다.
- KBS 드라마 비밀의 남자에서 구천수(이정용 분)와 한유라(이채영 분)의 타고 있는 차로 7세대 LF쏘나타가 등장한다.
- SBS 드라마 모범택시 1에서 7세대 후기형 쏘나타 뉴 라이즈 경찰차가 11화에서 왕민호 수사관 살해 사건 때 등장했고, 14화에서 김도기(이제훈 분)가 도주한 백성미(차지연 분)를 추격 및 쫓아가려고 사건 현장에 출동했으나 중간에 뺏어 타고 나온 경찰차로 등장했으며 항구에서 백성미의 부하들을 제압할 때 드리프트(!!) 스킬로 부하들을 제압했고 심지어는 백성미의 부하들이 각목, 야구방망이 등의 무기들로 순찰차를 때려 부수었으나 어찌된일인지 순찰차는 단 하나도 파손되지 않았다.(...) 그 외에 6세대 경찰차로 등장하거나 7화에서 박양진이 고용한 자객 일당의 차량으로 5세대 전기형 모델이 검찰의 관용 차량으로 7세대와 8세대가 등장하여 그 중 7세대 전기형 모델은 강하나 검사(이솜 분)가 9화에서 박양진 회장 일당들을 체포하러 갈때 탔으며, 8세대 11회에서 왕민호 수사관(이유준 분)이 탔었으나 사후에는 강하는 검사가 해당 차량을 타고 다니는 걸로 등장한다.
- 넷플릭스 드라마 오징어 게임 9화 에서 6세대 YF 쏘나타가 경찰차로 잠깐 등장한다.
- MBC 드라마 검은 태양에서는 한지혁(남궁민 분)의 자가용으로 등장한다. 해당 차량은 8세대 쏘나타 N라인이다.
- SBS 드라마 악의 마음을 읽는 자들에서 경찰차와 윤태구 경위(김소진 분)의 차량으로 등장하는데, 해당 차량은 3세대 쏘나타 lll GLS 전기형과 GLS(녹색) 후기형이다.
- tvN 드라마 군검사 도베르만에서 도배만의 고모인 도수경(강말금 분)의 차량으로 6세대 YF쏘나타이다.
- KBS 드라마 으라차차 내 인생에서 강성욱(이시강 분)이 서재석(설정환 분)을 뺑소니 친 차량으로 6세대 YF쏘나타 전기형이 나온다.

### 게임
- 레이시티에서 뉴 EF 쏘나타, NF 쏘나타, YF 쏘나타가 등장한다.
- 넥슨 코리아의 자동차 경주 게임인 크레이지레이싱 카트라이더와 카트라이더 러쉬플러스에서 신규카트바디로 등장한다.한정판 미션 카트바디 (쏘나타 N Line 레드)다